# Радянський карбованець

Радянський плакат 1960-х років «Копійка карбованець береже!» (Копейка рубль бережёт!)

Радя́нський карбо́ванець (рос. советский рубль) — валюта РРФСР з 1919 до 1922 року і СРСР з 1923 року по 26 грудня 1991 року. Від 1922 до 1947 року перебував в обігу разом із радянським червінцем. Карбованець поділявся на 100 копійок, 10 карбованців дорівнювали одному червінцю.
У РРФСР в 1919—1921 роках паперові гроші називалися «Розрахункові знаки Російської Соціалістичної Федеративної Радянської Республіки», а з 1922 року — «Державні грошові знаки». В СРСР, починаючи з 1923 і по 1924 рік, усі паперові грошові знаки називалися «Державними грошовими знаками Союзу Радянських Соціалістичних Республік». З 1924 по 1991 рік банкноти номіналом до 10 карбованців називалися «Державними казначейськими білетами СРСР». Червінці й банкноти від 10 карбованців і вище — «Білетами Державного банку СРСР». З 1991 року банкноти всіх номіналів стали називатися «Білетами Державного банку СРСР».
Після розпаду СРСР у 1992—1995 роках карбованець поступово виводився з грошового обігу пострадянських країн. Останньою країною, що відмовилася від радянського карбованця, став Таджикистан (10 травня 1995 року).

## Історія

### Передумови. Карбованець після грошової реформи 1922—1924 років
Після Жовтневого перевороту 1917 року в більшовиків з'явилися умови для створення нової соціалістичної грошової системи. Іноземна інтервенція та громадянська війна завадили втілити намічені плани, оскільки радянська влада була змушена випускати паперові розрахункові знаки для покриття дефіциту державного бюджету через зростання військових витрат й миритися з наявністю в обігу старих паперових грошових знаків Тимчасового уряду та різних сурогатів грошей. 30 грудня 1922 року було створено СРСР. Попри проведену деномінацію, в результаті якої грошова маса в обігу зменшилась номінально в мільйон разів, радянський карбованець і далі знецінювався. Стабілізація радянської валюти відбулась тільки під час грошової реформи 1922—1924 років. Першим етапом реформи став випуск банківських білетів у новій грошовій одиниці — червінці, який мав золотий вміст 7,74234 г (що відповідало дореволюційній золотій монеті в 10 рублів) і забезпечувався всіма державними цінностями. У 1923 році червінець завоював тверде місце в грошовому обігу країни, розпочалося карбування золотих червінців з відповідною вагою (червінець «Сіяч»), які використовувалися для закордонних платежів, що вплинуло на зміцнення міжнародного авторитету радянської валюти.

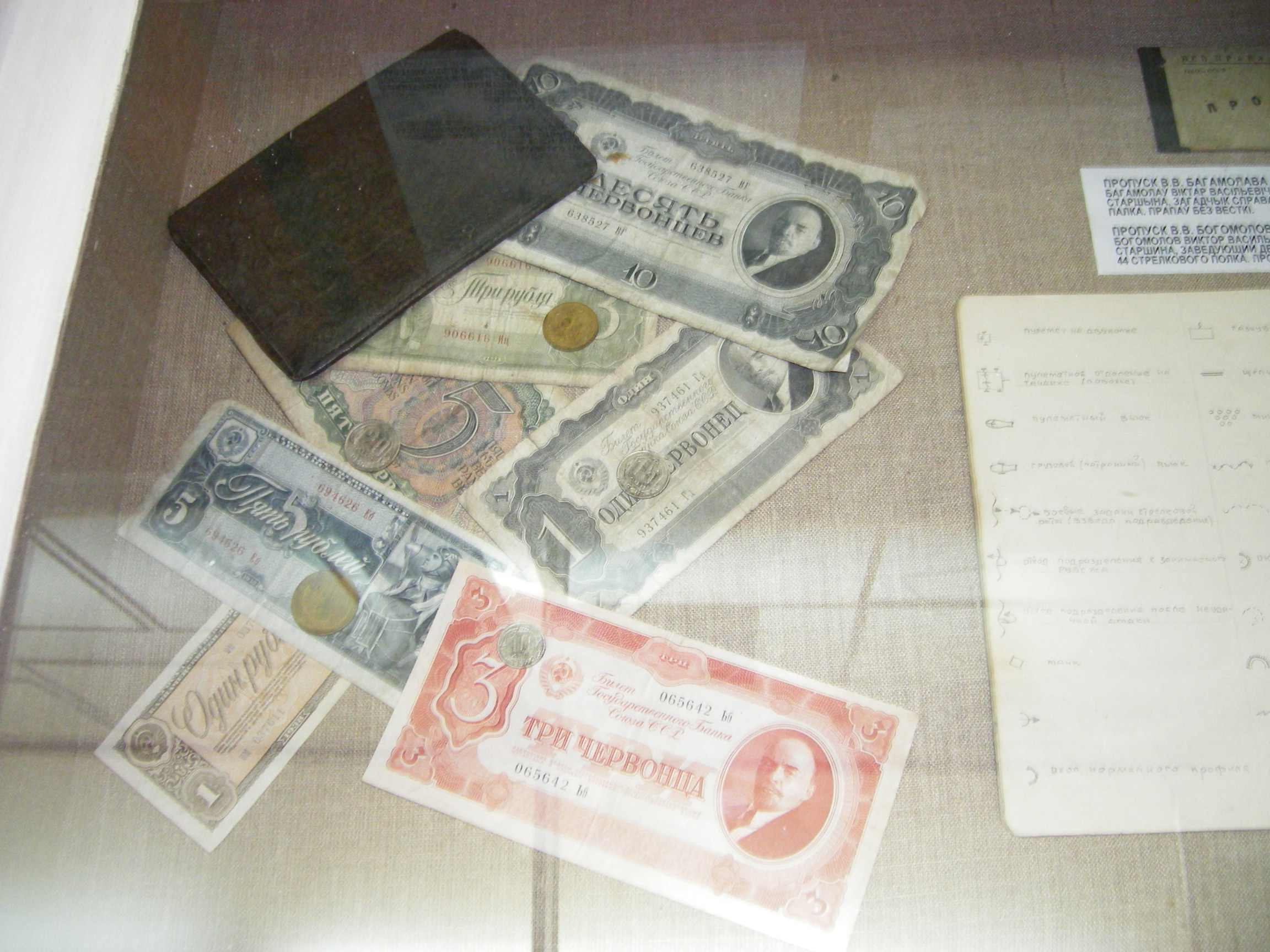
Радянські гроші зразка 1937—38 років

Одночасно з червінцями в обігу залишалися грошові знаки зразка 1923 року, серед яких були перші карбованці СРСР — банкноти номіналами в 10 000, 15 000 і 25 000 карбованців, які випускали з листопада 1923 по лютий 1924 року. Щоб позбутися знецінених грошей, уряд вирішив випускати тверді розмінні казначейські білети вартістю 5, 3 і 1 карбованець золотом (червінець прирівнювався до 10 казначейських карбованців). Паперові гроші зразка 1923 року вилучили з обігу за курсом 50 тисяч карбованців грошовими знаками за 1 казначейський карбованець. Червінець існував недовго як грошова одиниця, розрахунковою одиницею знову став карбованець. Але термін «червінець» залишився на банкнотах до другої грошової реформи 1947 року. Наприкінці першої грошової реформи почали карбувати срібні монети номіналом 1 карбованець, 50, 20, 15, 10 копійок і мідні 5, 3, 2, 1 та півкопійки. Попри те, що банкноти забезпечувалися золотом і мали золотий паритет, золотий грошовий обіг у СРСР був відсутнім. Окрім цього, протягом періоду відновлення фінансової системи у 1921—1925 роках було закладено основи кредитної системи країни. Головним став принцип державної монополії на банківську справу. В умовах нової економічної політики (НЕП) та збереження відносних свобод виникли кредитні кооперативи та ощадно-позичкові товариства. Головною ланкою кредитної системи країни став Держбанк РРФСР, який 6 липня 1923 року був реорганізований в Державний банк СРСР.
У 1925—1926 роках червінець офіційно котувався на міжнародних валютних біржах. Припинення карбування металевого червінця мотивувалася урядом тим, що фінансова система країни стала цілком стійкою та міцною, щоб припинити вільний обіг золота. Наступним кроком стала заборона на ввезення і вивезення червінців за межі країни через те, що іноземні власники паперових червінців стали вимагати їх обміну на золото. Навіть у 1924 році вимога обміну червонців на валюту задовольнялася лише в одному випадку із десяти. У 1926—1928 роках конвертованість червінця була ліквідована. Відмова уряду від підтримки паритету червінця по відношенню до золота та інвалют й наступна кредитна реформа повністю відірвали грошову систему країни від світового ринку.
Кінець 1920-х—початок 1930-х років в СРСР став часом кардинальної трансформації господарського механізму — переходу від НЕПу до планової економіки. Керівництво країни взяло курс на індустріалізацію. Відсутність реальних джерел її фінансування спочатку призвела до незабезпеченої емісії карбованця, а потім — зміни форм організації його грошового обігу, зокрема, порядку емітування та регулювання грошової маси. Поштовхом до цих змін став черговий зрив державної кампанії з хлібозаготівель у 1928 році. Однією з основних причин цього зриву була нездатність державної промисловості задовольнити платоспроможний попит селян. Колективізація, що почалася, і форсований розвиток державної промисловості в перспективі були покликані вирішити ці проблеми. Але наприкінці 1920-х — на початку 1930-х років вони лягли важким тягарем на населення країни та викликали інфляцію. Торговельний оборот заповнився масою «пустих» грошей. До переліку дефіцитних товарів увійшли харчові продукти та товари масового попиту — текстиль, металеві вироби, взуття, шкіряні вироби. З метою боротьби з продовольчою кризою та товарним дефіцитом з 1929 року було запроваджено карткову систему. Іншим наслідком інфляції стала криза розмінної монети. Держбанк випускав срібні монети, що миттєво зникали з обігу, осідаючи в населення, яке переплавляли їх у зливки. Таким чином, до початку 1933 року карбованець набув обмеженного економічного значення в країні через дію карткової системи та інфляцію, що як наслідок, призвело до його знецінення. Інфляція в СРСР носила прихований характер й виражалася у товарному дефіциті, що давало змогу керівництву країни офіційно її не оголошувати. Низькі ціни були фіксованими, тому ринок не міг регулювати попит і пропозицію. Підприємства доставляли товари у кількості та цінах, продиктованих державою, а не споживачем. Товарний дефіцит у тій, чи іншій мірі, існував протягом всього періоду існування СРСР.
Для вищих обсягів мобілізації та перерозподілу ресурсів з метою проведення індустріалізації у 1930—1931 роках уряд провів кредитну реформу. Було ліквідовано взаємне комерційне кредитування госпорганів та опосередковане кредитування у вигляді обліку векселів. Усі комерційні банки були націоналізовані. Перетворення емісійного Державного банку на єдиний касовий центр народного господарства дозволило прийти у 1930—1931 роках до прямого планування грошового обігу у вигляді касового плану Держбанку. Функції Державного банку щодо регулювання готівкового грошового обігу були значно розширені. Встановлювався банківський контроль за витрачанням фондів заробітної плати промисловими підприємствами, бюджетними та господарськими організаціями. Вводився порядок, що регламентує терміни здачі грошової виручки торговими організаціями в Держбанк та норми самостійного витрачання ними готівки. Утворена у 1930-ті роки фінансова система проіснувала практично до розпаду СРСР. Після кредитної реформи червінці фактично були витіснені з обігу банківськими та казначейськими білетами, номінованими в карбованцях. У грошовому обігу встановився фіатний стандарт.

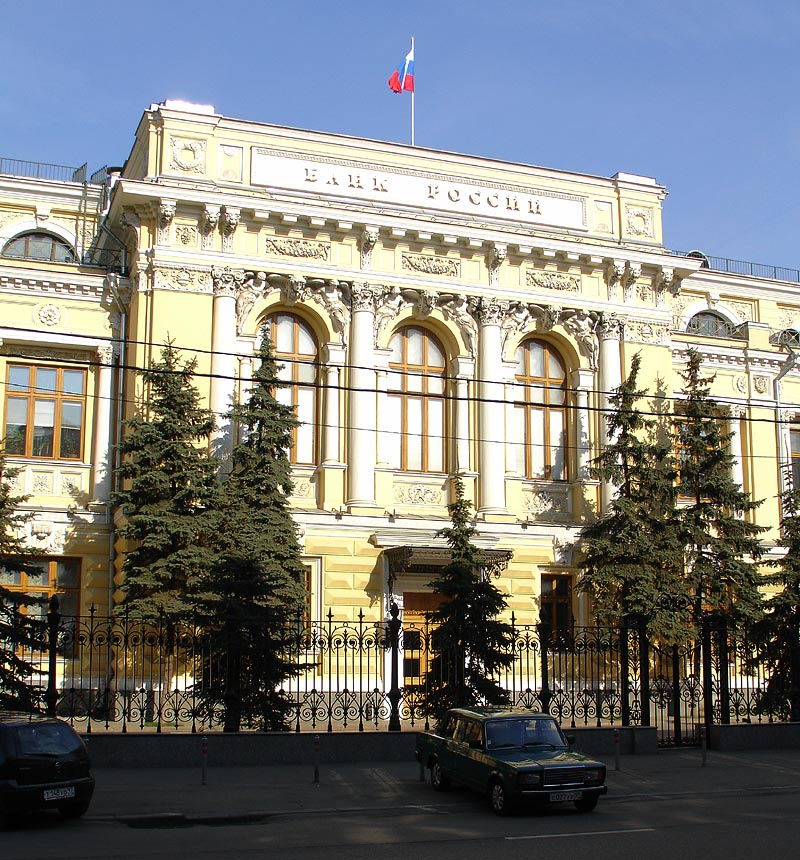
Колишня будівля Держбанку СРСР (зараз Банк Росії)

Враховуючи зміну купівельної сили карбованця середини 1930-х років в порівнянні з серединою 1920-х, у 1936—1937 роках уряд знизив його золотий вміст до 0.167674 г та переглянув курс відповідно до іноземних валют. Таким чином вміст золота нового карбованця був знижений в 4.4 рази. Хоча золоте забезпечення карбованця, аж до розпаду СРСР, було умовним поняттям, через відсутність його конвертації в золото.
У 1934 році було взято курс на оздоровлення грошового обігу. Емісія карбованця на той час набула обережнішого характеру, ніж у роки першої п'ятирічки. Успіхи в оздоровленні грошового обігу дозволили у 1935—1936 роках зробити поетапне скасування карткової системи. Однак наприкінці 1930-х років знову намітилася тенденція до падіння купівельної сили карбованця, через введення військової економіки, що викликало інфляцію із ростом цін.
У роки Другої світової війни уряд вимушено вдався до емісії карбованця як джерела покриття військових витрат. Грошова маса збільшилася у 3.8 рази, тоді як обсяг роздрібного товарообігу скоротився більш ніж на 2/3, що спричинило до чергового витку інфляційного процесу зі зростанням цін й знецінення карбованця.
СРСР не увійшов до створеної після Другої світової війни Бреттон-Вудської валютної системи, хоча і брав участь у самій Бреттон-Вудській конференції, що відбулася в США 1944 року. Бреттон-Вудська система була заснована на золотодевізному стандарті, де всі валюти жорстко прив'язувалися до долара США, який мав чітко зафіксований золотий вміст — 35 доларів за одну тройську унцію золота (31,1035 г).

### Карбованець після грошової реформи 1947 року
Грошова реформа 1947 року була проведена з метою ліквідації в сфері грошового обігу наслідків війни. Вона скасувала карткову систему й створила умови для подальшого зміцнення грошової системи і стабілізації карбованця. 16 грудня 1947 року випущені банкноти нового зразка номіналом 1, 3, 5, 10, 25, 50 і 100 карбованців. Усі паперові гроші обмінювалися у співвідношенні 1 новий карбованець за 10 старих. Розмінні монети номіналом від 1 до 20 копійок зберігали платіжну вартість за номіналом та обміну не підлягали. Банківські білети-червінці були замінені новими банківськими білетами, номінал яких подавався в карбованцях. Реформа тривала з 16 по 22 грудня включно, у віддалених районах термін обміну встановлювався у два тижні — з 16 по 29 грудня. Після її проведення грошова маса скоротилася до 16 мільярдів карбованців, було обміняно 37,2 мільярда карбованців. Реформа мала конфіскаційний характер, оскільки не були перераховані заробітки, стипендії і пенсії. Крім того, невелика її тривалість спричинила масову спекуляцію, паніку та великі черги. Через дуже обмежений час, відведений для обміну грошових знаків, значна частина купюр попередніх випусків залишилася не обміняною, ще майже 30 мільярдів карбованців залишилося на руках у населення. Водночас держава вилучала в населення значні грошові засоби шляхом примусового розповсюдження державних позик.
Зменшення грошової маси внаслідок реформи дало змогу зменшити дефіцит на основні товари народного споживання і щорічно між 1948—1954 роками знижувати роздрібні ціни у системі державної торгівлі. Відповідно підвищенню купівельної сили карбованця, через зниження цін, підвищили його офіційний курс щодо іноземних валют. Золотий вміст карбованця підвищили до 0.222168 г чистого золота, хоча його купівельна сила всередині країни була тоді нижчою, ніж перед війною. Відповідно до цього купівельну ціну Держбанку СРСР на золото встановили на рівні 4.45 карбованця за 1 г дорогоцінного металу.
З приходом до влади Микити Хрущова в радянській економіці було допущено ряд прорахунків, які були результатом соціально-економічних «експериментів» середини 1950-х–початку 1960-х років, зокрема, цілинна та кукурудзяна кампанії, продаж сільгосптехніки колгоспам тощо. Ці прорахунки, у поєднанні з різким погіршенням міжнародної обстановки (новий етап перегонів ядерних, космічних та інших озброєнь, розвиток конфронтації з Китаєм, загострення відносин із США) — змусили тодішнє керівництво країни терміново шукати фінансові ресурси для «латання грошових дір» в бюджеті, яких ставало дедалі більше у зв'язку з амбітною програмою освоєння космосу і надання допомоги дружнім до СРСР країнам, що розвивалися (Єгипет, Індія, Індонезія, Алжир, Афганістан, Куба, Гана, Гвінея). Окрім цього спостерігалася й інша негативна тенденція: за закритими даними Мінфіну СРСР через підвищення цін і подорожчання імпорту, що зростав, вартість карбованця у 1955—1960 роках відносно іноземних валют впала майже на чверть. Ліквідувати наслідки економічних прорахунків планувалося, зокрема, за рахунок експорту нафти. Але для того, щоб експорт був рентабельним, потрібно було змінити співвідношення долара і карбованця — для цього була запланова грошова реформа.

### Карбованець після грошової реформи 1961 року
У 1961 році відбулася третя грошова реформа, в результаті якої 1 січня введено новий масштаб цін, підвищений удесятеро. Були випущені нові гроші зразка 1961 року: банкноти номіналом 1, 3, 5, 10, 25, 50 і 100 карбованців, монети 1, 2, 3, 5, 10, 15, 20, 50 копійок і 1 карбованець. Протягом січня-березня старі паперові гроші зразка 1947 року, а також срібні, мідно-нікелеві, мідні й бронзові монети номіналом 5 копійок, випущені в СРСР з 1921 року, були обміняні на нові у співвідношенні 10:1. Оскільки собівартість карбування монети в 1 копійку становила 16 копійок, то для економії бронзові монети колишнього карбування до 1961 року випуску номіналів 1, 2 і 3 копійки залишили в обігу без переоцінки. Було підвищено також золотий вміст карбованця: він дорівнював 0,987412 г чистого золота. Новий золотий вміст карбованця був обчислений на основі порівняння реального співвідношення купівельної спроможності радянської та іноземних валют за всім національним продуктом. Встановлення нового масштабу цін дозволило підвищити роль карбованця в господарстві, полегшити облік та розрахунки, спростити ведення касового господарства, підвищити частку металевої монети в обігу, що, у свою чергу, відкривало можливість ширшої автоматизації розрахункових операцій, в торгівлі тощо. Негативним наслідком реформи стало створення залежності економіки СРСР від експорту нафти, що в майбутньому було однією з причин його розпаду. Станом на 1 січня 1961 роки кількість грошей в обігу в новому масштабі цін, за умовами проведеної грошової реформи, становила 5877 млн карбованців. Кількість монет залишених без переоцінки — склала 156,2 млн карбованців. Не були пред'явлені до обміну 2636 млн карбованців (в старому масштабі цін), або 4,5 % суми грошей, які рахувалися на балансі Держбанку на 1 січня 1961 року.
22 жовтня 1963 року країнами соціалістичного табору (НРБ, УНР, НДР, МНР, ПНР, СРР, СРСР, Республіка Куба, СРВ і ЧССР) для обслуговування системи багатосторонніх розрахунків була введена міжнародна розрахункова одиниця «перевідний карбованець». Рішення з введення і використання перевідного карбованця прийнято, щоб мати єдину платіжну одиницю, яку можна використовувати для розрахунків за експортно-імпортними, а також торговими, кредитними та іншими операціями між країнами-учасницями. Розрахунки з використанням перевідного карбованця проводилися з 1 січня 1964 по 1990 рік включно. Перевідний карбованець був самостійним платіжним засобом, так само як і чеки Зовнішторгбанку. Окрім цього існував інвалютний карбованець — умовна грошова одиниця, яка являла собою іноземну валюту в карбованцевому численні. Інвалютний карбованець використовували в зовнішньоекономічних розрахунках.
Після реформи 1961 року стабільність карбованця залежила від валютних надходжень, основну частку яких, з 1960-х років, становив експорт сирої нафти. Доходи від експорту нафти різко зросли після арабо-ізраїльської війни 1973 року і арабського нафтового ембарго, що запровадили після неї, внаслідок чого ціна на нафту зросла вчетверо. Після іранської революції 1979 року ціни на нафту ще подвоїлися. Завдяки цьому радянська планова економіка змогла протриматися до кінця 1980-х років, попри свою неефективність та стагнацію, найгостріше виражену хронічним товарним дефіцитом, дозволивши країні задовольняти потреби величезного військово-промислового комплексу та інші нагальні потреби, насамперед імпорт продовольства, який внаслідок загального занепаду сільського господарства був необхідний для запобігання гострій нестачі продовольства і навіть голоду, а також соціальної нестабільності. До 1990 року грошовий обіг країни опинився в кризовому стані, через що проведення ринкових реформ стало нагальною потребою.

### Карбованець після грошової реформи 1991 року
23 січня 1991 року за ініціативою міністра фінансів СРСР Валентина Павлова почалася грошова реформа, яка стала останньою спробою покращити радянську грошову систему. У «цілях боротьби зі спекуляцією, контрабандою, виготовленням фальшивих грошей» з обігу вилучили купюри номіналів 50 і 100 карбованців зразка 1961 року. Купюри обмінювалися на нові банкноти того ж номіналу в розмірі місячного окладу. Обмін обмежили трьома днями. Цей захід за своїм задумом нагадував конфіскаційний характер реформи 1947 року. Грошову реформу 1991 року різко критикували ЗМІ та демократичні політики і по суті вона була зірваною. За офіційною статистикою, купюри 50 і 100 карбованців зразка 1961 року становили близько 35 % всієї грошової маси, що знаходилася в обігу. Реформа Павлова скоротила на 25 % обсяг грошової маси, чим лише на короткий термін стримала наростаючу інфляцію. Не принесла успіху й емісія банкнот та монет нового зразка, випущених протягом 1991 року. Були випущені банкноти номіналів 1, 3, 5, 10, 50, 100, 200, 500 і 1000 карбованців, монети номіналів 10 і 50 копійок, 1, 5 і 10 карбованців.
Окрім падіння цін на нафту, кризу грошового обігу СРСР спричинила як адміністративна система, так і суттєві прорахунки економічної політики 1985—1991 років. Перед розпадом СРСР ситуація в грошово-кредитній сфері вийшла з-під контролю. На динаміку обігу грошової маси впливали негативні тенденції в економіці й фінансах. За січень-червень 1991 року сукупна грошова маса виросла на 42 %, в той час як вироблений національний дохід у порівнянні з відповідним періодом знизився на 12 %. Після подій 19—21 серпня 1991 року єдина бюджетна система країни остаточно була зруйнована. Відбулася дезінтеграція центральних банків союзних республік. У листопаді 1991 року Росія ухвалила рішення про скасування союзних міністерств і відомств, зокрема Держбанку і Зовнішекономбанку СРСР. Ряд суверенних держав заявили про наміри переходу до використання національних валют. В обігу зони карбованця з'явилися різноманітні грошові сурогати. Наприкінці грудня 1991 року СРСР розпався, всі союзні республіки вийшли з його складу.
Після розпаду СРСР колишні республіки поставили за мету створення власних незалежних грошових систем, що призвело до дезінтеграції зони карбованця.

## Банкноти і монети РРФСР

### Розрахункові знаки зразка 1919 року
1919 року були випущені розрахункові знаки РРФСР, які мали тимчасово виконувати роль грошей, в народі їх називали «радзнаки» (також мали назви «ленінські гроші» або «метелики»). Окрім оформлення у вигляді гільйоширних розеток, зображення герба РРФСР зразка 1918 року, вони містили комуністичне гасло «Пролетарі всіх країн, єднайтеся!». Радзнаки, які фактично були грошима, офіційно грошима не називалися. Вони приймалися тільки на території, контрольованій радянською владою: РРФСР, Білорусі, Туркестані, в Україні та Закавказзі. На відміну від решти випущених грошей радзнаки не визнавалися білою владою, вони постійно знецінювалися, що було зумовлено їх прискореною емісією для покриття бюджетного дефіциту. За три роки (від початку 1919 року і до кінця 1921 року) купівельна спроможність розрахункових знаків РРФСР знизилася більш ніж удесятеро. Населення дуже погано ставилося до таких грошей, воліючи зберігати заощадження в купюрах царського зразка. Разом з першими радянськими грошима перебували в обігу й випуски царських часів, а також Тимчасового уряду та безліч місцевих грошових знаків.

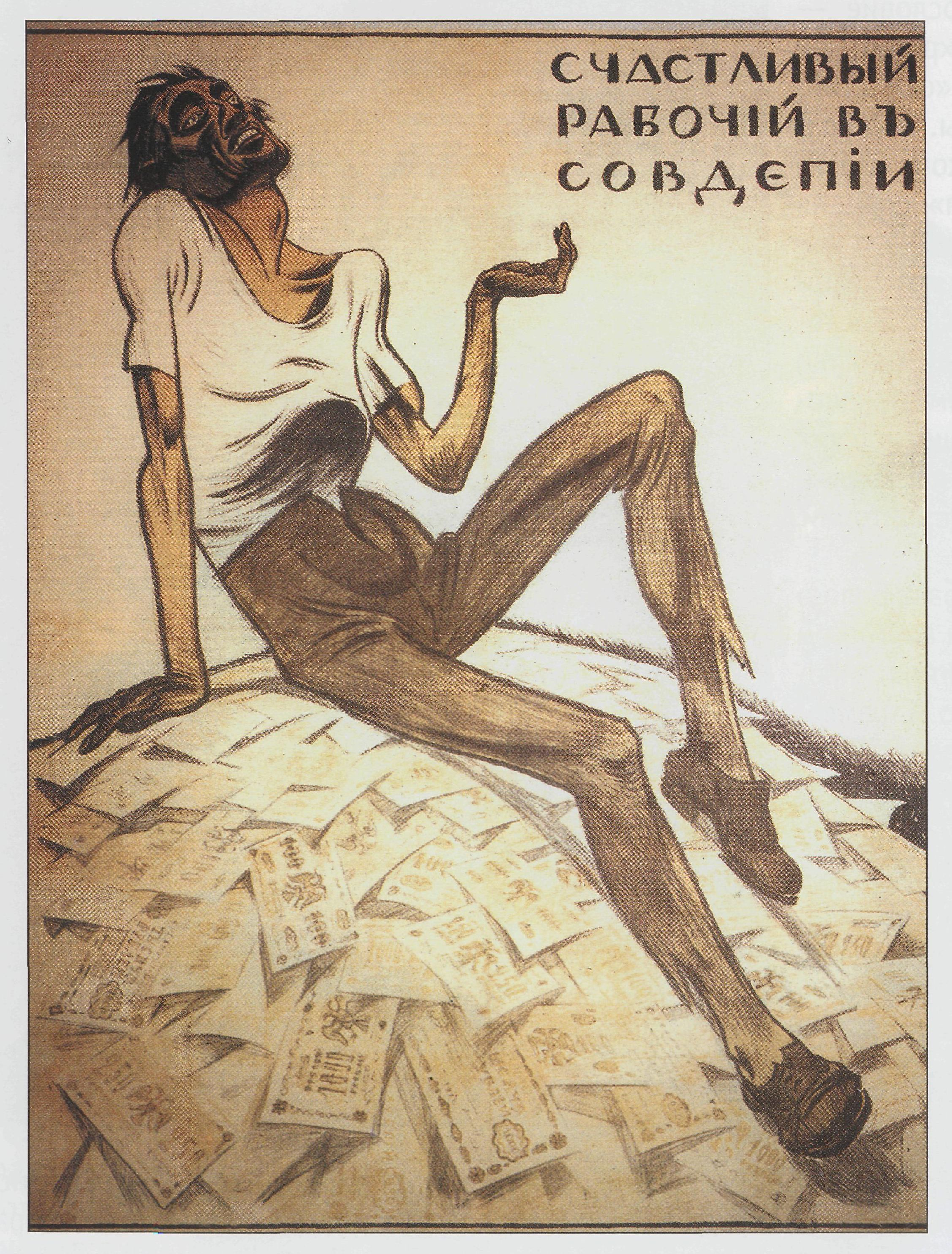
«Щасливий робітник у Совдепії» — білогвардійський плакат 1919 року, на якому зображено голодного робітника на купі знецінених радзнаків.

Перші радянські паперові гроші, номіналом у 1, 2, 3 карбованці, з'явилися в обігу в березні 1919 року згідно з декретом РНК від 4 лютого того ж року. Дизайн грошових знаків був спрощеного типу, вони друкувалися на щільному папері, аркушами по 25 штук. Особливістю цієї серії став текст на купюрах: «Розрахунковий знак Р. Р. Ф. С. Р. обов'язковий в обігу нарівні з кредитними білетами».
Згідно з декретом РНК від 21 грудня 1919 року здійснено другий випуск радянських розрахункових знаків номіналом у 15, 30 і 60 карбованців, без зазначення року випуску, як у попередній серії. На відміну від першого випуску радянських паперових грошей вони мали тризначні номери з дволітерною серією «АА» та підписи Головного комісара народного банку і касира. Купюри друкувалися на цупкому папері, на них вперше з'явився напис «Забезпечується всім надбанням республіки», який використовувався на радянських грошах різних серій до 1923 року..
Недовіра населення до перших радянських грошей і подальше зростання інфляції знову вимагало випуску нових розрахункових знаків більших номіналів. Купюри великих номіналів полегшували грошові розрахунки і знижували витрати паперу та фарби на їх виготовлення. Навесні 1920 року в обіг були введені розрахункові знаки РРФСР зразка 1919 року, номіналом у 100, 250, 500, 1000, 5000 і 10000 карбованців. Вони містили підписи Народного комісара фінансів і касира. Особливістю цієї серії став вміст гасла «Пролетарі всіх країн, єднайтеся!» сімома мовами (російською, французькою, італійською, англійською, німецькою, китайською та арабською) — що було присутнє й на номіналах 5000 і 10000 карбованців наступної серії. Цим гаслом більшовики втілювали ідею про світову революцію. Купюри у 100, 250, 500 і 1000 карбованців мали тризначний номер з дволітерною серією; а 5000 і 10 000 карбованців — шестизначний номер з дволітерною серією..
Всі розрахункові знаки 1919 року друкувалися на папері сірого відтінку поганої якості з водяними знаками різними типографіями Держзнаку. Крім купюр у 5000 і 10000 карбованців, вони випускалися нерозрізаними листами. Через заплановану за кілька років більшовиками повну відмову від грошей якості купюр не приділялося належної уваги. Номінал цих грошей спочатку був кратний трьом, але незабаром став очевидним недолік такого числового ряду. Постановою Раднаркому від 28 червня 1922 року розрахункові знаки мали бути вилучені з обігу і до 1 жовтня того ж року обміняні на грошові знаки. Пізніше цей термін був продовжений ще на місяць, і з 1 листопада 1922 року розрахункові знаки так само, як й інші грошові знаки колишніх (до 1922 року) випусків, втратили свою платіжну силу.
| Розрахункові знаки зразка 1919 року | Розрахункові знаки зразка 1919 року | Розрахункові знаки зразка 1919 року | Розрахункові знаки зразка 1919 року | Розрахункові знаки зразка 1919 року | Розрахункові знаки зразка 1919 року                                                                        | Розрахункові знаки зразка 1919 року | Розрахункові знаки зразка 1919 року                                  | Розрахункові знаки зразка 1919 року | Розрахункові знаки зразка 1919 року | Розрахункові знаки зразка 1919 року |
| Зображення                          | Зображення                          | Номінал (карбованців)               | Розмір (мм)                         | Основні кольори                     | Опис | Опис | Опис                                                                 | Введення                            | Друк                                | Вилучення                           |
| Лицьова сторона                     | Зворотна сторона                    | Номінал (карбованців)               | Розмір (мм)                         | Основні кольори                     | Лицьова сторона                                                                                            | Зворотна сторона | Водяний знак                                                         | Введення                            | Друк                                | Вилучення                           |
| ----------------------------------- | ----------------------------------- | ----------------------------------- | ----------------------------------- | ----------------------------------- | --- | --- | -------------------------------------------------------------------- | ----------------------------------- | ----------------------------------- | ----------------------------------- |
|                                     |                                     | 1                                   | 33×43                               | Помаранчевий                        | Герб РРФСР, номінал цифрами і прописом, пояснювальний напис                                                | Номінал | Ромби                                                                | 4 лютого 1919                       | 1919                                | 1 листопада 1922                    |
|                                     |                                     | 2                                   | 33×43                               | Коричневий                          | Герб РРФСР, номінал цифрами і прописом, пояснювальний напис                                                | Номінал | Ромби                                                                | 4 лютого 1919                       | 1919                                | 1 листопада 1922                    |
|                                     |                                     | 3                                   | 33×43                               | Зелений                             | Герб РРФСР, номінал цифрами і прописом, пояснювальний напис                                                | Номінал | Ромби                                                                | 4 лютого 1919                       | 1919                                | 1 листопада 1922                    |
|                                     |                                     | 15                                  | 71×44                               | Коричневий, сірий                   | Номінал цифрами і прописом, підписи Головкому Народного банку і касира, пояснювальний напис                | Номінал, герб РРФСР, пояснювальний напис | Шестикутні зірки                                                     | 21 жовтня 1919                      | 1919                                | 1 листопада 1922                    |
|                                     |                                     | 30                                  | 80×50                               | Світло-зелений                      | Номінал цифрами і прописом, підписи Головкому Народного банку і касира, пояснювальний напис                | Номінал, герб РРФСР, пояснювальний напис | Шестикутні зірки                                                     | 21 жовтня 1919                      | 1919                                | 1 листопада 1922                    |
|                                     |                                     | 60                                  | 89×56                               | Сірий, темно-ліловий                | Номінал цифрами і прописом, підписи Головкому Народного банку і касира, пояснювальний напис                | Номінал, герб РРФСР, пояснювальний напис | Шестикутні зірки                                                     | 21 жовтня 1919                      | 1919                                | 1 листопада 1922                    |
|                                     |                                     | 100                                 | 100×63                              | Коричневий                          | Номінал цифрами і прописом, підписи Народного комісара фінансів і касира, пояснювальний напис, рік випуску | Номінал, герб РРФСР, гасло: «Пролетарі всіх країн, єднайтеся!» російською, німецькою, французькою, англійською, італійською, китайською й арабською мовами | Цифри «100»                                                          | 4 березня 1920                      | 1919                                | 1 листопада 1922                    |
|                                     |                                     | 250                                 | 105×70                              | Фіолетовий, чорний                  | Номінал цифрами і прописом, підписи Народного комісара фінансів і касира, пояснювальний напис, рік випуску | Номінал, герб РРФСР, гасло: «Пролетарі всіх країн, єднайтеся!» російською, німецькою, французькою, англійською, італійською, китайською й арабською мовами | 1) цифри «250», 2) великі 6-кутні зірки                              | 4 березня 1920                      | 1919                                | 1 листопада 1922                    |
|                                     |                                     | 500                                 | 110×75                              | Сірий, чорний                       | Номінал цифрами і прописом, підписи Народного комісара фінансів і касира, пояснювальний напис, рік випуску | Номінал, герб РРФСР, гасло: «Пролетарі всіх країн, єднайтеся!» російською, німецькою, французькою, англійською, італійською, китайською й арабською мовами | 1) цифри «500», 2) великі 6-кутні зірки                              | 4 березня 1920                      | 1919                                | 1 листопада 1922                    |
|                                     |                                     | 1000                                | 115×80                              | Зелений, рожевий                    | Номінал цифрами і прописом, підписи Народного комісара фінансів і касира, пояснювальний напис, рік випуску | Номінал, герб РРФСР, гасло: «Пролетарі всіх країн, єднайтеся!» російською, німецькою, французькою, англійською, італійською, китайською й арабською мовами | 1) цифри «1000», 2) великі 6-кутні зірки, 3) тіньові зірки, 4) ромби | 4 березня 1920                      | 1919                                | 1 листопада 1922                    |
|                                     |                                     | 5000                                | 163×120                             | Темно-синій                         | Номінал цифрами і прописом, підписи Народного комісара фінансів і касира, пояснювальний напис, рік випуску | Номінал, герб РРФСР, гасло: «Пролетарі всіх країн, єднайтеся!» російською, німецькою, французькою, англійською, італійською, китайською й арабською мовами | 1) широкі хвилі, 2) вузькі хвилі, 3) великі 6-кутні зірки            | 4 березня 1920                      | 1919                                | 1 листопада 1922                    |
|                                     |                                     | 10 000                              | 175×125                             | Червоний                            | Номінал цифрами і прописом, підписи Народного комісара фінансів і касира, пояснювальний напис, рік випуску | Номінал, герб РРФСР, гасло: «Пролетарі всіх країн, єднайтеся!» російською, німецькою, французькою, англійською, італійською, китайською й арабською мовами | 1) широкі хвилі, 2) вузькі хвилі, 3) великі 6-кутні зірки            | 4 березня 1920                      | 1919                                | 1 листопада 1922                    |

### Розрахункові знаки зразка 1920 і 1921 років
У лютому-квітні 1921 року в обігу з'явилися в обігу розрахункові знаки РРФСР номіналом в 3, 5 і 50 карбованців.. Вони друкувалися однотонною фарбою, аркушами по 20 штук, на щільному папері сірого відтінку з водяними знаками декількох варіантів.
Згідно з декретом РНК від 16 червня 1921 року, в червні-серпні того ж року вийшов ще один тираж розрахункових знаків РРФСР різних номіналів: 100, 250, 1000, 5000, 10 000, 5000 і 10 000 карбованців. Вперше на купюрах з'явився герб РРФСР зразка 1920 року. Купюри від 100 до 1000 карбованців, як і попередній випуск, вийшли зі спрощеним оформленням, без підписів та номерів. Але на відміну від попереднього випуску вони були одноколірно-одностороннього виконання й містили рік випуску. Купюри в 5000 і 10 000 мали складне оформлення, серійну тризначну нумерацію, підпис нового наркома фінансів М. М. Крестинського і касира. На розрахункових знаках від 100 до 1000 карбованців з обох сторін застосовувався одноколірний типографський друк. На знаках в 5000 і 10 000 карбованців з лицьового боку застосовувався типографський друк двома кольорами, а зі зворотного — типографський друк з сітки в чотири кольори. Купюри цього випуску друкувалися на білому папері з водяними знаками, які іноді мали декілька варіантів оформлення, залежно від номіналу.
За Декретом від 30 липня 1921 року надійшли в обіг розрахункові знаки РРФСР у 25 000, 50 000 та 100 000 карбованців. Вперше на радянських грошах у лівій частині цих купюр з'явилося вільне поле, на якому не було зображень. Дизайн знову був гранично спрощеним, крім того, на купюрі в 25 000 карбованців навіть не було гербу РРФСР. Вони мали, аналогічні номіналам в 5000 і 10 000 карбованців, нумерацію та підписи наркома фінансів і касира. Ці купюри друкувалися на тонкому папері невисокої якості з декількома варіантами водяних знаків.
Великим досягненням для радянського грошового обігу того часу вважався великий розмір купюр номіналом 25 000, 50 000 і 100 000 карбованців. Ще однією особливістю радзнаків стало те, що вони розрізалися поштучно, купюри номіналами від 100 до 1000 карбованців друкували аркушами, які до кас привозили рулонами. Касирам доводилося різати їх вручну. У ті дні біля розрахункових кас підприємств з'явилися оголошення, які зобов'язували одержувачів грошей самостійно нарізати собі необхідну суму з аркушів. Іноді можна зустріти купюри зразків 1919—1921 років з однаковими номерами. Це пояснюється тим, що вони друкувалися багатомільйонними тиражами, тому унікальних номерів бракувало. В обігу розрахункові знаки пробули недовго, позаяк з 1 липня 1922 року була припинена видача цих купюр з касових установ Наркомату фінансів і Держбанку. Термін приймання в платежі й обміну на нові грошові знаки зразка 1922 року був встановлений до 1 січня 1923 року.
| Розрахункові знаки зразка 1920 і 1921 років | Розрахункові знаки зразка 1920 і 1921 років | Розрахункові знаки зразка 1920 і 1921 років | Розрахункові знаки зразка 1920 і 1921 років | Розрахункові знаки зразка 1920 і 1921 років | Розрахункові знаки зразка 1920 і 1921 років                                                                           | Розрахункові знаки зразка 1920 і 1921 років | Розрахункові знаки зразка 1920 і 1921 років                                                                                      | Розрахункові знаки зразка 1920 і 1921 років | Розрахункові знаки зразка 1920 і 1921 років | Розрахункові знаки зразка 1920 і 1921 років |
| Зображення                                  | Зображення                                  | Номінал (карбованців)                       | Розмір (мм)                                 | Основні кольори                             | Опис | Опис | Опис | Введення                                    | Друк                                        | Вилучення                                   |
| Лицьова сторона                             | Зворотна сторона                            | Номінал (карбованців)                       | Розмір (мм)                                 | Основні кольори                             | Лицьова сторона | Зворотна сторона | Водяний знак | Введення                                    | Друк                                        | Вилучення                                   |
| ------------------------------------------- | ------------------------------------------- | ------------------------------------------- | ------------------------------------------- | ------------------------------------------- | --- | --- | --- | ------------------------------------------- | ------------------------------------------- | ------------------------------------------- |
|                                             |                                             | 3                                           | 34×43                                       | Зелений                                     | Герб РРФСР, номінал цифрами і прописом, пояснювальний напис                                                           | Номінал | 1) 5-кутники і 6-кутні зірки, 2) візерунок з крильчаток з трьома зубцями                                                         | 26 листопада 1920                           | 1921                                        | 1 листопада 1922                            |
|                                             |                                             | 5                                           | 34×43                                       | Синій                                       | Герб РРФСР, номінал цифрами і прописом, пояснювальний напис                                                           | Номінал | 1) 3-кутники і 6-кутні зірки, 2) візерунок з крильчаток з трьома зубцями, 3) ромби                                               | 26 листопада 1920                           | 1921                                        | 1 листопада 1922                            |
|                                             |                                             | 50                                          | 50×37                                       | Коричневий                                  | Герб РРФСР, номінал цифрами і прописом, пояснювальний напис                                                           | Номінал | 1) 3-кутники і 6-кутні зірки, 2) 6-кутні зірки з темних і світлих 3-кутників, 3) ромби, 4) без знака                             | 26 листопада 1920                           | 1921                                        | 1 листопада 1922                            |
|                                             |                                             | 100                                         | 80×44                                       | Жовтий                                      | Герб РРФСР, номінал цифрами і прописом, пояснювальний напис, рік випуску                                              | Орнамент | Цифри «100» | 16 червня 1921                              | 1921                                        | 1 листопада 1922                            |
|                                             |                                             | 100                                         | 80×44                                       | Лимонно-жовтий                              | Герб РРФСР, номінал цифрами і прописом, пояснювальний напис, рік випуску                                              | Орнамент | Цифри «100» | 16 червня 1921                              | 1921                                        | 1 листопада 1922                            |
|                                             |                                             | 250                                         | 80×44                                       | Зелений                                     | Герб РРФСР, номінал цифрами і прописом, пояснювальний напис, рік випуску                                              | Орнамент | 1) цифри «250», 2) 6-кутні зірки в 6-кутниках                                                                                    | 16 червня 1921                              | 1921                                        | 1 листопада 1922                            |
|                                             |                                             | 500                                         | 80×44                                       | Синій                                       | Герб РРФСР, номінал цифрами і прописом, пояснювальний напис, рік випуску                                              | Орнамент | 1) цифри «500», 2) 6-кутні зірки в 6-кутниках, 3) ромби                                                                          | 16 червня 1921                              | 1921                                        | 1 листопада 1922                            |
|                                             |                                             | 1000                                        | 80×44                                       | Червоний                                    | Герб РРФСР, номінал цифрами і прописом, пояснювальний напис, рік випуску                                              | Орнамент | 1) цифри «1000», 2) 6-кутні зірки в 6-кутниках, 3) ромби, 4) 6-кутні зірки                                                       | 16 червня 1921                              | 1921                                        | 1 листопада 1922                            |
|                                             |                                             | 5000                                        | 112×77                                      | Темно-синій                                 | Номінал цифрами і прописом, підписи Народного комісара фінансів і касира, пояснювальний напис, рік випуску            | Номінал, герб РРФСР, гасло «Пролетарі всіх країн, єднайтеся!» російською, німецькою, французькою, англійською, італійською, китайською та арабською мовами | 6-кутні зірки в 6-кутниках | 16 червня 1921                              | 1921                                        | 1 листопада 1922                            |
|                                             |                                             | 10 000                                      | 118×82                                      | Червоний                                    | Номінал цифрами і прописом, підписи Народного комісара фінансів і касира, пояснювальний напис, рік випуску            | Номінал, герб РРФСР, гасло «Пролетарі всіх країн, єднайтеся!» російською, німецькою, французькою, англійською, італійською, китайською та арабською мовами | 6-кутні зірки в 6-кутниках | 16 червня 1921                              | 1921                                        | 1 листопада 1922                            |
|                                             |                                             | 25 000                                      | 163×88                                      | Ліловий                                     | Номінал цифрами і прописом, підписи Народного комісара фінансів і касира, пояснювальний напис, рік випуску            | Номінал | 1) 6-кутні зірки в 6-кутниках, 2) 6-кутні зірки з темних і світлих 3-кутників                                                    | 30 липня 1921                               | 1921                                        | 1 листопада 1922                            |
|                                             |                                             | 50 000                                      | 163×88                                      | Сіро-зелений                                | Номінал прописом, герб РРФСР, підписи Народного комісара фінансів і касира, пояснювальний напис, рік випуску          | Номінал | 1) 6-кутні зірки в 6-кутниках, 2) 5-кутні зірки з темних і світлих 3-кутників, 3) потрійні 5-кутники і 8-кутні фігури з хрестами | 30 липня 1921                               | 1921                                        | 31 січня 1923                               |
|                                             |                                             | 100 000                                     | 163×88                                      | Червоний                                    | Номінал цифрою і прописом, герб РРФСР, підписи Народного комісара фінансів і касира, пояснювальний напис, рік випуску | Номінал | 1) 5-кутні зірки з темних і світлих 3-кутників, 2) потрійні 5-кутники і 8-кутні фігури з хрестами                                | 30 липня 1921                               | 1921                                        | 31 січня 1923                               |

### Зобов'язання зразка 1921 і 1922 років
На підставі декрету РНК РРФСР від 15 вересня 1921 року було випущено термінові безвідсоткові зобов'язання банкнотами номіналом у 1, 5 і 10 мільйонів карбованців. Зобов'язання випускалися через потребу торгово-промислового обороту в грошових знаках більших номіналів, вони випускалися в обіг протягом 1921—1922 років нарівні з грошовими і розрахунковими знаками. Зобов'язання мали вільне ходіння до 1 січня 1923 року, а після цього терміну ще протягом 6 місяців могли бути обміняні в касових установах РРФСР на грошові та розрахункові знаки.

### Монети зразка 1921 року

Гурт 1 карбованця зразка 1921 року.

У березні 1921 року Народний комісаріат фінансів вирішив розпочати випуск срібних монет. Наступного місяця медальєр Петроградського монетного двору А. Ф. Васютинський розробив ескізи срібних монет номіналами в 10, 15, 20, 50 копійок і 1 карбованець. В серпні того року почали карбувати перші монети РРФСР. У них, виходячи з технічних можливостей підприємства, збережено всі параметри (проба, вага, діаметр) дореволюційних монет Російської імперії.
Для карбування номіналів в 50 копійок і 1 карбованця використовувалося срібло 900 проби, а для розмінних монет номіналом в 10, 15 і 20 копійок — срібло 500 проби. Дизайн аверсу усіх номіналів містив герб РРФСР зразка 1920 року й гасло «Пролетарі всіх країн, єднайтеся!», яке надалі використовувалося на радянських монетах до 1935 року.. Хоча дизайн монет зразка 1921 року був однотипним, але для 50 копійок і 1 карбованця Президія ВЦВК визнала за необхідне затвердити варіант реверсу, який відрізнявся від монет дрібних номіналів: у центрі він містив велику п'ятикутну зірку.
Якщо гурт номіналів в 10, 15 і 20 копійок був рубчастий, то на номіналах в 50 копійок і 1 карбованець він був гладким з написом, що вказував позначення ваги чистого срібла монети в золотниках та долях і знак мінцмейстера («А.Г» (Артур Гартман) або «П.Л» (Петро Латишев)). На гурті 50 копійок містився напис «чистого серебра 2 золотника 10,5 долей (А.Г)» (з 1922 року також «П.Л»), а 1 карбованця — «чистого серебра 4 золотника 21 доля (А.Г)» (з 1922 року також «П.Л»).
10, 15 і 20 копійок карбувалися в 1921—1923 роках, а 50 копійок і 1 карбованець в 1921—1922 роках. В обігу срібні монети РРФСР з'явилися тільки з лютого 1924 року після проведення третьої за рахунком деномінації і стабілізації грошової системи. Срібні монети РРФСР можна було зустріти в обігу до 1 квітня 1961 року, оскільки в СРСР до того часу не існувало правових норм, які б обмежували їх використання населенням.
| Монети зразка 1921 року | Монети зразка 1921 року | Монети зразка 1921 року | Монети зразка 1921 року | Монети зразка 1921 року | Монети зразка 1921 року             | Монети зразка 1921 року | Монети зразка 1921 року                                | Монети зразка 1921 року                                                 | Монети зразка 1921 року | Монети зразка 1921 року | Монети зразка 1921 року |
| Зображення              | Номінал                 | Діаметр (мм)            | Товщина (мм)            | Маса (г)                | Матеріал                            | Опис                    | Опис                                                   | Опис                                                                    | Введення                | Карбування              | Вилучення               |
| Зображення              | Номінал                 | Діаметр (мм)            | Товщина (мм)            | Маса (г)                | Матеріал                            | Гурт                    | Реверс                                                 | Аверс                                                                   | Введення                | Карбування              | Вилучення               |
| ----------------------- | ----------------------- | ----------------------- | ----------------------- | ----------------------- | ----------------------------------- | ----------------------- | ------------------------------------------------------ | ----------------------------------------------------------------------- | ----------------------- | ----------------------- | ----------------------- |
|                         | 10 копійок              | 17,27                   | 1,0                     | 1,8                     | Срібло (500 проба) (Ag50 %, Cu50 %) | Рубчастий               | Номінал, рік випуску, рослинний орнамент               | Герб РРФСР, напис «РСФСР», гасло «Пролетарии всех стран, соединяйтесь!» | Лютий 1924              | 1921—1923               | 1 квітня 1961           |
|                         | 15 копійок              | 19,56                   | 1,0                     | 2,7                     | Срібло (500 проба) (Ag50 %, Cu50 %) | Рубчастий               | Номінал, рік випуску, рослинний орнамент               | Герб РРФСР, напис «РСФСР», гасло «Пролетарии всех стран, соединяйтесь!» | Лютий 1924              | 1921—1923               | 1 квітня 1961           |
|                         | 20 копійок              | 21,84                   | 1,1                     | 3,6                     | Срібло (500 проба) (Ag50 %, Cu50 %) | Рубчастий               | Номінал, рік випуску, рослинний орнамент               | Герб РРФСР, напис «РСФСР», гасло «Пролетарии всех стран, соединяйтесь!» | Лютий 1924              | 1921—1923               | 1 квітня 1961           |
|                         | 50 копійок              | 26,67                   | 2,0                     | 10                      | Срібло (900 проба) (Ag90 %, Cu10 %) | Плаский з написом       | Велика зірка, номінал, рослинний орнамент, рік випуску | Герб РРФСР, напис «РСФСР», гасло «Пролетарии всех стран, соединяйтесь!» | Лютий 1924              | 1921—1922               | 1 квітня 1961           |
|                         | 1 карбованець           | 33,5                    | 2,6                     | 20                      | Срібло (900 проба) (Ag90 %, Cu10 %) | Плаский з написом       | Велика зірка, номінал, рослинний орнамент, рік випуску | Герб РРФСР, напис «РСФСР», гасло «Пролетарии всех стран, соединяйтесь!» | Лютий 1924              | 1921—1922               | 1 квітня 1961           |

### Грошові знаки зразка 1922 року (1 випуск)
На підставі декрету РНК РРФСР від 3 жовтня 1921 року випущено Державні грошові знаки зразка 1922 року. Це перша деномінація грошових знаків, що перебували в обігу на території РРФСР, пов'язана з переходом до Нової економічної політики і необхідністю реорганізації грошової системи з метою спрощення грошових розрахунків. Згідно з декретом РНК від 3 жовтня 1921 року «карбованець державного грошового знака прирівнюється до 10 тисяч карбованців кредитними білетами і розрахунковими знаками всіх попередніх випусків, а також всіх зобов'язань, що мають ходіння нарівні з ними». Передбачалося випустити державні грошові знаки номіналом в 50 копійок, 1, 3, 5, 10, 25, 50, 100, 250, 500 і 1000 карбованців. Однак через різні обставини грошовий знак 50 копійок так і не був випущений. Дизайн лицьової сторони грошового знака 50 копійок зразка 1922 року згодом використали, з невеликими змінами, в оформленні лицьової сторони розмінних купюр номіналом 50 копійок зразка 1924 року. Решта номіналів державних грошових знаків зразка 1922 року були введені в обіг в період з грудня 1921-го по квітень 1922 року.
У зовнішньому оформленні грошових знаків зразка 1922 року використовувалися нездійснені проєктні напрацювання дизайну державних кредитних білетів зразка 1917 року (періоду Тимчасового уряду).
Згідно з постановою Наркомфіну від 1 квітня 1922 року «з метою спрощення розрахунків і з огляду на достатнє насичення грошового обігу грошовими банкнотами зразка 1922 року» з 1 травня 1922 року всі грошові розрахунки стали проводитися в карбованцях зразка 1922 року. При цьому всі грошові знаки попередніх випусків зберігали свою платіжну силу, вони були обов'язковими до приймання як державними установами та підприємствами, так і приватними підприємствами та особами з розрахунку 10 000 карбованців колишніх випусків за 1 карбованець грошовими знаками зразка 1922 року.
За декретом РНК РРФСР від 12 червня 1922 року «з огляду на те, що торгово-промисловим оборотом відчувається потреба в грошових знаках більшої вартості», були додатково випущені державні грошові знаки зразка 1922 року номіналами 5 000 і 10 000 карбованців. Ці грошові знаки були випущені в обіг на тих умовах, що і грошові знаки зразка 1922 року номіналом до 1000 карбованців. За зовнішнім оформленням вони також продовжували серію дрібніших номіналів зразка 1922 року. Протягом 1922 року випускалися в обіг грошові знаки всіх номіналів, а в 1923 році переважно тільки найбільших номіналів в 1000, 5000 і 10 000 карбованців.
Купюри зразка 1922 року друкували на білому папері з водяними знаками у вигляді шестипроменевих зірок в шестикутниках по всьому полю. На грошових знаках в 1, 3, 5 і 10 карбованців з лицьового та зворотного боку застосовувався одноколірний типографський друк. На купюрах у 25, 50, 100 і 250 карбованців на лицьовій стороні застосовувався багатоколірний орловський друк. Зі зворотної сторони цих купюр застосовувався одноколірний типографський друк. Лицьова сторона купюр в 500 і 1000 карбованців друкувалася трьома кольорами з підкладною кольоровою сіткою. На зворотній стороні був застосований багатоколірний орловський друк. Лицьова сторона грошових знаків в 5000 і 10 000 карбованців містила одноколірний типографський друк. Зворотна сторона цих купюр друкувалася орловським способом чотирма кольорами.
Купюри містили підписи Наркома фінансів і касира й текст «Один карбованець випуску 1922 року дорівнює 10.000 карбованцям всіх раніше випущених зразків і обов'язковий до приймання, згідно з цим розрахунком, для установ Республіки і приватних осіб». Всі написи були суто російською мовою. Нумерація складалася з дволітерної серії та тризначного номера, на номіналах від 25 карбованців і вище — чотиризначного.
Грошові знаки зразка 1922 року приймалися в усі платежі до 1 жовтня 1923 року. До 1 листопада 1923 року вони були обміняні в касах Наркомфіну і Державного банку на грошові знаки зразка 1923 року. Обмін проводився з розрахунку 100 карбованців грошовими знаками зразка 1922 року за 1 карбованець грошовими знаками зразка 1923 року.
| Грошові знаки зразка 1922 року | Грошові знаки зразка 1922 року | Грошові знаки зразка 1922 року | Грошові знаки зразка 1922 року | Грошові знаки зразка 1922 року | Грошові знаки зразка 1922 року                                                                   | Грошові знаки зразка 1922 року            | Грошові знаки зразка 1922 року | Грошові знаки зразка 1922 року | Грошові знаки зразка 1922 року | Грошові знаки зразка 1922 року |
| Зображення                     | Зображення                     | Номінал (карбованців)          | Розмір (мм)                    | Основні кольори                | Опис                                                                                             | Опис                                      | Опис                           | Введення                       | Друк                           | Вилучення                      |
| Лицьова сторона                | Зворотна сторона               | Номінал (карбованців)          | Розмір (мм)                    | Основні кольори                | Лицьова сторона                                                                                  | Зворотна сторона                          | Водяний знак                   | Введення                       | Друк                           | Вилучення                      |
| ------------------------------ | ------------------------------ | ------------------------------ | ------------------------------ | ------------------------------ | ------------------------------------------------------------------------------------------------ | ----------------------------------------- | ------------------------------ | ------------------------------ | ------------------------------ | ------------------------------ |
|                                |                                | 1                              | 137×67                         | Помаранчевий                   | Номінал цифрою і прописом, герб РРФСР, підписи Народного комісара фінансів і касира, рік випуску | Пояснювальні написи, номінал              | 6-кутні зірки в 6-кутниках     | 3 жовтня 1921                  | 1922                           | 1 листопада 1923               |
|                                |                                | 3                              | 140×71                         | Темно- зелений                 | Номінал цифрою і прописом, герб РРФСР, підписи Народного комісара фінансів і касира              | Пояснювальні написи, номінал, рік випуску | 6-кутні зірки в 6-кутниках     | 3 жовтня 1921                  | 1922                           | 1 листопада 1923               |
|                                |                                | 5                              | 151×76                         | Синій                          | Номінал цифрою і прописом, герб РРФСР, підписи Народного комісара фінансів і касира              | Пояснювальні написи, номінал, рік випуску | 6-кутні зірки в 6-кутниках     | 3 жовтня 1921                  | 1922                           | 1 листопада 1923               |
|                                |                                | 10                             | 157×80                         | Червоний                       | Номінал цифрою і прописом, герб РРФСР, підписи Народного комісара фінансів і касира              | Пояснювальні написи, номінал, рік випуску | 6-кутні зірки в 6-кутниках     | 3 жовтня 1921                  | 1922                           | 1 листопада 1923               |
|                                |                                | 25                             | 134×85                         | Фіолетовий                     | Номінал цифрою і прописом, герб РРФСР, підписи Народного комісара фінансів і касира              | Пояснювальні написи, номінал, рік випуску | 6-кутні зірки в 6-кутниках     | 3 жовтня 1921                  | 1922                           | 1 листопада 1923               |
|                                |                                | 50                             | 138×91                         | Синій                          | Номінал цифрою і прописом, герб РРФСР, підписи Народного комісара фінансів і касира              | Пояснювальні написи, номінал, рік випуску | 6-кутні зірки в 6-кутниках     | 3 жовтня 1921                  | 1922                           | 1 листопада 1923               |
|                                |                                | 100                            | 144×95                         | Червоний                       | Номінал цифрою і прописом, герб РРФСР, підписи Народного комісара фінансів і касира              | Пояснювальні написи, номінал, рік випуску | 6-кутні зірки в 6-кутниках     | 3 жовтня 1921                  | 1922                           | 1 листопада 1923               |
|                                |                                | 250                            | 148×99                         | Сіро- зелений                  | Номінал цифрою і прописом, герб РРФСР, підписи Народного комісара фінансів і касира              | Пояснювальні написи, номінал, рік випуску | 6-кутні зірки в 6-кутниках     | 3 жовтня 1921                  | 1922                           | 1 листопада 1923               |
|                                |                                | 500                            | 197×110                        | Оливковий, синьо- зелений      | Номінал цифрою і прописом, герб РРФСР, підписи Народного комісара фінансів і касира              | Пояснювальні написи, номінал, рік випуску | 6-кутні зірки в 6-кутниках     | 3 жовтня 1921                  | 1922                           | 1 листопада 1923               |
|                                |                                | 1000                           | 197×110                        | Рожевий, блакитний, коричневий | Номінал цифрою і прописом, герб РРФСР, підписи Народного комісара фінансів і касира              | Пояснювальні написи, номінал, рік випуску | 6-кутні зірки в 6-кутниках     | 3 жовтня 1921                  | 1922                           | 1 листопада 1923               |
|                                |                                | 5000                           | 210×130                        | Синьо- сірий, рожевий          | Номінал цифрою і прописом, герб РРФСР, підписи Народного комісара фінансів і касира              | Пояснювальні написи, номінал, рік випуску | 6-кутні зірки в 6-кутниках     | 12 червня 1922                 | 1922                           | 1 листопада 1923               |
|                                |                                | 10 000                         | 210×130                        | Червоний, темно- зелений       | Номінал цифрою і прописом, герб РРФСР, підписи Народного комісара фінансів і касира              | Пояснювальні написи, номінал, рік випуску | 6-кутні зірки в 6-кутниках     | 12 червня 1922                 | 1922                           | 1 листопада 1923               |

### Грошові знаки зразка 1922 року (2 випуск)

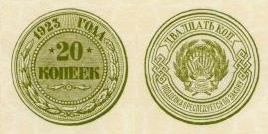
Один з невипущених в обіг номіналів — купюра 20 копійок.

Відповідно до постанови Наркомфіну від 5 грудня 1922 року були випущені в обіг грошові знаки номіналами 1, 3, 5, 10, 25 і 50 карбованців (за типом гербових марок). Цей випуск був тимчасовим і вимушеним. Незадовго до цього, в жовтні 1922 року, було ухвалено рішення про проведення ще однієї деномінації і випуску в 1923 році купюр зменшених номіналів 1, 2, 3, 5, 10, 20, 25 і 50 копійок, а також від 1 до 100 карбованців, щоб замінити ними грошові знаки 1922 року в співвідношенні 1:100. Робота над підготовкою та виготовленням нових грошових знаків з невідомих причин затягнулася. І тоді було ухвалено рішення Наркомфіну про швидку підготовку і випуск тимчасових грошових знаків. Для їх виготовлення використали зображення гербових марок з невеликими змінами в дизайні. З 1 січня 1923 року всі розрахунки на території РРФСР повинні були вестися в грошових знаках 1923 року у співвідношенні 1:100. Тому, фактично, знаки типу гербових марок зразка 1922 року використовували замість так і не випущених в обіг грошових знаків зразка 1923 року номіналами від 1 до 25 копійок та випущеного тільки у квітні 1923 року паперового знака в 50 копійок.
Грошові знаки цього типу друкувалися на аркушах з білого паперу, з водяним знаком, по 20 штук (4×5), які розрізалися вручну. Вони друкувалися односторонніми, типографським способом з використанням двох кольорів, без нумерації і підписів.
Їх приймали в усі платежі до 1 листопада 1923 року (згідно з постановою РНК СРСР від 22 серпня 1923 року), надалі обмінювали в касах Наркомфіну і Державного банку. За межами СРСР обмін відбувався до 31 грудня 1923 року.
| Грошові знаки зразка 1922 року (за типом гербової марки) | Грошові знаки зразка 1922 року (за типом гербової марки) | Грошові знаки зразка 1922 року (за типом гербової марки) | Грошові знаки зразка 1922 року (за типом гербової марки) | Грошові знаки зразка 1922 року (за типом гербової марки) | Грошові знаки зразка 1922 року (за типом гербової марки) | Грошові знаки зразка 1922 року (за типом гербової марки) | Грошові знаки зразка 1922 року (за типом гербової марки) | Грошові знаки зразка 1922 року (за типом гербової марки) | Грошові знаки зразка 1922 року (за типом гербової марки) | Грошові знаки зразка 1922 року (за типом гербової марки) |
| Зображення                                               | Зображення                                               | Номінал (карбованців)                                    | Розмір (мм)                                              | Основні кольори                                          | Опис                                                     | Опис                                                     | Опис                                                     | Введення                                                 | Друк                                                     | Вилучення                                                |
| Лицьова сторона                                          | Зворотна сторона                                         | Номінал (карбованців)                                    | Розмір (мм)                                              | Основні кольори                                          | Лицьова сторона                                          | Зворотна сторона                                         | Водяний знак                                             | Введення                                                 | Друк                                                     | Вилучення                                                |
| -------------------------------------------------------- | -------------------------------------------------------- | -------------------------------------------------------- | -------------------------------------------------------- | -------------------------------------------------------- | -------------------------------------------------------- | -------------------------------------------------------- | -------------------------------------------------------- | -------------------------------------------------------- | -------------------------------------------------------- | -------------------------------------------------------- |
|                                                          |                                                          | 1                                                        | 30×58                                                    | Помаранчевий, коричневий                                 | Номінал, герб РРФСР, пояснювальний напис, рік випуску    | Орнамент                                                 | Мозаїка з безлічі невеликих та одного великого овалів    | 5 грудня 1922                                            | 1922                                                     | 1 листопада 1923                                         |
|                                                          |                                                          | 3                                                        | 30×58                                                    | Зелений                                                  | Номінал, герб РРФСР, пояснювальний напис, рік випуску    | Орнамент                                                 | Мозаїка з безлічі невеликих та одного великого овалів    | 5 грудня 1922                                            | 1922                                                     | 1 листопада 1923                                         |
|                                                          |                                                          | 5                                                        | 30×58                                                    | Синій                                                    | Номінал, герб РРФСР, пояснювальний напис, рік випуску    | Орнамент                                                 | Мозаїка з безлічі невеликих та одного великого овалів    | 5 грудня 1922                                            | 1922                                                     | 1 листопада 1923                                         |
|                                                          |                                                          | 10                                                       | 30×58                                                    | Червоний                                                 | Номінал, герб РРФСР, пояснювальний напис, рік випуску    | Орнамент                                                 | Мозаїка з безлічі невеликих та одного великого овалів    | 5 грудня 1922                                            | 1922                                                     | 1 листопада 1923                                         |
|                                                          |                                                          | 25                                                       | 30×58                                                    | Фіолетовий                                               | Номінал, герб РРФСР, пояснювальний напис, рік випуску    | Орнамент                                                 | Мозаїка з безлічі невеликих та одного великого овалів    | 5 грудня 1922                                            | 1922                                                     | 1 листопада 1923                                         |
|                                                          |                                                          | 50                                                       | 30×58                                                    | Зелений, чорний                                          | Номінал, герб РРФСР, пояснювальний напис, рік випуску    | Орнамент                                                 | Мозаїка з безлічі невеликих та одного великого овалів    | 5 грудня 1922                                            | 1922                                                     | 1 листопада 1923                                         |

### Грошові знаки зразка 1923 року
1923 року відбулася ще одна деномінація задля спрощення розрахунків та рахунку, в ході якої з'явилися грошові знаки нового зразка. За новим декретом 1 карбованець грошовими знаками зразка 1923 року прирівнювали до 100 карбованців грошовими знаками зразка 1922 року або до 1 мільйону карбованців вилучених з обігу зразків всіх попередніх грошових знаків (випуску до 1922 року). У зв'язку з цим всі грошові знаки зразка 1923 року номіналом від 1 до 250 карбованців першого випуску на зворотній стороні мали пояснювальний текст: «Один карбованець 1923 р. дорівнює одному мільйону карбованців грошовими знаками, вилученими з обігу, або ста карбованцям грошовими знаками 1922 р. Приймання по цьому розрахунку обов'язковий для всіх».
У грудні 1922 — січні 1923 року були випущені купюри номіналами в 1, 5, 10, 25, 50 і 100 карбованців. З-поміж розмінних грошових знаків у копійках у травні 1923 року було випущено грошовий знак у 50 копійок, без нумерації. Замість розмінних грошових знаків зразка 1923 року були випущені в обіг грошові знаки зразка 1922 року номіналами в 1, 3, 5, 10, 25 і 50 карбованців (за типом гербових марок). Всі розрахунки державних підприємств і установ з 1 січня 1923 року мали вести в знаках 1923 року. Водночас грошові знаки зразка 1922 року зберігали вільне ходіння і платіжну силу.
З березня 1923 року згідно з декретом РНК РРФСР від 24 жовтня 1922 року вийшов другий випуск грошових знаків цього зразка від 1 до 100 карбованців. У зв'язку зі швидким знеціненням нових грошових знаків у лютому-березні 1923 року, згідно з декретом РНК СРСР від 9 лютого 1923 року, були додатково випущені грошові знаки великих номіналів у 250, 500 і 1000 карбованців, а в вересні й 5000 карбованців. Другий випуск відрізнявся від першого іншим пояснювальним текстом на зворотній стороні: «Грошові знаки 1923 року обов'язкові до приймання для всіх відповідно до розрахунку, установленому щодо грошових знаків старих зразків декретом від 24 жовтня 1922 року».
Всі купюри, друкувалися на білому папері з водяними знаками, вони містили підпис Народного комісара фінансів Г. Я. Сокольникова і підпис одного з касирів, нумерація з дволітерною серією і чотиризначним номером, на 1 карбованці — тризначний. На знаках номіналами в 1, 5, 10, 25 і 50 карбованців лицьова сторона друкувалася типографським способом двома кольорами (рельєфна сітка і пропис). На знаках номіналами в 100 і 250 карбованців з лицьового боку містилася рельєфна сітка видрукувана трьома кольорами (ірис). На зворотній стороні грошових знаків від 1 до 250 карбованців був застосований багатоколірний орловський друк Рамка на лицьової і зворотної сторони грошових знаків зразка 1923 року була запозичена зі зворотної сторони білетів державного казначейства 1908—1916 років випуску..
Державні грошові знаки РРФСР зразка 1923 року зберігали свою платіжну силу і приймалися в усі платежі аж до грошової реформи 1924 року та остаточного переходу на тверді грошові знаки, виражені в золотій валюті.
| Грошові знаки зразка 1923 року | Грошові знаки зразка 1923 року | Грошові знаки зразка 1923 року | Грошові знаки зразка 1923 року | Грошові знаки зразка 1923 року | Грошові знаки зразка 1923 року                                                                                        | Грошові знаки зразка 1923 року           | Грошові знаки зразка 1923 року                                        | Грошові знаки зразка 1923 року | Грошові знаки зразка 1923 року | Грошові знаки зразка 1923 року |
| Зображення                     | Зображення                     | Номінал                        | Розмір (мм)                    | Основні кольори                | Опис | Опис                                     | Опис                                                                  | Введення                       | Друк                           | Вилучення                      |
| Лицьова сторона                | Зворотна сторона               | Номінал                        | Розмір (мм)                    | Основні кольори                | Лицьова сторона | Зворотна сторона                         | Водяний знак                                                          | Введення                       | Друк                           | Вилучення                      |
| ------------------------------ | ------------------------------ | ------------------------------ | ------------------------------ | ------------------------------ | --- | ---------------------------------------- | --------------------------------------------------------------------- | ------------------------------ | ------------------------------ | ------------------------------ |
|                                |                                | 50 копійок                     | ⌀ 36                           | Синій                          | Номінал, рік випуску                                                                                                  | Герб РРФСР, пояснювальний напис, номінал | Мозаїка                                                               | 24 жовтня 1922                 | 1923                           | 31 травня 1924                 |
|                                |                                | 1 карбованець                  | 110×66                         | Коричневий                     | Номінал цифрою і прописом, герб РРФСР, підписи Народного комісара фінансів і касира, пояснювальний напис, рік випуску | Пояснювальний напис, номінал             | Ромби                                                                 | 24 жовтня 1922                 | 1923                           | 31 травня 1924                 |
|                                | Березень 1923                  | 1 карбованець                  | 110×66                         | Коричневий                     | Номінал цифрою і прописом, герб РРФСР, підписи Народного комісара фінансів і касира, пояснювальний напис, рік випуску | Пояснювальний напис, номінал             | Ромби                                                                 |                                | 1923                           | 31 травня 1924                 |
|                                |                                | 5 карбованців                  | 120×75                         | Зелений                        | Номінал цифрою і прописом, герб РРФСР, підписи Народного комісара фінансів і касира, пояснювальний напис, рік випуску | Пояснювальний напис, номінал             | Ромби                                                                 | 24 жовтня 1922                 | 1923                           | 31 травня 1924                 |
|                                | Березень 1923                  | 5 карбованців                  | 120×75                         | Зелений                        | Номінал цифрою і прописом, герб РРФСР, підписи Народного комісара фінансів і касира, пояснювальний напис, рік випуску | Пояснювальний напис, номінал             | Ромби                                                                 |                                | 1923                           | 31 травня 1924                 |
|                                |                                | 10 карбованців                 | 129×80                         | Чорний, коричневий             | Номінал цифрою і прописом, герб РРФСР, підписи Народного комісара фінансів і касира, пояснювальний напис, рік випуску | Пояснювальний напис, номінал             | Перший випуск: ромби Другий випуск: ромби, 6-кутні зірки з 3-кутників | 24 жовтня 1922                 | 1923                           | 31 травня 1924                 |
|                                | Березень 1923                  | 10 карбованців                 | 129×80                         | Чорний, коричневий             | Номінал цифрою і прописом, герб РРФСР, підписи Народного комісара фінансів і касира, пояснювальний напис, рік випуску | Пояснювальний напис, номінал             | Перший випуск: ромби Другий випуск: ромби, 6-кутні зірки з 3-кутників |                                | 1923                           | 31 травня 1924                 |
|                                |                                | 25 карбованців                 | 134×85                         | Синій                          | Номінал цифрою і прописом, герб РРФСР, підписи Народного комісара фінансів і касира, пояснювальний напис, рік випуску | Пояснювальний напис, номінал             | Перший випуск: ромби Другий випуск: ромби, 6-кутні зірки з 3-кутників | 24 жовтня 1922                 | 1923                           | 31 травня 1924                 |
|                                | Березень 1923                  | 25 карбованців                 | 134×85                         | Синій                          | Номінал цифрою і прописом, герб РРФСР, підписи Народного комісара фінансів і касира, пояснювальний напис, рік випуску | Пояснювальний напис, номінал             | Перший випуск: ромби Другий випуск: ромби, 6-кутні зірки з 3-кутників |                                | 1923                           | 31 травня 1924                 |
|                                |                                | 50 карбованців                 | 136×89                         | Оливковий                      | Номінал цифрою і прописом, герб РРФСР, підписи Народного комісара фінансів і касира, пояснювальний напис, рік випуску | Пояснювальний напис, номінал             | Перший випуск: ромби Другий випуск: ромби, 6-кутні зірки з 3-кутників | 24 жовтня 1922                 | 1923                           | 31 травня 1924                 |
|                                | Березень 1923                  | 50 карбованців                 | 136×89                         | Оливковий                      | Номінал цифрою і прописом, герб РРФСР, підписи Народного комісара фінансів і касира, пояснювальний напис, рік випуску | Пояснювальний напис, номінал             | Перший випуск: ромби Другий випуск: ромби, 6-кутні зірки з 3-кутників |                                | 1923                           | 31 травня 1924                 |
|                                |                                | 100 карбованців                | 143×97                         | Фіолетовий, рожевий            | Номінал цифрою і прописом, герб РРФСР, підписи Народного комісара фінансів і касира, пояснювальний напис, рік випуску | Пояснювальний напис, номінал             | Перший випуск: ромби Другий випуск: ромби, 6-кутні зірки з 3-кутників | 24 жовтня 1922                 | 1923                           | 31 травня 1924                 |
|                                | Березень 1923                  | 100 карбованців                | 143×97                         | Фіолетовий, рожевий            | Номінал цифрою і прописом, герб РРФСР, підписи Народного комісара фінансів і касира, пояснювальний напис, рік випуску | Пояснювальний напис, номінал             | Перший випуск: ромби Другий випуск: ромби, 6-кутні зірки з 3-кутників |                                | 1923                           | 31 травня 1924                 |
|                                |                                | 250 карбованців                | 149×100                        | Синій, блакитний               | Номінал цифрою і прописом, герб РРФСР, підписи Народного комісара фінансів і касира, пояснювальний напис, рік випуску | Пояснювальний напис, номінал             | Ромби                                                                 | 9 лютого 1923                  | 1923                           | 31 травня 1924                 |
|                                |                                | 500 карбованців                | 155×106                        | Коричневий                     | Номінал цифрою і прописом, герб РРФСР, підписи Народного комісара фінансів і касира, пояснювальний напис, рік випуску | Пояснювальний напис, номінал             | Ромби                                                                 | 9 лютого 1923                  | 1923                           | 31 травня 1924                 |
|                                |                                | 1000 карбованців               | 155×106                        | Червоний                       | Номінал цифрою і прописом, герб РРФСР, підписи Народного комісара фінансів і касира, пояснювальний напис, рік випуску | Пояснювальний напис, номінал             | Ромби                                                                 | 9 лютого 1923                  | 1923                           | 31 травня 1924                 |
|                                |                                | 5000 карбованців               | 196×106                        | Темно-зелений, рожевий         | Номінал цифрою і прописом, герб РРФСР, підписи Народного комісара фінансів і касира, пояснювальний напис, рік випуску | Пояснювальний напис, номінал             | Ромби                                                                 | 29 вересня 1923                | 1923                           | 31 травня 1924                 |

### Банкові білети зразка 1922 року
У 1922 році інфляція досягла свого піку, використання карбованців стало незручним: робітник, отримавши зарплату, опинявся практично ні з чим, оскільки ціни щоденно зростали в кілька разів. На XI з'їзді РКП(б) було ухвалено рішення про створення стійкої радянської валюти, забезпеченої золотом.
11 жовтня 1922 року вийшов декрет про випуск банківських білетів в червінцях, що вважається початком грошової реформи 1922—1924 років. Нова валюта на 25 % забезпечувалася золотом й іншими дорогоцінними металами та активами Державного банку, який відновив роботу в 1921 році, і стійкою іноземною валютою за курсом в золоті. Наступні 75 % забезпечувалися товарами, що легко реалізуються, короткостроковими векселями та іншими зобов'язаннями. На відміну від раніше випущених паперових грошових знаків червінці являли собою кредитні гроші. Назва «червінець» виникла в результаті тривалого обговорення, в ході якого тверду радянську валюту пропонували назвати «федералом», «рублем», «гривнею». На назві «червінець» зупинилися в розрахунку на те, що це слово в свідомості людей асоціювалося з твердим золотим забезпеченням грошей (царський червінець) і мало б викликати довіру.
Були випущені банківські білети номіналом в 1, 3, 5, 10 і 25 червінців, які друкувалися односторонніми чорної фарбою на тонкому білому папері з водяними знаками. Банкноти містили підписи голови правління Державного банку Шеймана і членів правління, нумерація складалася із ліретної серії та шестизначної цифри. На кожному червінці були тексти: «Один червінець містить 1 зол. 78,24 дол. чистого золота», «Банківські білети забезпечуються в повному розмірі золотом, дорогоцінними металами, стійкою іноземною валютою та іншими активами Держбанку» і «Банківські білети приймаються за їх номінальною вартістю на сплату державних зборів і платежів, що стягуються згідно із законом нарівні з золотом».. Для захисту паперових червінців від підробок крім водяних знаків використовувалося різне написання літер у тексті банкнот, деякі слова виконувалися слов'янською в'яззю.

Конфігурації водяного знака 5 червінців зразка 1922 року на світлі.

Перші червінці з'явилися в обігу 27 листопада 1922 року. Червінець був зустрінутий населенням з довірою і розглядався скоріш не як засіб обігу, а як негрошовий цінний папір, тому що законними платіжними засобами й далі були «радзнаки». Багато хто розраховував на те, що відбудеться обмін паперових червінців на золото, хоча жодного урядового акта про вільний розмін червінців на дорогоцінний метал так і не вийшло. Проте населення міняло паперові червінці на царські золоті монети і навпаки, іноді навіть з невеликою переплатою за паперові банківські білети (через зручність ліквідності та зберігання). Завдяки цьому курс червінця залишався стабільним, що дало міцний ґрунт для розгортання НЕПу. До весни 1923 року червінець не виходив за рамки великого гуртового обороту і міжбанківських розрахунків. Починаючи з березня 1923 року через посилену його емісію відбулося поступове витіснення радзнаків з готівкового обігу. Про зростання ролі червінців як грошей говорила наступна статистика: з грудня 1922 до лютого 1924 року загальна сума червінців зросла з 3.6 до 327.9 мільйона карбованців, що становило в загальній грошовій масі від 14.7 % до 92.4 % відповідно. У країні діяли дві валютні системи: Держбанк щодня оголошував новий курс червінця по відношенню до карбованця, що породжувало спекуляцію та створювало труднощі для розвитку торговельної та господарської діяльності. Червінець став переважно міською валютою, на селі його покупку могло дозволити собі лише заможне населення. У той же час вважалося, що продавати свій товар за радзнаки невигідно, а це призводило до зростання цін на сільськогосподарські продукти та скорочення їхнього підвезення до міста. Це спричинило проведення другої деномінації (1:100) карбованця.
Поступово червінець почав проникати на іноземні ринки. З 1 квітня 1924 року курс червінця почав котируватися на Нью-Йоркській фондовій біржі. Весь квітень червінець стояв на рівні, що перевищував його доларовий паритет. У 1924—1925 роках неофіційні угоди з червінцем відбувалися в Лондоні та Берліні. Наприкінці 1925 року було принципово вирішено питання про його котирування на Віденській біржі. На той час червінець офіційно котирувався в Мілані, Ризі, Римі, Константинополі, Тегерані та Шанхаї. Радянський червінець можна було розміняти чи придбати практично у всіх країнах світу.
Червінці зразка 1922 року юридично зберігали платіжну силу аж до проведення грошової реформи в грудні 1947 року, хоча практично були замінені банкнотами пізніших зразків до початку 1930-х років.
| Банкові білети зразка 1922 року | Банкові білети зразка 1922 року | Банкові білети зразка 1922 року | Банкові білети зразка 1922 року | Банкові білети зразка 1922 року | Банкові білети зразка 1922 року                            | Банкові білети зразка 1922 року | Банкові білети зразка 1922 року | Банкові білети зразка 1922 року | Банкові білети зразка 1922 року | Банкові білети зразка 1922 року |
| Зображення                      | Зображення                      | Номінал (червінців)             | Розмір (мм)                     | Основні кольори                 | Опис                                                       | Опис                            | Опис                            | Введення                        | Друк                            | Вилучення                       |
| Лицьова сторона                 | Зворотна сторона                | Номінал (червінців)             | Розмір (мм)                     | Основні кольори                 | Лицьова сторона                                            | Зворотна сторона                | Водяний знак                    | Введення                        | Друк                            | Вилучення                       |
| ------------------------------- | ------------------------------- | ------------------------------- | ------------------------------- | ------------------------------- | ---------------------------------------------------------- | ------------------------------- | ------------------------------- | ------------------------------- | ------------------------------- | ------------------------------- |
|                                 |                                 | 1                               | 177×110                         | Білий з чорними написами        | Герб РРФСР, номінал цифрою і прописом, пояснювальні написи | Відсутній                       | Ромби                           | 11 жовтня 1922                  | 1922                            | 29 грудня 1947                  |
|                                 |                                 | 3                               | 177×110                         | Білий з чорними написами        | Герб РРФСР, номінал цифрою і прописом, пояснювальні написи | Відсутній                       | Сітка з цифрами «3»             | 11 жовтня 1922                  | 1922                            | 29 грудня 1947                  |
|                                 |                                 | 5                               | 177×110                         | Білий з чорними написами        | Герб РРФСР, номінал цифрою і прописом, пояснювальні написи | Відсутній                       | Сітка з цифрами «5»             | 11 жовтня 1922                  | 1922                            | 29 грудня 1947                  |
|                                 |                                 | 10                              | 177×110                         | Білий з чорними написами        | Герб РРФСР, номінал цифрою і прописом, пояснювальні написи | Відсутній                       | Цифри «10»                      | 11 жовтня 1922                  | 1922                            | 29 грудня 1947                  |
|                                 |                                 | 25                              | 177×110                         | Білий з чорними написами        | Герб РРФСР, номінал цифрою і прописом, пояснювальні написи | Відсутній                       | Цифри «25»                      | 11 жовтня 1922                  | 1922                            | 29 грудня 1947                  |

### Монети зразка 1923 року

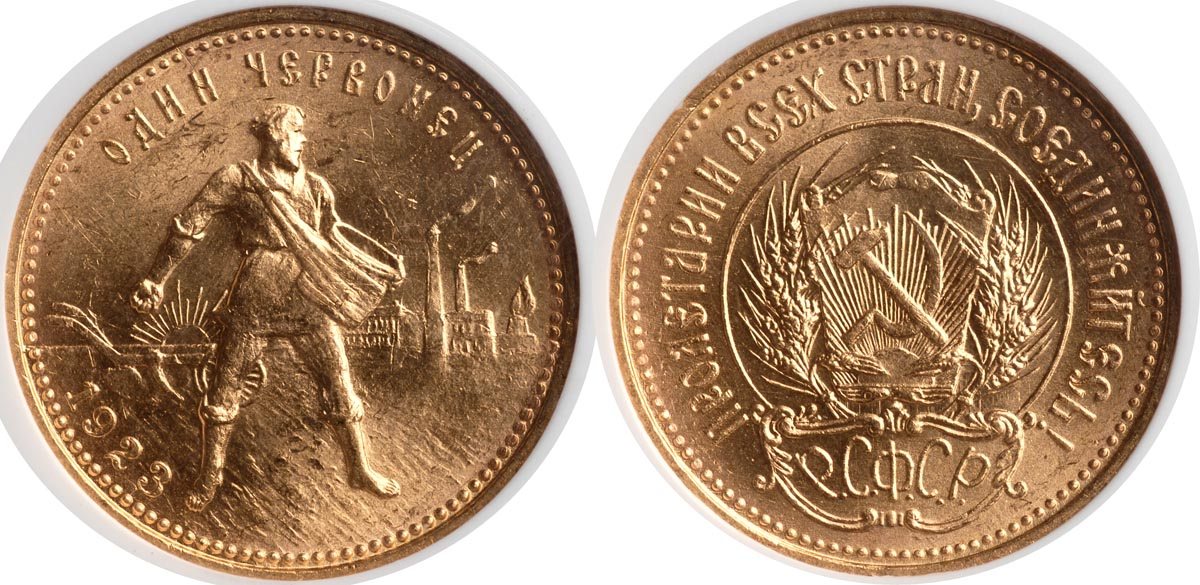
Золотий червінець «Сіяч» 1923 року

1923 року було розпочато карбування радянських золотих червінців, які повністю повторювали характеристики (розмір, вага, проба) царських золотих монет в 10 карбованців, але з використанням радянської символіки й зображенням селянина-сіяча у полі. Ці монети використовували переважно в закордонних платежах, в широкий обіг вони не надходили, та й розмін на них паперових грошей був сильно обмежений.. Широке впровадження золотого червінця в фінансову систему країни призвело до того, що він, починаючи з жовтня 1923 року, став засобом вимірювання для всіх валют та товарів і мав велике значення для грошового обігу до завершення грошової реформи. Однак золотомонетний стандарт протримався в СРСР недовго. Після 1925 року золотий червінець поступово вилучався з обігу у зв'язку з тим, що в більшості капіталістичних країн йшов процес переходу до урізаних форм золотого стандарту — золотозлиткового і золотодевізного.

### Платіжні зобов'язання зразка 1923 року
Великий обсяг економічних розрахунків між державою і промисловістю був заповнений некерованою масою радзнаків, які постійно знецінювалися. Це не сприяло ні обліку і плануванню, ні розважливому господарюванню, ні контролю за економічною та фінансовою діяльністю. Для вирішення цієї проблеми у 1922 році був задуманий випуск банкнот великих номіналів, в обіг були випущені платіжні зобов'язання центральної каси Наркомфіну на загальну суму до 20 мільйонів карбованців золотом номіналом в 100, 250, 500, 1 000, 2 500 і 5 000 карбованців золотом. Зобов'язання випускали на тримісячний термін, починаючи з 1 березня 1923 року. Вони оплачувалися Центральною касою Наркомфіну по закінченню терміну зобов'язань в день пред'явлення грошовими знаками зразка 1923 року за курсом золотого карбованця. У разі пред'явлення зобов'язань до погашення пізніше тримісячного терміну його оплата здійснювалася з додаванням до номінальної вартості відсотків у розмірі 6 % річних. Зобов'язання приймалися Наркомфіном до оплати протягом року з моменту настання терміну їх оплати. Вони призначалися для розрахунку між організаціями, в обігу серед населення не перебували.

### Транспортні сертифікати зразка 1923 року
Протягом 1923—1924 років в СРСР випускався окремий різновид паперових грошей — транспортні сертифікати. Друкувалися купюри лише номіналом у 5 карбованців з символікою РРФСР. Сертифікати випускалися з метою збільшення оборотних коштів залізниць і водного транспорту СРСР. Вони були обов'язкові до оплати всіх перевезень та інших послуг залізничного, морського і річкового транспорту. Прийом до платежів і погашення проводили за курсом золотого карбованця, встановленого котирувальною комісією. Спочатку сертифікати дозволялося приймати тільки квитковим касам залізниць і водного транспорту СРСР. Але незабаром їх дозволили приймати в будь-які платежі касами Держбанку і Наркомфіну СРСР.

## Банкноти і монети СРСР

### Грошові знаки зразка 1923 року

Скульптура червоноармійця Шадра, зображена на 25 000 карбованців зразка 1923 року.

У грудні 1922 року був створений СРСР, але практично весь 1923 рік в обіг випускали гроші РРФСР. Вперше банкноти з символікою СРСР вийшли в листопаді 1923 року. Це були «державні грошові знаки СРСР», випущені в трьох купюрах великого номіналу. Вони випускалися в зв'язку з гіперінфляцією на додаток до інших купюр, які були тоді в обігу. Першою вийшла купюра номіналом 10 000 карбованців, на ній містилося зображення столиці СРСР — Москви з панорамою Московського кремля і Великого Кам'яного моста. Крім банкноти 10 00 карбованців в грудні 1923 року надійшла в обіг купюра номіналом 15 000 карбованців, а в лютому 1924 року 25 000 карбованців. На купюрі 15 000 карбованців була зображена голова селянина зі скульптури роботи Шадра (псевдонім художника І. Д. Іванова), а на купюрі 25 000 карбованців — голова червоноармійця в будьонівці, також за скульптурою Шадра. Малюнки бюстів селянина і червоноармійця були зображені також на стандартних поштових марках того часу. Окрім цього, банкноти містили зображення герба СРСР зразка 1923 року з шістьма витками стрічки на колосках, за числом радянських республік, який використовувався на всіх радянський паперових грошах аж до банкнот зразка 1932 року; підписи Народного комісара фінансів Г. Я. Сокольникова та касира; нумерація являла собою дволітерну серію і п'ятизначний номер. Текст «Має ходіння на всій території Союзу», номінал й назва банкнот вказувалися мовами республік СРСР — російською, українською, білоруською, грузинською, вірменською і тюрко-татарською (азербайджанською), зазначених у 34 статті Конституції СРСР.
Дослідники відносять оформлення цих грошових знаків до творів мистецтва в мініатюрі: їх відрізняє висока художня майстерність, чіткість ліній. Всі три купюри виготовлялися із застосуванням орловського багатоколірного друку на білому папері одного формату з однаковим водяним знаком. Також передбачався випуск грошових знаків номіналів 100, 250, 500, 1000 і 5000 карбованців, проте він так і не був здійснений.
В ході грошової реформи 1924 року була введена тверда валюта, забезпечена золотом, а випуск карбованців зразка 1923 року був припинений, починаючи з 15 лютого 1924 року. Ці банкноти приймалися нарівні з грошовими знаками РРФСР до 10 квітня 1924 року. Обмін грошових знаків на нові проводився до 31 травня 1924 року (на території Якутської АРСР — до 30 червня 1924-го) за курсом 50 000:1.
| Грошові знаки зразка 1923 року | Грошові знаки зразка 1923 року | Грошові знаки зразка 1923 року | Грошові знаки зразка 1923 року | Грошові знаки зразка 1923 року | Грошові знаки зразка 1923 року                                                     | Грошові знаки зразка 1923 року                      | Грошові знаки зразка 1923 року | Грошові знаки зразка 1923 року | Грошові знаки зразка 1923 року | Грошові знаки зразка 1923 року |
| Зображення                     | Зображення                     | Номінал (карбованців)          | Розмір (мм)                    | Основні кольори                | Опис                                                                               | Опис                                                | Опис                           | Введення                       | Друк                           | Вилучення                      |
| Лицьова сторона                | Зворотна сторона               | Номінал (карбованців)          | Розмір (мм)                    | Основні кольори                | Лицьова сторона                                                                    | Зворотна сторона                                    | Водяний знак                   | Введення                       | Друк                           | Вилучення                      |
| ------------------------------ | ------------------------------ | ------------------------------ | ------------------------------ | ------------------------------ | ---------------------------------------------------------------------------------- | --------------------------------------------------- | ------------------------------ | ------------------------------ | ------------------------------ | ------------------------------ |
|                                |                                | 10 000                         | 155×79                         | Зелений                        | Герб СРСР, номінал цифрами і прописом, пояснювальні написи, Московський кремль     | Номінал цифрами і прописом мовами союзних республік | Тіньові вікна                  | 23 листопада 1923              | 1923 1924                      | 31 травня 1924                 |
|                                |                                | 15 000                         | 155×79                         | Коричневий                     | Герб СРСР, номінал цифрами і прописом, пояснювальні написи, профіль селянина       | Номінал цифрами і прописом мовами союзних республік | Тіньові вікна                  | 18 грудня 1923                 | 1923 1924                      | 31 травня 1924                 |
|                                |                                | 25 000                         | 155×79                         | Ліловий                        | Герб СРСР, номінал цифрами і прописом, пояснювальні написи, профіль червоноармійця | Номінал цифрами і прописом мовами союзних республік | Тіньові вікна                  | 7 лютого 1924                  | 1923 1924                      | 31 травня 1924                 |

### Казначейські і банківські білети зразка 1924 року
На завершальному етапі грошової реформи 1922—1924 років декретом ЦВК і РНК СРСР від 5 лютого 1924 року були випущені в обіг державні казначейські білети номіналів 1, 3 і 5 карбованців. Основне їх призначення — поява в готівковому обігу стійких грошей номіналом менше 1 червінця. Це призначення казначейських білетів підкреслювалось в позначенні їх номіналу: «… рублей золотом». 10 карбованців казначейськими білетами прирівнювалися до 1 червінця. Перший випуск державних казначейських білетів на суму 20 мільйонів золотих карбованців вийшов 5 лютого 1924 року; другий випуск (22 лютого 1924 року) — у сумі 30 мільйонів карбованців (3 мільйони з цієї суми вийшли у вигляді розмінних купюр); третій випуск (21 березня 1924) — 25 мільйонів; четвертий (9 квітня 1924) — 25 мільйонів і п'ятий (25 квітня 1924) — 40 мільйонів.
Банкнота в 1 карбованець виготовлялася з паперу жовтуватого відтінку, а номінали у 3 і 5 карбованців — з білого. Нумерація була представлена семизначними порядковими номерами й 1—3-значною серією («серія» позначалася літерами). На купюрах номіналом 3 і 5 карбованців серії були одно-двозначні. 3 карбованця містили зображення робітника і селянина у напівлежачому вигляді відповідно з молотом і косою, які читають книгу. Це символізувало союз пролетаріату та селянства і прагнення радянської влади ліквідувати безграмотність. Купюра в 5 карбованців в обігу зустрічалася дуже рідко, на ній зображувалося поле, яким рухається трактор з трактористом і помічником. Ці банкноти, як і попередні, у своєму оформленні несли соціально-політичну спрямованість відповідно до того часу. В народі купюра в 3 карбованця отримала назву «два ледарі», а 5 карбованців — «трактор». Окрім цього банкноти містили текст: «Державні казначейські білети обов'язкові до прийому на всій території Союзу Радянських Соціалістичних Республік в усі платежах для всіх установ, підприємств та осіб за золотою номінальною вартістю в тих випадках, коли платіж обчислений у золоті, або за офіційним курсом золотого карбованця в тих випадках, коли платіж обчислений в радянських грошових знаках». Цей напис показував, що емісія цих грошових знаків була здійснена ще до завершення грошової реформи Г. Я. Сокольникова.

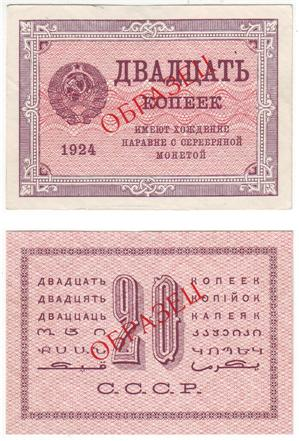
Невипущені 20 копійок 1924 року.

Також у 1924 році згідно з декретом ЦВК і РНК СРСР від 22 лютого 1924 року для забезпечення грошового обороту в разі нестачі розмінної монети були випущені тимчасові розмінні казначейські білети номіналом 1, 2, 3, і 50 копійок.
Кожна купюра містила текст: «Мають ходіння нарівні зі срібною монетою», що не відповідало дійсності, оскільки названі номінали металевих грошей (монет) карбувалися з міді. Граничний термін ходіння та прийому в платежі і до обміну касами Наркомфіну цих купюр був встановлений до 31 серпня 1926 року.. Купюра у 50 копійок, на відміну від інших номіналів, містила підписи народного комісара фінансів і касира. Усі купюри друкувалися безномерними на білому папері з водяним знаком. В емісії тимчасових розмінних білетів було враховано досвід випуску марок-грошей урядом Російської імперії в роки Першої світової війни, коли став відчуватися дефіцит розмінної монети. Розмінна криза була подолана на початку 1925 року, до того часу в обігу перебувало срібних монет на 73,5 мільйонів карбованців, мідних на 1,4 мільйонів карбованців. І розмінних казначейських білетів на 27,8 мільйонів карованців. Також планувався випуск купюри в 20 копійок, але він не відбувся, цей номінал відомий тільки у вигляді зразків.
У серпні 1924 року в обіг було випущено білет Державного банку СРСР нового зразка номіналом в 3 червінці. Банкнота містила найменування «Білет Державного банку СРСР», була односторонньою, надрукованою на тонкому білому папері. У лівій верхній частині поля купюри була гравюра із зображенням селянина-сіяча за скульптурою Шадра, яке також відоме завдяки аверсу золотої радянської монети в 1 червінець. Окрім цього містився напис: «Три червінці містять 5 зол. 42,72 дол. (23,23 гр.) чистого золота. Банківський білет підлягає розміну на золото. Початок розміну встановлюється особливим урядовим актом. Банківські білети забезпечуються в повному розмірі золотом, дорогоцінними металами, стійкою іноземною валютою та ін. активами Держбанку». Розрізняють два різновиди цих купюр — з п'ятьма і чотирма підписами Правління Державного банку СРСР.
Назва купюр і номінал кожної банкноти, окрім російської, вказувалися п'ятьма титульними мовами радянських республік: УРСР, БРСР та ЗРФСР (складалася з Азербайджану, Вірменії і Грузії); й мала водяні знаки складних конфігурацій.
В листопаді 1928 року з'явився в обігу Державний казначейський білет СРСР номіналом в 1 карбованець золотом. Своїм зовнішнім виглядом він повністю повторював купюру 1924 року, за винятком таких трьох відмінностей — інша дата року випуску, інший підпис наркома фінансів (у 1924 році це підпис Г. Я. Сокольникова, а 1928-го — М. П. Брюханова), серії 1—3-значні, або 1—2-літерні. Іншим був водяний знак (у 1924 році — це візерунок з черепашок і накладений на нього дрібним шрифтом напис «один рубль», а 1928-го — такий же візерунок і два повторювані написи «один рубль»).
Купюри зразка 1924 року залишалися в обігу до грошової реформи 1947 року, хоча фактично були витіснені з обігу раніше купюрами пізніших випусків.
| Казначейські та банківські білети зразка 1924 року | Казначейські та банківські білети зразка 1924 року | Казначейські та банківські білети зразка 1924 року | Казначейські та банківські білети зразка 1924 року | Казначейські та банківські білети зразка 1924 року | Казначейські та банківські білети зразка 1924 року                                                                     | Казначейські та банківські білети зразка 1924 року                                | Казначейські та банківські білети зразка 1924 року  | Казначейські та банківські білети зразка 1924 року | Казначейські та банківські білети зразка 1924 року | Казначейські та банківські білети зразка 1924 року |
| Зображення                                         | Зображення                                         | Номінал                                            | Розмір (мм)                                        | Основні кольори                                    | Опис | Опис                                                                              | Опис                                                | Введення                                           | Друк                                               | Вилучення                                          |
| Лицьова сторона                                    | Зворотна сторона                                   | Номінал                                            | Розмір (мм)                                        | Основні кольори                                    | Лицьова сторона | Зворотна сторона                                                                  | Водяний знак                                        | Введення                                           | Друк                                               | Вилучення                                          |
| Тимчасові розмінні казначейські білети             | Тимчасові розмінні казначейські білети             | Тимчасові розмінні казначейські білети             | Тимчасові розмінні казначейські білети             | Тимчасові розмінні казначейські білети             | Тимчасові розмінні казначейські білети                                                                                 | Тимчасові розмінні казначейські білети                                            | Тимчасові розмінні казначейські білети              | Тимчасові розмінні казначейські білети             | Тимчасові розмінні казначейські білети             | Тимчасові розмінні казначейські білети             |
| -------------------------------------------------- | -------------------------------------------------- | -------------------------------------------------- | -------------------------------------------------- | -------------------------------------------------- | --- | --------------------------------------------------------------------------------- | --------------------------------------------------- | -------------------------------------------------- | -------------------------------------------------- | -------------------------------------------------- |
|                                                    |                                                    | 1 копійка                                          | 40×66                                              | Світло- коричневий                                 | Номінал великою цифрою і прописом, герб СРСР, рік випуску                                                              | Номінал цифрами і прописом мовами республік СРСР, напис «С. С. С. Р.»             | Тіньові вікна                                       | 22 лютого 1924                                     | 1924                                               | 31 серпня 1926                                     |
|                                                    |                                                    | 2 копійки                                          | 40×66                                              | Коричневий                                         | Номінал великою цифрою і прописом, герб СРСР, рік випуску                                                              | Номінал цифрами і прописом мовами республік СРСР, напис «С. С. С. Р.»             | Тіньові вікна                                       | 22 лютого 1924                                     | 1924                                               | 31 серпня 1926                                     |
|                                                    |                                                    | 3 копійки                                          | 40×66                                              | Зелений                                            | Номінал великою цифрою і прописом, герб СРСР, рік випуску                                                              | Номінал цифрами і прописом мовами республік СРСР, напис «С. С. С. Р.»             | Тіньові вікна                                       | 22 лютого 1924                                     | 1924                                               | 31 серпня 1926                                     |
|                                                    |                                                    | 5 копійок                                          | 40×66                                              | Синій                                              | Номінал великою цифрою і прописом, герб СРСР, рік випуску                                                              | Номінал цифрами і прописом мовами республік СРСР, напис «С. С. С. Р.»             | Тіньові вікна                                       | 22 лютого 1924                                     | 1924                                               | 31 серпня 1926                                     |
|                                                    |                                                    | 50 копійок                                         | 110×60                                             | Синій бежевий                                      | Номінал великою цифрою і прописом, герб СРСР, рік випуску, підписи наркома фінансів і касира                           | Номінал цифрами і прописом мовами республік СРСР, напис «С. С. С. Р.»             | Тіньові вікна                                       | 22 лютого 1924                                     | 1924                                               | 31 серпня 1926                                     |
| Казначейські білети                                |                                                    |                                                    |                                                    |                                                    | |                                                                                   |                                                     |                                                    |                                                    |                                                    |
|                                                    |                                                    | 1 карбованець золотом                              | 80×155                                             | Помаранчевий синій                                 | Номінал прописом, герб СРСР, підписи наркома фінансів і касира на тлі снопа пшениці                                    | Номінал цифрою і прописом мовами республік СРСР, пояснювальні написи, рік випуску | Орнамент 1924 1928 «ОДИН РУБЛЬ»                     | 5 лютого 1924                                      | 1924 1928                                          | 1947                                               |
|                                                    |                                                    | 3 карбованця золотом                               | 168×75                                             | Зелений                                            | Номінал цифрою і прописом, герб СРСР, рік випуску, підписи наркома фінансів і касира, робітник і селянин на відпочинку | Номінал цифрою і прописом мовами республік СРСР, пояснювальні написи              | «3», «СССР», «ТРИ РУБЛЯ», «ТРИ», «РУБ», орнамент    | 5 лютого 1924                                      | 1924                                               | 1947                                               |
|                                                    |                                                    | 5 карбованців золотом                              | 181×86                                             | Ліловий синій                                      | Номінал цифрою і прописом, герб СРСР, рік випуску, підписи наркома фінансів і касира, трактор у полі                   | Номінал цифрою і прописом мовами республік СРСР, пояснювальні написи              | «5», «СССР», «ПЯТЬ РУБ.», орнамент                  | 5 лютого 1924                                      | 1924                                               | 1947                                               |
| Банківські білети                                  |                                                    |                                                    |                                                    |                                                    | |                                                                                   |                                                     |                                                    |                                                    |                                                    |
|                                                    |                                                    | 3 червінця                                         | 180×106                                            | Чорний                                             | Зображення селянина-сіяча, номінал, герб СРСР, пояснювальні написи, печатка і підписи членів правління Держбанку       | Відсутній                                                                         | «3», «ТРИ», «ТРИ ЧЕРВОНЦА», «Г Б», «1924», орнамент | 30 липня 1924                                      | 1924                                               | 1947                                               |

### Монети зразка 1924 і 1925 років

Радянський плакат 1920-х років, що пропагує міцність перших грошей СРСР.

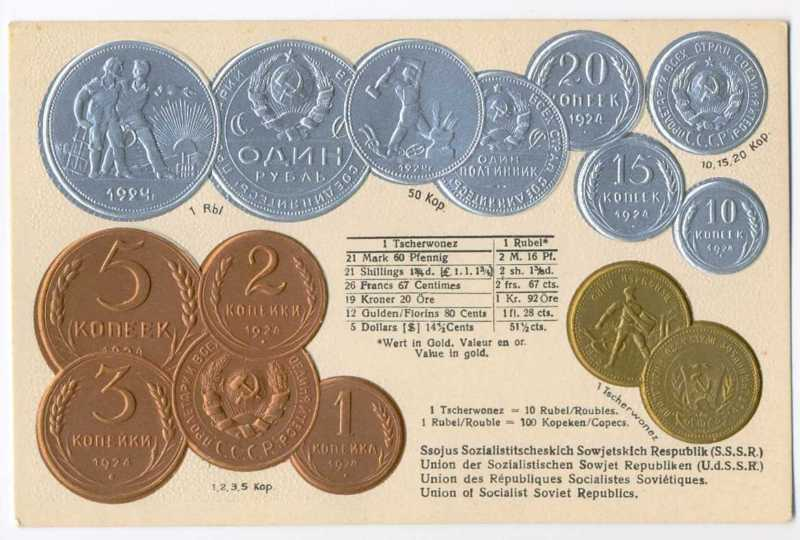
Листівка 1926 року із зображенням всіх монет СРСР.

Після введення у 1922 році в ході грошової реформи твердої валюти, забезпеченої золотим запасом, — червінця, став можливий випуск в обіг мідних і срібних монет СРСР нового зразка. З 24 лютого 1924 року згідно з декретом ЦВК і РНК СРСР від 22 лютого в обіг стали надходити нові монети — мідні, номіналом 1, 2, 3 і 5 копійок та срібні, номіналом 10, 15, 20 копійок, полтиник (50 копійок) і 1 карбованець. На монетах, дизайн яких розробили 1923 року, вперше з'явилася символіка СРСР, зокрема, герб зразка 1923 року, який використовувався до 1935 року і абревіатура «СССР». Крім того, в 1924 році в обіг були випущені срібні монети РРФСР 1921—1923 років карбування..
Необхідність втілення фінансових ідей одночасно з ідеологічними вимагала особливо продуманих зображень на обох сторонах монет Окрім гасла «Пролетарі всіх країн, єднайтеся!» на всіх монетах, реверс полтиника зображав постать робітника, що підіймає молот над ковадлом, від якого відлітають іскри. На задньому тлі, зліва зображувався плуг — головне знаряддя селянської праці — і колеса, а реверс карбованця зображував сюжетну групу з двох фігур — робітника, який, згідно з ідеологічними принципами комуністичної влади, вказував селянинові з серпом і пилкою шлях вперед до «світлого майбутнього». Ці дві фігури розташовувалися на тлі висхідного над промисловим містом сонця. На гуртах полтиника і карбованця вказувався вміст срібла в грамах, золотниках та долях і ініціали мінцмейстера: «П.Л» (Павло Латишев) і «Т.Р» (Томас Росс, лише на полтиниках). Гурт полтиника містив напис: «чистого серебра 9 грамм (2 з. 10,5 д.) Т.Р» (або «П.Л»), а карбованця напис: «чистого серебра 18 грамм (4 з. 21 д.) П.Л».
Перелік номіналів, розмір і вага радянських монет зразка 1924—1925 років були аналогічні монетам Російської імперії останнього періоду карбування. На це вплинула специфічність технічного виконання Ленінградського монетного двору. Один карбованець і полтиник 1924 року карбувалися зі срібла 900 проби, а номінали 10, 15 і 20 копійок зі срібла 500 проби, що теж відповідало параметрам дореволюційних монет. Окрім цього 1925 року почалося виробництво монети в півкопійки..
Оскільки виробничі потужності Ленінградського монетного двору в ті часи не могли забезпечити необхідні для грошового обігу країни тиражі монет, то частина замовлення на виробництво мідних монет було розміщено на Ленінградському телефонному заводі «Червона Зоря». На монетному дворі в той час карбувалися тільки монети номіналів 1 і 5 копійок. У день випускали понад 1 мільйон екземплярів. Починаючи з жовтня 1924 року завод «Червона зоря» карбував монети в 2 і 3 копійки, трохи пізніше і в 1 та 5 копійок. Крім того, частина замовлення на виготовлення срібних полтиників і мідних п'ятаків було розміщено у Великій Британії. Срібні полтиники (з буквами «Т.Р») для СРСР карбувалися на Лондонському монетному дворі, а мідні п'ятаки — на Бірмінгемському монетному дворі й на Бірмінгемському заводі фірми «Кінгс Нортон метал компані лімітед». Срібні монети в 10, 15 та 20 копійок (1924—1931, крім 1926 року), полтиники з буквами «П.Л» (1924—1927) і карбованці (1924) карбувалися на Ленінградському монетному дворі. Мідні монети СРСР з'явилися в обігу в липні 1924 року, а перша партія п'ятаків з Великої Британії надійшла в СРСР в грудні того ж року. До 15 серпня 1924 року всі мідні монети карбувалися з гладким гуртом, а після — з рубчастим.
Карбування мідних монет припинилося в липні 1925 року. Завод «Червона Зоря» і Бірмінгемський монетний двір випускали мідні монети СРСР з датою «1924» до середини 1925 року, а Ленінградський монетний двір випустив в 1925 році невелику партію мідних монет номіналом в 1 і 2 копійки з датою «1925». Винятком були лише мідні монети в півкопійки, які карбувалися невеликими тиражами в 1925, 1927 та 1928 роках і більше ніколи не відновлювалося.
Монети зразка 1924—1925 років вважалися законним платіжним засобом до весни 1961 року.
| Монети зразка 1924 і 1925 років | Монети зразка 1924 і 1925 років | Монети зразка 1924 і 1925 років | Монети зразка 1924 і 1925 років | Монети зразка 1924 і 1925 років | Монети зразка 1924 і 1925 років     | Монети зразка 1924 і 1925 років | Монети зразка 1924 і 1925 років                                | Монети зразка 1924 і 1925 років                                                 | Монети зразка 1924 і 1925 років | Монети зразка 1924 і 1925 років | Монети зразка 1924 і 1925 років |
| Зображення                      | Номінал                         | Діаметр (мм)                    | Товщина (мм)                    | Маса (г)                        | Матеріал                            | Опис                            | Опис                                                           | Опис                                                                            | Введення                        | Карбування                      | Вилучення                       |
| Зображення                      | Номінал                         | Діаметр (мм)                    | Товщина (мм)                    | Маса (г)                        | Матеріал                            | Гурт                            | Реверс                                                         | Аверс                                                                           | Введення                        | Карбування                      | Вилучення                       |
| ------------------------------- | ------------------------------- | ------------------------------- | ------------------------------- | ------------------------------- | ----------------------------------- | ------------------------------- | -------------------------------------------------------------- | ------------------------------------------------------------------------------- | ------------------------------- | ------------------------------- | ------------------------------- |
|                                 | Півкопійки                      | 16                              | 1,2                             | 1,64                            | Мідь (Cu100 %)                      | Рубчастий                       | Номінал, рік карбування                                        | Напис «СССР», лозунг «Пролетарии всех стран, соединяйтесь!»                     | 20 травня 1925                  | 1925, 1927 1928                 | 1961                            |
|                                 | 1 копійка                       | 21,3                            | 1,2                             | 3,27                            | Мідь (Cu100 %)                      | Рубчастий, плаский              | Номінал, рік випуску, рослинний орнамент                       | Герб СРСР, напис «С. С. С. Р.», лозунг «Пролетарии всех стран, соединяйтесь!»   | 22 лютого 1924                  | 1924, 1925                      | 1961                            |
|                                 | 2 копійки                       | 24                              | 2,0                             | 6,55                            | Мідь (Cu100 %)                      | Рубчастий, плаский              | Номінал, рік випуску, рослинний орнамент                       | Герб СРСР, напис «С. С. С. Р.», лозунг «Пролетарии всех стран, соединяйтесь!»   | 22 лютого 1924                  | 1924, 1925                      | 1961                            |
|                                 | 3 копійки                       | 27,7                            | 2,1                             | 9,80                            | Мідь (Cu100 %)                      | Рубчастий, плаский              | Номінал, рік випуску, рослинний орнамент                       | Герб СРСР, напис «С. С. С. Р.», лозунг «Пролетарии всех стран, соединяйтесь!»   | 22 лютого 1924                  | 1924                            | 1961                            |
|                                 | 5 копійок                       | 32                              | 2,4                             | 16,38                           | Мідь (Cu100 %)                      | Рубчастий, плаский              | Номінал, рік випуску, рослинний орнамент                       | Герб СРСР, напис «С. С. С. Р.», лозунг «Пролетарии всех стран, соединяйтесь!»   | 22 лютого 1924                  | 1924                            | 1961                            |
|                                 | 10 копійок                      | 17,27                           | 1,0                             | 1,8                             | Срібло (500 проба) (Ag50 %, Cu50 %) | Рубчастий                       | Номінал, рік випуску, рослинний орнамент                       | Герб СРСР, напис «С. С. С. Р.», лозунг «Пролетарии всех стран, соединяйтесь!»   | 22 лютого 1924                  | 1924—1925 1927—1931             | 1961                            |
|                                 | 15 копійок                      | 19,56                           | 1,0                             | 2,7                             | Срібло (500 проба) (Ag50 %, Cu50 %) | Рубчастий                       | Номінал, рік випуску, рослинний орнамент                       | Герб СРСР, напис «С. С. С. Р.», лозунг «Пролетарии всех стран, соединяйтесь!»   | 22 лютого 1924                  | 1924—1925 1927—1931             | 1961                            |
|                                 | 20 копійок                      | 21,84                           | 1,1                             | 3,6                             | Срібло (500 проба) (Ag50 %, Cu50 %) | Рубчастий                       | Номінал, рік випуску, рослинний орнамент                       | Герб СРСР, напис «С. С. С. Р.», лозунг «Пролетарии всех стран, соединяйтесь!»   | 22 лютого 1924                  | 1924—1925 1927—1931             | 1961                            |
|                                 | 50 копійок                      | 26,67                           | 2,0                             | 10                              | Срібло (900 проба) (Ag90 %, Cu10 %) | Плаский з написом               | Робітник з молотом, ковадло, плуг, рік випуску                 | Герб СРСР, напис «СССР», номінал, лозунг «Пролетарии всех стран, соединяйтесь!» | 22 лютого 1924                  | 1924—1927                       | 1961                            |
|                                 | 1 карбованець                   | 33,5                            | 2,6                             | 20                              | Срібло (900 проба) (Ag90 %, Cu10 %) | Плаский з написом               | Робітник, який вказує селянину на Сонце, яке встає над заводом | Герб СРСР, напис «СССР», номінал, лозунг «Пролетарии всех стран, соединяйтесь!» | 22 лютого 1924                  | 1924                            | 1961                            |

### Платіжні зобов'язання зразка 1924 року
Відповідно до декрету РНК СРСР від 15 березня 1924 року з 1 квітня було вирішено випускати платіжні зобов'язання номіналами в 100, 250, 500 і 1000 карбованців золотом на суму, яка визначається Радою праці та оборони в затверджених нею місячних бюджетних планах. Нові зобов'язання випускалися на тримісячний термін, після чого Наркомфін проводив їх оплату готівкою, яка з 1 березня була вже в твердому золотому обчисленні. За зобов'язаннями нараховувалися відсотки в розмірі 6 % річних з дня випуску по день їх оплати. Було встановлено, що до оплати зобов'язання приймаються протягом одного року з моменту настання терміну їх оплати.

### Казначейські білети зразка 1925 року

Скульптура робітника Шадра, зображена на 5 карбованцях зразка 1925 року і грошових зобов'язаннях 1920-х років.

У березні 1925 року в обіг надійшли дві купюри нового зразка — державні казначейські білети СРСР номіналом в 3 і 5 карбованців. Ці банкноти Держбанк СРСР випускав до початку 1930-х років, вони поступово витіснили купюри попередніх випусків. У позначенні їх номіналу було вилучено слово «золотом», яке було присутнє на купюрах 1924 року, тому що до цього часу грошовий обіг у країні вже повністю здійснювався в твердій валюті, практично заснованої на золотодевізному стандарті. Нові купюри мали різне зовнішнє оформлення та формат.
Назва купюри у 3 карбованця вказувалася 6-ма мовами союзних республік, на зворотній стороні вартість банкноти також було повторено національними мовами. Розробкою дизайну цією купюри займався Іван Дубасов.
Лицьова сторона 5 карбованців містила портрет робітника за скульптурою Шадра і герб СРСР.. Як і на трьох карбованцях, назва і номінал вказувалися 6-ма мовами союзних республік — російською, українською, білоруською, грузинською, азербайджанською та вірменською, хоча в цей час СРСР налічував вже 8 республік. У жовтні 1924-го були утворені Узбецька і Туркменська РСР, але герб СРСР ще довгий час залишався із 6-ма витками стрічок, і в написах на банкнотах мови нових республік не використовувалися. Розробкою дизайну цієї купюри займався І. І. Дубасов і В. К. Купріянов.
На кожній купюрі зразка 1925 року був напис: «Державні казначейські білети обов'язкові до прийому на всій території Союзу Радянських Соціалістичних Республік в усіх платежах для всіх установ, підприємств та осіб за золотою номінальною вартістю. Підробка державних казначейських білетів переслідується за законом»..
Купюри 1925 року мали порядкову шестизначну нумерацію і позначення серії однією або двома буквами, підписи народного комісара фінансів Григорія Сокольникова і касира. Друкувалися вони на ущільненому білому або світло-кремовому папері, з лицевої сторони металографським методом, зі зворотної — орловським друком. 3 карбованці не мали водяного знаку, 5 карбованців у вільному полі на лівій частині мали водяний знак у вигляді великої цифри «5» в світлих променях.
Банкноти цієї серії бралися в усі платежі до реформи 1947 року, але починаючи з 1934 року, коли вийшли купюри нового зразка, поступово витіснялися з обігу.
| Казначейські білети зразка 1925 року | Казначейські білети зразка 1925 року | Казначейські білети зразка 1925 року | Казначейські білети зразка 1925 року | Казначейські білети зразка 1925 року    | Казначейські білети зразка 1925 року                                                                                            | Казначейські білети зразка 1925 року                                 | Казначейські білети зразка 1925 року | Казначейські білети зразка 1925 року | Казначейські білети зразка 1925 року | Казначейські білети зразка 1925 року |
| Зображення                           | Зображення                           | Номінал (карбованців)                | Розмір (мм)                          | Основні кольори                         | Опис | Опис                                                                 | Опис                                 | Введення                             | Друк                                 | Вилучення                            |
| Лицьова сторона                      | Зворотна сторона                     | Номінал (карбованців)                | Розмір (мм)                          | Основні кольори                         | Лицьова сторона | Зворотна сторона                                                     | Водяний знак                         | Введення                             | Друк                                 | Вилучення                            |
| ------------------------------------ | ------------------------------------ | ------------------------------------ | ------------------------------------ | --------------------------------------- | --- | -------------------------------------------------------------------- | ------------------------------------ | ------------------------------------ | ------------------------------------ | ------------------------------------ |
|                                      |                                      | 3                                    | 128×62                               | Зелений червоний блакитний жовтий       | Номінал цифрою і прописом мовами республік СРСР, герб СРСР, рік випуску, підписи наркома фінансів і касира, пояснювальні написи | Номінал цифрою і прописом мовами республік СРСР                      | Відсутній                            | Березень 1925                        | 1925                                 | 1947                                 |
|                                      |                                      | 5                                    | 165×70                               | Чорний синій рожевий коричневий зелений | Номінал цифрою і прописом мовами республік СРСР, герб СРСР, рік випуску, портрет робітника, підписи наркома фінансів і касира   | Номінал цифрою і прописом мовами республік СРСР, пояснювальні написи | Цифра «5»                            | Березень 1925                        | 1925                                 | 1947                                 |

### Короткострокові платіжні зобов'язання зразка 1928 року
За постановою РНК СРСР від 24 травня 1927 року випускалися короткострокові платіжні зобов'язання центральної каси народного комісаріату фінансів СРСР номіналами 100, 250, 500 і 1000 карбованців. Це були зобов'язання з одним 3-відсотковим купоном, за яким сплачувались відсотки за минулі 6 місяців терміну дії зобов'язання. Зобов'язання приймалися до оплати протягом трьох років з моменту закінчення терміну оплати, і тоді ж виплачувався дохід, що залишився за ними. Ухвалою РНК СРСР від 11 грудня 1928 року термін оплати зобов'язань було продовжено до 10 років без зміни в тексті самого зобов'язання.

### Монети зразка 1926 і 1931 років
Після випуску перших партій мідних монет зразка 1924 року більшовики виявили, що використання міді для карбування монет було невдалою ідеєю і не відповідає технічним досягненням XX століття. Мідні монети виявилися важкими і незручними в обігу. Один карбованець мідними монетами важив 328 грам. Також незручними були великі розміри цих монет. Мідні монети буквально рвали кишені й гаманці простим громадянам, а для держави збільшували витрати на транспортування.
У зв'язку з цим, а також з метою економії міді та поліпшенням зовнішнього вигляду і механічних характеристик розмінних монет згідно з Постановою ЦВК і РНК СРСР від 6 січня 1926 року мідна монета номіналом у 1, 2, 3 і 5 копійок стала замінюватися бронзовою зі зменшенням її розміру. Новий світло-золотистий монетний сплав називався «алюмінієва бронза» (марка Бр. А-5). Монети нового зразка стали майже втричі легші за мідні. При цьому дизайн нових монет не зазнав змін, оскільки конкурс на розробку нового зовнішнього вигляду радянських монет, оголошений у 1925 році, не дав результатів.
Перехід всієї радянської монетної системи на нові матеріали здійснювався поступово. Карбування срібних карбованців припинилося в 1924 році, полтиників — 1927 року. 1931 року, з метою економії срібла в СРСР остаточно відмовилися від карбування срібних розмінних монет і почали випускати великими тиражами монети аналогічного номіналу в 10, 15, 20 копійок із дешевшого мідно-нікелевого сплаву (сплави Мх80-20, НМ-8119), які стали надходити в обіг з 27 лютого 1932 року. Населення спокійно сприйняло цей крок, оскільки номінальна вартість радянських грошей протягом вже декількох років була досить високою. При цьому у 1931 році монет в 10, 15 і 20 копійок зразка 1924 року зі срібла 500-ї проби було викарбувано настільки мало, що вони вважаються одними з найрідкісніших монет СРСР. На припинення карбування срібної монети також вплинув і той факт, що до початку 30-х років нові радянські монети завоювали довіру населення. За вагою і розмірами нові мідно-нікелеві монети не відрізнялися від відповідних срібних, велика твердість і зносостійкість нового сплаву забезпечувала їхню довговічність, а його тугоплавкість (tпл= 1453 °C) у порівнянні зі сріблом (tпл= 962 °C) — найкращий захист від підробок. Малюнки обох сторін монет розробив О. Ф. Васютинський. На реверсі монет номіналом в 10, 15 і 20 копійок був зображений робітник із молотком в руці. Він притримував щит із позначенням номіналу..
Монети номіналами в полтиник і 1 карбованець не карбувалися до 1961 року. Випуск монет зразків 1926 і 1931 років дозволив вивільнити велику кількість чистих металів (міді та срібла), з яких карбувалися перші монети СРСР, для промислових та інших потреб. Офіційне використання мідно-нікелевих монет зразка 1931 року і бронзових п'яти копійок для розрахунків дозволялося до 1 квітня 1961 року.
Перевантаженість монетного поля елементами оформлення — малюнками, написами, лінійними круговими обідками — створювала труднощі для виробництва. В результаті випуск бронзових монет зразка 1926 року і мідно-нікелевих монет зразка 1931 протримався до 1935 року.
| Монети зразка 1926 і 1931 років | Монети зразка 1926 і 1931 років | Монети зразка 1926 і 1931 років | Монети зразка 1926 і 1931 років | Монети зразка 1926 і 1931 років | Монети зразка 1926 і 1931 років              | Монети зразка 1926 і 1931 років | Монети зразка 1926 і 1931 років                                                                                                | Монети зразка 1926 і 1931 років                                                | Монети зразка 1926 і 1931 років | Монети зразка 1926 і 1931 років | Монети зразка 1926 і 1931 років |
| Зображення                      | Номінал (копійок)               | Діаметр (мм)                    | Товщина (мм)                    | Маса (г)                        | Матеріал                                     | Опис                            | Опис | Опис                                                                           | Введення                        | Карбування                      | Вилучення                       |
| Зображення                      | Номінал (копійок)               | Діаметр (мм)                    | Товщина (мм)                    | Маса (г)                        | Матеріал                                     | Гурт                            | Реверс | Аверс                                                                          | Введення                        | Карбування                      | Вилучення                       |
| ------------------------------- | ------------------------------- | ------------------------------- | ------------------------------- | ------------------------------- | -------------------------------------------- | ------------------------------- | --- | ------------------------------------------------------------------------------ | ------------------------------- | ------------------------------- | ------------------------------- |
|                                 | 1                               | 15                              | 1,0                             | 1                               | Бронза (Cu95 %, Al5 %)                       | Рубчастий                       | Номінал, рік карбування, рослинний орнамент                                                                                    | Герб СРСР, гасло: «Пролетарии всех стран, соединяйтесь!», напис: «С. С. С. Р.» | 6 січня 1926                    | 1926—1935                       | 1 січня 1999                    |
|                                 | 2                               | 18                              | 1,1                             | 2                               | Бронза (Cu95 %, Al5 %)                       | Рубчастий                       | Номінал, рік карбування, рослинний орнамент                                                                                    | Герб СРСР, гасло: «Пролетарии всех стран, соединяйтесь!», напис: «С. С. С. Р.» | 6 січня 1926                    | 1926—1935                       | 1 січня 1999                    |
|                                 | 3                               | 22                              | 1,3                             | 3                               | Бронза (Cu95 %, Al5 %)                       | Рубчастий                       | Номінал, рік карбування, рослинний орнамент                                                                                    | Герб СРСР, гасло: «Пролетарии всех стран, соединяйтесь!», напис: «С. С. С. Р.» | 6 січня 1926                    | 1926—1935                       | 1 січня 1999                    |
|                                 | 5                               | 25                              | 1,5                             | 5                               | Бронза (Cu95 %, Al5 %)                       | Рубчастий                       | Номінал, рік карбування, рослинний орнамент                                                                                    | Герб СРСР, гасло: «Пролетарии всех стран, соединяйтесь!», напис: «С. С. С. Р.» | 6 січня 1926                    | 1926—1935                       | 31 грудня 1960                  |
|                                 | 10                              | 17,27                           | 1,1                             | 1,8                             | Мідно-нікелевий сплав (Cu80—81 %, Ni19—20 %) | Рубчастий                       | Робітник з молотком, що тримає щит із зображенням номіналу, рік карбування, напис: «Союз Советских Социалистических Республик» | Герб СРСР, гасло: «Пролетарии всех стран, соединяйтесь!»                       | 27 лютого 1932                  | 1931—1934                       | 31 грудня 1960                  |
|                                 | 15                              | 19,56                           | 1,2                             | 2,7                             | Мідно-нікелевий сплав (Cu80—81 %, Ni19—20 %) | Рубчастий                       | Робітник з молотком, що тримає щит із зображенням номіналу, рік карбування, напис: «Союз Советских Социалистических Республик» | Герб СРСР, гасло: «Пролетарии всех стран, соединяйтесь!»                       | 27 лютого 1932                  | 1931—1934                       | 31 грудня 1960                  |
|                                 | 20                              | 21,84                           | 1,4                             | 3,6                             | Мідно-нікелевий сплав (Cu80—81 %, Ni19—20 %) | Рубчастий                       | Робітник з молотком, що тримає щит із зображенням номіналу, рік карбування, напис: «Союз Советских Социалистических Республик» | Герб СРСР, гасло: «Пролетарии всех стран, соединяйтесь!»                       | 27 лютого 1932                  | 1931—1934                       | 31 грудня 1960                  |

### Банківські білети зразка 1926, 1928 і 1932 років
У жовтні 1926 року вийшов білет Державного банку СРСР номіналом в 1 червінець. Практично це було продовження розпочатої 1924 року купюрою в 3 червінці емісії грошових знаків СРСР замість білетів Держбанку РРФСР зразка 1922 року. Лицьова сторона виконувалася способом багатокольорової орловської сітки і металографічного друку. Банкнота містила чотири підписи членів Правління Держбанку СРСР, її номінал позначався лише російською мовою, а нумерація була порядковою шестизначною з дволітерною серією..
Істотна відмінність купюр цієї серії в 1, 2, 3 і 5 червінців від випуску 1924 року в тому, що золотий вміст радянської валюти вказувався в грамах, а не в золотниках і долях. На банкнотах 1926, 1928 і 1932 років був присутній напис: «Один червінець містить 7,74234 гр. чистого золота». Це було пов'язано з тим, що 1 жовтня 1925 року Державний банк СРСР перейшов на метричну систему мір і ваг. Емісія червінців була продовжена в червні 1928 року випуском купюр у 2 і 5 червінці та у вересні 1932 року випуском номіналу в 3 червінця. Лицьова сторона червінців 1926—1932 років містила аналогічні банкноті в 3 червінця зразка 1924 року написи про забезпечення активами Державного банку СРСР: «Банківський білет підлягає розміну на золото. Початок розміну встановлюється особливим урядовим актом. Банківські білети забезпечуються в повному розмірі золотом, дорогоцінними металами, стійкою іноземною валютою та ін. активами Держбанку» і найменування «Білет Державного банку СРСР».
Банкнота у 2 червінці виконувалася з лицьового боку — металографічним друком, зі зворотного — орловським. Найменування номіналу та його вартість були надруковані 6-ма мовами радянських республік — російською, українською, білоруською, грузинською, азербайджанською та вірменською. Розрізняють два різновиди цієї купюри залежно від числа підписів членів правління — чотири або п'ять.

Водяний знак на 5 червінцях 1928 року.

5 червінців були односторонніми з використанням металографічного друку й містили гільйоширну розетку із цифрою номіналу, яка була обрамлена переплетеними стрічками із зазначенням її вартості п'ятьма основними мовами СРСР того часу (крім російської). Банкнота містила шестизначний номер з дволітерною серією і підписи 4—6 членів Правління Держбанку СРСР.
У вересні 1932 року був випущений білет Державного банку СРСР номіналом в 3 червінці. За оформленням банкнота була схожою з купюрою в 2 червінця зразка 1928 року. Спосіб виконання лицьової сторони був металографічний, зворотної — кольоровий орловський друк. У зображення державного герба СРСР був доданий сьомий виток стрічки на колосках, хоча до цього часу в СРСР входило вже 9 республік — РРФСР, Українська РСР, Білоруська РСР, Грузинська РСР, Азербайджанська РСР, Вірменська РСР (ці три останні республіки, як і раніше, були об'єднані в ЗРФСР), Туркменська РСР, Узбецька РСР і створена 5 грудня 1929 року Таджицька РСР. Найменування купюри та його номінал були надруковані вже сімома мовами — на додаток до титульних мов республік СРСР був напис латинським шрифтом тюркською мовою, в той час ще загальним для середньоазіатських республік, оскільки в них тільки йшов процес створення своєї писемності. Також містилися підписи трьох членів Правління Держбанку СРСР.
Банкноти в 1, 2 та 3 червінця друкувалися на ущільненому папері без водяного знаку, тоді як для 5 червінців використовувався тонкий папір із локальним водяним знаком типу «муар».
Всі купюри Державного банку 1926—1932 років знаходилися в обігу до грошової реформи 1947 року, хоча фактично були витіснені ще раніше банкнотами аналогічних номіналів зразка 1937 року.
| Банківські білети зразка 1926—1932 років | Банківські білети зразка 1926—1932 років | Банківські білети зразка 1926—1932 років | Банківські білети зразка 1926—1932 років | Банківські білети зразка 1926—1932 років | Банківські білети зразка 1926—1932 років                                                                                                   | Банківські білети зразка 1926—1932 років                       | Банківські білети зразка 1926—1932 років              | Банківські білети зразка 1926—1932 років | Банківські білети зразка 1926—1932 років | Банківські білети зразка 1926—1932 років |
| Зображення                               | Зображення                               | Номінал (червінців)                      | Розмір (мм)                              | Основні кольори                          | Опис | Опис                                                           | Опис                                                  | Введення                                 | Друк                                     | Вилучення                                |
| Лицьова сторона                          | Зворотна сторона                         | Номінал (червінців)                      | Розмір (мм)                              | Основні кольори                          | Лицьова сторона | Зворотна сторона                                               | Водяний знак                                          | Введення                                 | Друк                                     | Вилучення                                |
| ---------------------------------------- | ---------------------------------------- | ---------------------------------------- | ---------------------------------------- | ---------------------------------------- | --- | -------------------------------------------------------------- | ----------------------------------------------------- | ---------------------------------------- | ---------------------------------------- | ---------------------------------------- |
|                                          |                                          | 1                                        | 155×84                                   | Темно- синій                             | Номінал цифрою і прописом російською мовою, герб і назва держави, рік випуску, підписи членів правління Держбанку, пояснювальні написи     | Номінал цифрою і прописом російською мовою                     | відсутній                                             | Жовтень 1926                             | 1926                                     | 1947                                     |
|                                          |                                          | 2                                        | 158×88                                   | Зелений                                  | Номінал цифрою і прописом мовами республік СРСР, герб СРСР, підписи членів правління Держбанку, пояснювальні написи                        | Номінал цифрою і прописом мовами республік СРСР, рік випуску   | відсутній                                             | Липень 1928                              | 1928                                     | 1947                                     |
|                                          |                                          | 3                                        | 158×88                                   | Зелений                                  | Номінал цифрою і прописом мовами республік СРСР, герб СРСР, підписи членів правління Держбанку, рік випуску, пояснювальні написи           | Номінал цифрою і прописом мовами республік СРСР, назва держави | відсутній                                             | Вересень 1932                            | 1932                                     | 1947                                     |
|                                          |                                          | 5                                        | 180×105                                  | Темно- синій                             | Номінал цифрою і прописом мовами республік СРСР, герб СРСР, підписи членів правління і печатка Держбанку, рік випуску, пояснювальні написи | Відсутній                                                      | «5», «1928», «ЧЕРВОНЦЕВ», «СССР», «ГОСБАНК», орнамент | Липень 1928                              | 1928                                     | 1947                                     |

### Казначейські білети зразка 1934 року

Купюра з підписом

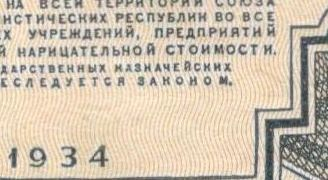
Купюра без підпису

У 1934 році була проведена емісія державних казначейських білетів номіналом в 1, 3 і 5 карбованців.. Купюри друкували на ущільненому папері різного формату без водяного знаку. 1 карбованець виготовляли з бежевого паперу, а 3 і 5 карбованців — з білого. Спосіб друку зворотної сторони всіх купюр був орловським, лицьової сторони у 1 карбованця — типографський, у 3 і 5 карбовнців — металографський. Номінал позначався 7-ма мовами союзних республік, нумерація містила два шестизначних дволітерних номерів. Також були присутні написи: «Державні казначейські квитки обов'язкові до прийому на всій території Союзу Радянських Соціалістичних Республік у всіх платежах для всіх установ, підприємств та осіб за золотою номінальною вартістю» і «Підробка державних казначейських квитків переслідується законом»..
Ці державні казначейські білети мають два різновиди — з підписом Наркома фінансів Г. Ф. Гринько і без підпису. Банкноти випущені у червні 1934 року мали підпис наркома, а другий випуск, здійснений в 1937 році, був без підпису. Ця метаморфоза була результатом сталінських репресій другої половини 1930-х років, коли велика кількість партійних, радянських, військових та інших діячів були несправедливо репресовані. Не стали винятком і працівники апарату Наркомфіну і Держбанку СРСР. Для того, щоб не нагадувати населенню СРСР про зниклих керівників фінансових органів, їх підписи прибрали з грошових знаків держави. Рішення дійсно виявилося політично влучним, оскільки пізніше наступника Гринько на посаді народного комісара фінансів В. Я. Чубаря також було заарештовано і розстріляно. Надалі, аж до кінця існування Радянського Союзу, ця традиція зберігалася — паперові гроші виходили без будь-яких підписів.
Банкноти цього випуску поступово витіснили карбованці зразка 1924 і 1928 років, вони бралися в усі платежі до грошової реформи 1947 року.
| Казначейські білети зразка 1934 року | Казначейські білети зразка 1934 року | Казначейські білети зразка 1934 року | Казначейські білети зразка 1934 року | Казначейські білети зразка 1934 року | Казначейські білети зразка 1934 року | Казначейські білети зразка 1934 року | Казначейські білети зразка 1934 року | Казначейські білети зразка 1934 року | Казначейські білети зразка 1934 року | Казначейські білети зразка 1934 року |
| Зображення                           | Зображення                           | Номінал (карбованців)                | Розміри (мм)                         | Основні кольори                      | Опис | Опис                                 | Опис                                 | Введення                             | Друк                                 | Вилучення                            |
| Лицьова сторона                      | Зворотна сторона                     | Номінал (карбованців)                | Розміри (мм)                         | Основні кольори                      | Лицьова сторона | Зворотна сторона                     | Водяний знак                         | Введення                             | Друк                                 | Вилучення                            |
| ------------------------------------ | ------------------------------------ | ------------------------------------ | ------------------------------------ | ------------------------------------ | --- | ------------------------------------ | ------------------------------------ | ------------------------------------ | ------------------------------------ | ------------------------------------ |
|                                      |                                      | 1                                    | 118×60                               | Синій кремовий                       | Напис: «Государственный казначейский билет», номінал цифрою і прописом мовами республік СРСР, герб СРСР, рік випуску, пояснювальні написи | Номінал великою цифрою               | Відсутній                            | Липень 1934                          | 1934 1937                            | 1947                                 |
|                                      |                                      | 3                                    | 136×68                               | Зелений                              | Напис: «Государственный казначейский билет», номінал цифрою і прописом мовами республік СРСР, герб СРСР, рік випуску, пояснювальні написи | Номінал великою цифрою               | Відсутній                            | Липень 1934                          | 1934 1937                            | 1947                                 |
|                                      |                                      | 5                                    | 136×70                               | Синій, блакитний                     | Напис: «Государственный казначейский билет», номінал цифрою і прописом мовами республік СРСР, герб СРСР, рік випуску, пояснювальні написи | Номінал великою цифрою               | Відсутній                            | Липень 1934                          | 1934 1937                            | 1947                                 |

### Монети зразка 1935 року

Опубліковане 20 січня 1936 року в центральних газетах повідомлення Народного комісаріату фінансів Союзу РСР про випуск в обіг розмінної нікелевої монети нового зразка номіналом 10, 15 і 20 копійок.

У 1935 році відбулася зміна дизайну розмінних монет. Сплав, вага і розмір монет залишилися без змін. Однак лицьова сторона монет в 10, 15 і 20 копійок однаково була перевантажена дрібними деталями. Гербова сторона монет зразка 1935 року придбала класичну концепцію, яка була єдиною для всіх радянських стандартних монет різних номіналів аж до розпаду СРСР.
Монети з мідно-нікелевого сплаву номіналом в 10, 15 і 20 копійок, починаючи з 1935 року, карбувалися тільки за новим зразком. На реверсі містився квадрат з усіченими кутами, обрамлений дубовою гілкою і колосом пшениці, під квадратом рік випуску, позначення номіналу було всередині квадрату. Монети в 1, 2, 3 і 5 копійок і далі карбували з бронзи. Малюнок зворотного боку залишився колишнім — номінал, дата випуску в обрамленні колосків пшениці. На аверсі всіх номіналів зразка 1935 року було прибрано гасло: «Пролетарі всіх країн, єднайтеся!». Залишився лише герб зі скороченою назвою країни — «СССР». На монетах 1935 року випуску містився герб СРСР з сімома стрічками. У зв'язку з тим, що до 1958 року відповідно до Конституції СРСР кілька разів змінювався склад союзних республік, це відображалося на державному гербі й відповідно на монетах: 1937 року — 11 стрічок, 1948 — 16 стрічок, 1957 — 15 стрічок. Монети цього зразка випускалися з 1935 по 1957 рік, значні зміни більше не вносилися. Грошова реформа 1947 року не торкнулася монет зразка 1935 року, які й після неї карбували в незмінному вигляді.
Попри Другу світову війну, розмінна монета, як і раніше, залишалася в обігу. Щобільше, її карбування було припинене лише на короткий час. Ленінградський монетний двір у зв'язку з блокадою припинив роботу в серпні 1941 року. Більша частина його робітників була мобілізована в армію. Інша частина робітників перейшла на оборонні підприємства. Основне обладнання підприємства було евакуйовано в місто Краснокамськ Пермської області. Евакуйоване підприємство відновило свою роботу в листопаді 1941 року на території паперової фабрики Держзнаку. У III кварталі 1942 року почалося карбування монети. При цьому в її виробництві були особливості, зумовлені труднощами воєнного часу.
Монети номіналом в 1 копійку у 1942—1944 роках не карбували. Монети номіналом в 2 копійки були випущені у 1942 році на суму лише в 9 карбованців (450 штук), цих монет немає навіть в державних колекціях. У 1943—1944 роках монети номіналом в 2 копійки взагалі не випускалися. Монети номіналами в 3 і 5 копійок не карбували у 1942 і 1944 роках. Номінали в 10, 15 і 20 копійок випускали протягом всієї війни, проте їх виробництво становило всього близько половини довоєнного рівня (в середньому близько 200 мільйонів штук щорічно). Монети в 10 і 15 копійок були випущені у 1942 році в невеликій кількості.
Під час війни монетний двір відчував гострий дефіцит кадрів. Також негативно впливала відсутність нової техніки і хорошого металу. Всі ресурси йшли на потреби фронту. Доводилося працювати тільки зі штемпелями, вивезеними на початку війни з Ленінграда. Багато штемпелів, що відслужили свій термін, не вилучали з виробництва, а ремонтували. На монетах номіналів в 15 і 20 копійок 1943-го і 1945 років були добре помітні сліди ремонту штемпелів. Добре відомі незграбні доопрацювання штемпелів монет в 3 копійки 1943 року. У воєнні роки в обіг потрапляло багато монет з погано відцентрованим зображеннями аверсу і реверсу. Часто зустрічаються монети всіх військових років з гладким гуртом замість рубчастого. Відомі випадки (1941, 1942 і 1943 років), коли монети номіналом в 20 копійок карбували на бронзових заготовках, а монети номіналом в 3 копійки помилково карбувалися на заготовках з білого сплаву. 1944 року на монетному дворі закінчилися штемпелі, вивезені на початку війни з Ленінграда. На той час становище на фронтах змінилося кардинально. У січні-лютому 1944 року Ленінград був повністю розблокований і майже відразу почалося відновлення монетного двору. Перші монети в Ленінграді були випущені 20 червня 1944 року, проте річний план випуску монет не був виконаний. Причинами цього послужили нестача кваліфікованих кадрів і технічні складності, що вплинуло на якість монет. Через використання підправлених штемпелів, стало з'являтися чимало різновидів. Тільки у 1946 році монетний двір почав працювати в нормальному режимі і став виконувати план.
Монети з датою 1947 року в обіг не випускали. Після закінчення війни союзних республік в СРСР стало 16, і монети, викарбувані в 1947 році, на гербі яких було позначено 11 витків стрічки, уряд країни вирішив переплавити.
| Монети зразка 1935 року | Монети зразка 1935 року | Монети зразка 1935 року | Монети зразка 1935 року | Монети зразка 1935 року | Монети зразка 1935 року                       | Монети зразка 1935 року | Монети зразка 1935 року                             | Монети зразка 1935 року  | Монети зразка 1935 року | Монети зразка 1935 року             | Монети зразка 1935 року |
| Зображення              | Номінал (копійок)       | Діаметр (мм)            | Товщина (мм)            | Маса (г)                | Матеріал                                      | Опис                    | Опис                                                | Опис                     | Введення                | Карбування                          | Вилучення               |
| Зображення              | Номінал (копійок)       | Діаметр (мм)            | Товщина (мм)            | Маса (г)                | Матеріал                                      | Гурт                    | Реверс                                              | Аверс                    | Введення                | Карбування                          | Вилучення               |
| ----------------------- | ----------------------- | ----------------------- | ----------------------- | ----------------------- | --------------------------------------------- | ----------------------- | --------------------------------------------------- | ------------------------ | ----------------------- | ----------------------------------- | ----------------------- |
|                         | 1                       | 15                      | 1,0                     | 1                       | Бронза (Cu95 %, Al5 %)                        | Рубчастий               | Номінал, рік карбування, рослинний орнамент         | Напис: «СССР», герб СРСР | 1935                    | 1935—1941 1945—1946 1948—1957       | 1 січня 1999            |
|                         | 2                       | 18                      | 1,1                     | 2                       | Бронза (Cu95 %, Al5 %)                        | Рубчастий               | Номінал, рік карбування, рослинний орнамент         | Напис: «СССР», герб СРСР | 1935                    | 1935—1941 1945—1946 1948—1957       | 1 січня 1999            |
|                         | 3                       | 22                      | 1,3                     | 3                       | Бронза (Cu95 %, Al5 %)                        | Рубчастий               | Номінал, рік карбування, рослинний орнамент         | Напис: «СССР», герб СРСР | 1935                    | 1935—1941, 1943 1945—1946 1948—1957 | 1 січня 1999            |
|                         | 5                       | 25                      | 1,5                     | 5                       | Бронза (Cu95 %, Al5 %)                        | Рубчастий               | Номінал, рік карбування, рослинний орнамент         | Напис: «СССР», герб СРСР | 1935                    | 1935—1941, 1943 1945—1946 1948—1957 | 31 грудня 1960          |
|                         | 10                      | 17,27                   | 1,1                     | 1,8                     | Мідно- нікелевий сплав (Cu80—81 %, Ni19—20 %) | Рубчастий               | Щит з номіналом, рік карбування, рослинний орнамент | Напис: «СССР», герб СРСР | 1935                    | 1935—1946 1948—1957                 | 31 грудня 1960          |
|                         | 15                      | 19,56                   | 1,2                     | 2,5                     | Мідно- нікелевий сплав (Cu80—81 %, Ni19—20 %) | Рубчастий               | Щит з номіналом, рік карбування, рослинний орнамент | Напис: «СССР», герб СРСР | 1935                    | 1935—1946 1948—1957                 | 31 грудня 1960          |
|                         | 20                      | 21,84                   | 1,4                     | 3,6                     | Мідно- нікелевий сплав (Cu80—81 %, Ni19—20 %) | Рубчастий               | Щит з номіналом, рік карбування, рослинний орнамент | Напис: «СССР», герб СРСР | 1935                    | 1935—1946 1948—1957                 | 31 грудня 1960          |

### Казначейські і банківські білети зразка 1937 і 1938 років
У 1937 році вийшла нова серія білетів Державного банку СРСР, що надійшли в обіг на початку 1938 року, а саме купюри номіналом в 1, 3, 5 і 10 червінців. Лицьова сторона всіх купюр друкувалася металографським способом. Зворотна сторона на купюрі в 10 червінців виконувалася металографічним друком, на купюрах в 3 і 5 червінців — типографським по орловській сітці, на купюрі в 1 червінець — орловським друком чотирма кольорами. Ці грошові знаки стали першими радянськими банкнотами, на яких був зображений портрет засновника Радянської держави В. І. Ульянова-Леніна, виконаний художником А. Р. Еберлінгом. Випуск банкнот був приурочений до 20-річчя Жовтневої соціалістичної революції. Надалі зображення Леніна стало обов'язковим атрибутом всіх радянських банкнот номіналом понад 10 карбованців. Купюри мали шестизначні порядкові номери з дволітерною серією (іноді зустрічаються однолітерні серії). Вперше після грошової реформи Г. Я. Сокольникова 1924 року був відсутній напис про обмін білетів на золото і розмір золотого вмісту, а з'явився напис, який ні до чого не зобов'язував: «Банківські білети забезпечуються золотом, дорогоцінними металами та іншими активами Державного банку».

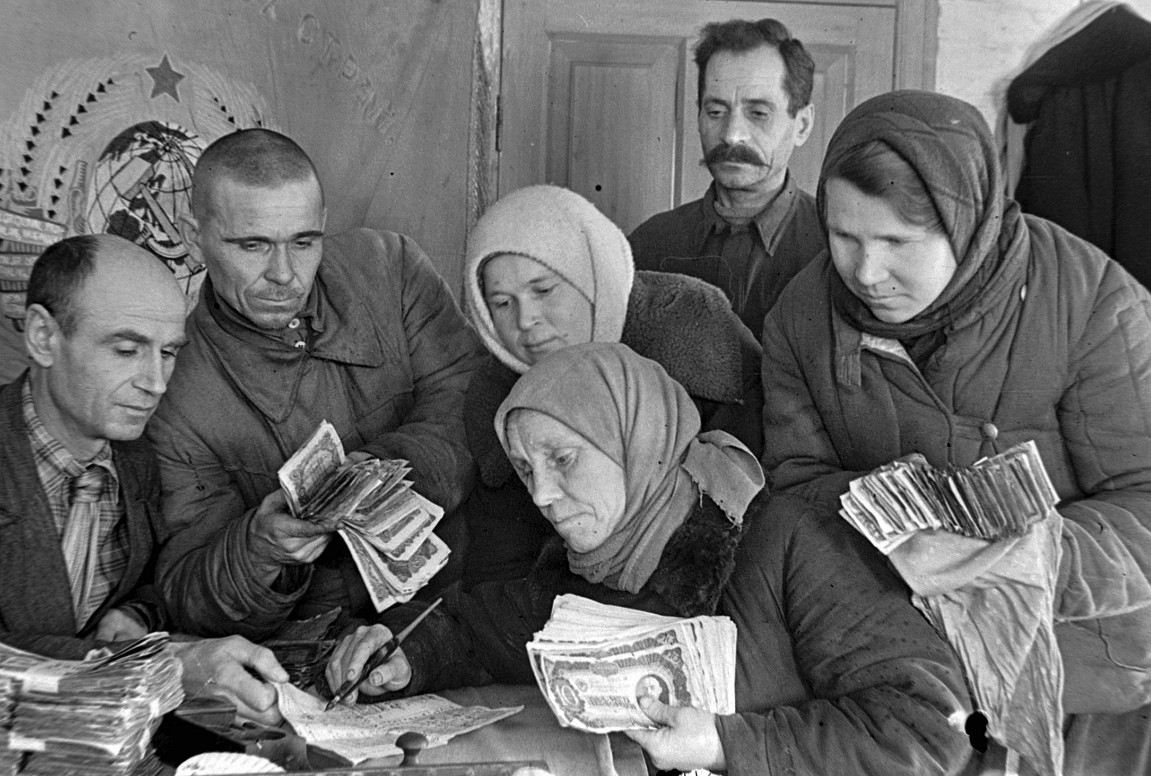
Члени колгоспу вносять заощадження на будівництво авіаескадрильї грошима зразка 1937—38 років, під час Німецько-радянської війни.

У 1938 році в обігу з'явилися державні казначейські білети номіналом в 1, 3 і 5 карбованців. Зворотна сторона банкнот цієї серії містила багатокольоровий орловський друк. Лицьова сторона купюри в 1 карбованець містила двокольоровий типографський друк, а купюр в 3 і 5 карбованців однокольоровий металографічний друк. Банкноти мали нумерацію аналогічну червінцям 1937 року. На купюрі в 1 карбованець серія стояла перед номером, на двох інших купюрах — після номера, як і на червінцях. Ескізи цієї серії грошових знаків були створені художником І. І. Дубасовим. Тематика малюнків, що розміщувалася на казначейських білетах, зображала настрої, що панували в радянському суспільстві в передвоєнні роки. На жовто-коричневій купюрі в 1 карбованець містилося зображення шахтаря, що тримає на плечі відбійний молоток, у цьому був натяк на ідею стахановського руху. На темно-зеленій купюрі в 3 карбованця зображені два червоноармійця в похідному спорядженні, що вказувало на складне міжнародне становище напередодні Другої світової війни і необхідність зміцнення обороноздатності СРСР. На темно-синій купюрі в 5 карбованців — льотчик з парашутом на тлі літака, що вказувало на значні успіхи радянської авіації 30-х років XX століття. Казначейські білети містили інший на відміну від червінців текст: «Державні казначейські білети забезпечуються всім надбанням Союзу РСР і обов'язкові до прийому на всій території СРСР в усіх платежах для всіх установ, підприємств та осіб за номінальною вартістю».
Банкноти 1937 і 1938 років друкувалися на щільному білому папері без водяних знаків. Вони містили герб Радянського Союзу зразка 1936 року з 11-ма витками стрічки на колосках (до 9 союзних республік додалися перетворені з автономних в союзні Казахська РСР і Киргизька РСР). Мали письмове познчення номіналу 11-ма мовами радянських республік згідно з Конституцією СРСР 1936 року — російською, українською, білоруською, грузинською, вірменською, азербайджанською, туркменською, узбецькою, таджицькою, казахською та киргизькою.
Ці банкноти були останнім випуском паперових грошей СРСР до грошової реформи 1947 року, коли і були вилучені.
| Казначейські та банківські білети зразка 1937 і 1938 років | Казначейські та банківські білети зразка 1937 і 1938 років | Казначейські та банківські білети зразка 1937 і 1938 років | Казначейські та банківські білети зразка 1937 і 1938 років | Казначейські та банківські білети зразка 1937 і 1938 років | Казначейські та банківські білети зразка 1937 і 1938 років                                                         | Казначейські та банківські білети зразка 1937 і 1938 років    | Казначейські та банківські білети зразка 1937 і 1938 років | Казначейські та банківські білети зразка 1937 і 1938 років | Казначейські та банківські білети зразка 1937 і 1938 років | Казначейські та банківські білети зразка 1937 і 1938 років |
| Зображення                                                 | Зображення                                                 | Номінал                                                    | Розміри (мм)                                               | Основні кольори                                            | Опис | Опис                                                          | Опис                                                       | Введення                                                   | Друк                                                       | Вилучення                                                  |
| Лицьова сторона                                            | Зворотна сторона                                           | Номінал                                                    | Розміри (мм)                                               | Основні кольори                                            | Лицьова сторона | Зворотна сторона                                              | Водяний знак                                               | Введення                                                   | Друк                                                       | Вилучення                                                  |
| Казначейські білети                                        | Казначейські білети                                        | Казначейські білети                                        | Казначейські білети                                        | Казначейські білети                                        | Казначейські білети                                                                                                | Казначейські білети                                           | Казначейські білети                                        | Казначейські білети                                        | Казначейські білети                                        | Казначейські білети                                        |
| ---------------------------------------------------------- | ---------------------------------------------------------- | ---------------------------------------------------------- | ---------------------------------------------------------- | ---------------------------------------------------------- | --- | ------------------------------------------------------------- | ---------------------------------------------------------- | ---------------------------------------------------------- | ---------------------------------------------------------- | ---------------------------------------------------------- |
|                                                            |                                                            | 1 карбованець                                              | 125×60                                                     | Коричневий помаранчевий                                    | Номінал цифрами і прописом російською, герб СРСР, напис про забезпечення, рік випуску, портрет шахтаря             | Номінал цифрами і прописом мовами республік СРСР              | Відсутній                                                  | 1938                                                       | 1938                                                       | 1947                                                       |
|                                                            |                                                            | 3 карбованця                                               | 135×67                                                     | Зелений                                                    | Номінал цифрами і прописом російською, герб СРСР, напис про забезпечення, рік випуску, червоноармійці              | Номінал цифрами і прописом мовами республік СРСР              | Відсутній                                                  | 1938                                                       | 1938                                                       | 1947                                                       |
|                                                            |                                                            | 5 карбованців                                              | 145×70                                                     | Синій                                                      | Номінал цифрами і прописом російською мовою, герб СРСР, напис про забезпечення, рік випуску, льотчик на тлі літака | Номінал цифрами і прописом мовами республік СРСР              | Відсутній                                                  | 1938                                                       | 1938                                                       | 1947                                                       |
| Банківські білети                                          |                                                            |                                                            |                                                            |                                                            | |                                                               |                                                            |                                                            |                                                            |                                                            |
|                                                            |                                                            | 1 червінець                                                | 161×80                                                     | Сірий                                                      | Портрет В. І. Леніна, номінал цифрами і прописом російською, герб СРСР, напис про забезпечення                     | Номінал цифрами і прописом мовами республік СРСР, рік випуску | Відсутній                                                  | січень 1938                                                | 1937                                                       | 1947                                                       |
|                                                            |                                                            | 3 червінця                                                 | 171×88                                                     | Червоний коричневий                                        | Портрет В. І. Леніна, номінал цифрами і прописом російською, герб СРСР, напис про забезпечення                     | Номінал цифрами і прописом мовами республік СРСР, рік випуску | Відсутній                                                  | січень 1938                                                | 1937                                                       | 1947                                                       |
|                                                            |                                                            | 5 червінців                                                | 180×91                                                     | Зелений                                                    | Портрет В. І. Леніна, номінал цифрами і прописом російською, герб СРСР, напис про забезпечення                     | Номінал цифрами і прописом мовами республік СРСР, рік випуску | Відсутній                                                  | січень 1938                                                | 1937                                                       | 1947                                                       |
|                                                            |                                                            | 10 червінців                                               | 192×100                                                    | Чорний                                                     | Портрет В. І. Леніна, номінал цифрами і прописом російською, герб СРСР, напис про забезпечення                     | Номінал цифрами і прописом мовами республік СРСР, рік випуску | Відсутній                                                  | січень 1938                                                | 1937                                                       | 1947                                                       |

### Казначейські і банківські білети зразка 1947 року

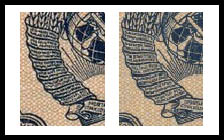
1947 рік 1957 рік

Перехід на гроші зразка 1947 року

В ході грошової реформи 1947 року були випущені нові банкноти семи номіналів, які поділялися на казначейські та банківські білети (казначейські — 1, 3, і 5 карбованців; банківські — 10, 25, 50 і 100 карбованців). Банкноти містили Державний герб СРСР зразка 1946 року з 16-ма витками стрічки на колоссі за кількістю союзних республік, шестизначний номер з дволітерною серією й завжди однакову дату випуску «1947». З'явилися нові тексти щодо покарання за підробку: «Підробка казначейських білетів», або «банківських білетів», «Державного банку СРСР, переслідується за законом»; тексти щодо забезпечення купюр — були аналогічними попередній серії банкнот. Автором ескізів цих був купюр був І. І. Дубасов.
Банківські білети містили портрет В. І. Леніна, відтворений за фотографією П. А. Оцупа, зробленої 16 жовтня 1918 року в Кремлівському кабінеті. Окрім цього, на зворотній стороні 100 карбованців був ще один малюнок: вид на Кремль з боку Москви-ріки. Номінал на всіх банкнотах позначався прописом 16-ма мовами в тій же послідовності, що й на гербі, а саме російською, українською, білоруською, азербайджанською, грузинською, вірменською, туркменською, узбецькою, таджицькою, казахською, киргизькою, карельською, молдавською, литовською, латиською та естонською. Для написів грузинською і вірменською мовами використані національні абетки, для карельської, литовської, латиської та естонської мов — латиниця, іншими мовами — кирилиця.
У березні 1957 року були випущені банкноти зразка 1947 року, які відрізнялися від попередніх випусків лише тим, що в їх оформленні було враховано одну обставину — СРСР став складатися не з 16, а з 15 союзних республік. Карело-Фінська РСР була перетворена в Карельську АРСР в складі РРФСР, що призвело до змін в зображенні державного герба СРСР: на банкнотах замість 16-ти стрічок, стало 15. Також було змінено згідно з Конституцією СРСР і послідовність напису номіналу грошових знаків 15-ма мовами союзних республік — російською, українською, білоруською, узбецькою, казахською, грузинською, азербайджанською, литовською, молдавською, латиською, киргизькою, таджицькою, вірменською, туркменською і естонською. Попри зміну дизайну в 1957 році, на купюрах і далі вказувалася дата «1947».
Купюри зразка 1947 року мали архаїчний дизайн, через свій великий розмір були схожими з грошима Російської імперії. Ініціатором створення дизайну, схожого на царські рублі, був І. В. Сталін. В народі вони одразу отримали назву «сталінські онучі» (рос. «сталинские портянки»). Якість виробництва банкнот на ті часи вважалася дуже високою, їхнє виготовлення зажадало серйозної перебудови виробництва та перепідготовки кадрів на фабриках «Держзнаку». Однією з вимог, пред'явлених «Держзнаку» при підготовці та випуску нових грошей — було домогтися виготовлення паперу високого ступеня розривостійкості. При цьому на 50- та 100-карбованцевих купюрах мав бути розміщений водяний знак — портрет Леніна. Досвіду виготовлення портретного водяного знака на високоміцному папері на той час не існувало. Це складне з технологічної точки зору завдання фахівцям «Держзнаку» вдалося вирішити, налагодивши виготовленням грошового паперу з портретним водяним знаком так званим «рулонним способом». До цього в усьому світі папір подібної якості виготовлявся тільки в листах.
Концепція дизайну водяного знаку вигляді зірок на купюрах від 1 до 25 карбованців й Леніна на 50 і 100 карбованцях була застосована й у наступній серії банкнот зразка 1961 року. Банкноти зразка 1947 року були в обігу до грошової реформи 1961 року.
| Казначейські ті банківські білети зразка 1947 року | Казначейські ті банківські білети зразка 1947 року | Казначейські ті банківські білети зразка 1947 року | Казначейські ті банківські білети зразка 1947 року | Казначейські ті банківські білети зразка 1947 року | Казначейські ті банківські білети зразка 1947 року                                                           | Казначейські ті банківські білети зразка 1947 року                                                                       | Казначейські ті банківські білети зразка 1947 року | Казначейські ті банківські білети зразка 1947 року | Казначейські ті банківські білети зразка 1947 року | Казначейські ті банківські білети зразка 1947 року |
| Зображення                                         | Зображення                                         | Номінал (карбованців)                              | Розміри (мм)                                       | Основний колір                                     | Опис | Опис | Опис                                               | Введення                                           | Друк                                               | Вилучення                                          |
| Лицьова сторона                                    | Зворотна сторона                                   | Номінал (карбованців)                              | Розміри (мм)                                       | Основний колір                                     | Лицьова сторона                                                                                              | Зворотна сторона | Водяний знак                                       | Введення                                           | Друк                                               | Вилучення                                          |
| Казначейські білети                                | Казначейські білети                                | Казначейські білети                                | Казначейські білети                                | Казначейські білети                                | Казначейські білети                                                                                          | Казначейські білети | Казначейські білети                                | Казначейські білети                                | Казначейські білети                                | Казначейські білети                                |
| -------------------------------------------------- | -------------------------------------------------- | -------------------------------------------------- | -------------------------------------------------- | -------------------------------------------------- | --- | --- | -------------------------------------------------- | -------------------------------------------------- | -------------------------------------------------- | -------------------------------------------------- |
|                                                    |                                                    | 1                                                  | 82×124                                             | Бежевий блакитний                                  | Номінал цифрою і прописом мовами республік СРСР, герб СРСР, рік випуску                                      | Номінал цифрою і прописом російською, написи про забезпечення і покарання за підробку, серп і молот на тлі снопа пшениці | 5-кутні зірки                                      | 16 грудня 1947                                     | 1947—1960                                          | 1 квітня 1961                                      |
|                                                    |                                                    | 3                                                  | 86×133                                             | Зелений рожевий                                    | Номінал цифрою і прописом мовами республік СРСР, герб СРСР, рік випуску                                      | Номінал цифрою і прописом російською, написи про забезпечення і покарання за підробку                                    | 5-кутні зірки                                      | 16 грудня 1947                                     | 1947—1960                                          | 1 квітня 1961                                      |
|                                                    |                                                    | 5                                                  | 88×143                                             | Блакитний помаранчевий                             | Номінал цифрою і прописом мовами республік СРСР, герб СРСР, рік випуску                                      | Номінал цифрою і прописом російською, написи про забезпечення і покарання за підробку, серп і молот                      | 5-кутні зірки                                      | 16 грудня 1947                                     | 1947—1960                                          | 1 квітня 1961                                      |
| Банківські білети                                  |                                                    |                                                    |                                                    |                                                    | | |                                                    |                                                    |                                                    |                                                    |
|                                                    |                                                    | 10                                                 | 158×92                                             | Рожевий блакитний                                  | Портрет В. І. Леніна анфас, номінал цифрою і прописом російською, серп і молот                               | Номінал цифрою і прописом мовами республік СРСР, герб СРСР, рік випуску, напис про забезпечення і покарання за підробку  | 5-кутні зірки                                      | 16 грудня 1947                                     | 1947—1960                                          | 1 квітня 1961                                      |
|                                                    |                                                    | 25                                                 | 169×95                                             | Блакитний зелений                                  | Портрет В. І. Леніна анфас, номінал цифрою і прописом російською, напис про забезпечення                     | Номінал цифрою і прописом мовами республік СРСР, герб СРСР, рік випуску, напис про покарання за підробку                 | 5-кутні зірки                                      | 16 грудня 1947                                     | 1947—1960                                          | 1 квітня 1961                                      |
|                                                    |                                                    | 50                                                 | 218×103                                            | Зелений рожевий                                    | Портрет В. І. Леніна анфас, номінал цифрою і прописом російською, герб СРСР, напис про покарання за підробку | Номінал цифрою і прописом мовами республік СРСР, рік випуску, напис про забезпечення                                     | В. І. Ленін                                        | 16 грудня 1947                                     | 1947—1960                                          | 1 квітня 1961                                      |
|                                                    |                                                    | 100                                                | 230×115                                            | Кремовий рожевий                                   | Портрет В. І. Леніна анфас, номінал цифрою і прописом мовами республік СРСР, напис про забезпечення          | Номінал цифрою і прописом російською, напис про покарання за підробку, панорама Кремля з Софійською набережною           | В. І. Ленін                                        | 16 грудня 1947                                     | 1947—1960                                          | 1 квітня 1961                                      |

### Казначейські і банківські білети зразка 1961 року
Прагнення до мінімалізму за часів хрущовської відлиги призвело до заміни старих незручних грошей новими, краще захищеними від підробки, але значно менших розмірів. Були випущені нові паперові гроші зразка 1961 року, що, як і попередні, поділялися на «Державні казначейські білети» номіналом 1, 3 і 5 карбованців і «Білети Державного банку» номіналом в 10, 25, 50 і 100 карбованців. Всі банкноти містили семизначний номер з дволітерною серією й зображення державного гербу СРСР зразка 1956 року. На тлі великих за розмірами купюр старого зразка, нові банкноти виглядали «несерйозно», в народі їх стали називати «хрущовськими фантиками» (рос. «хрущёвские фантики»). Також існує легенда, згідно з якою ініціатором зменшення розміру купюр був Микита Хрущов: коли йому принесли ескізи нових грошей, він залишився незадоволений їх надмірної величиною і, взявши ножиці, власноруч підрізав краї. Вірогіднішою є інша версія: Держбанк на той час закупив за кордоном рахункові машинки для грошей, ця техніка була розрахована на купюри малого розміру, які поширилися тоді в Європі. Найменшим був номінал в 1 карбованець, інші попарно мали однакові розміри: 3 і 5 карбованців, 10 і 25, 50 та 100 карбованців. Однаковість в розмірах полегшувала роботу фабрикам Держзнаку і численним фінансовим органам під час перерахунку готівкових сум шляхом використання спеціальних рахункових автоматів.

Вилучені під час «павловської реформи» 50-карбованцеві купюри зразка 1961 року у банку (1991)

Окрім номінальної будови, від попередньої серії були успадковані й інші аспекти відносно концепції оформлення, зокрема: завжди однакову дату випуску «1961»; номінал позначався прописом 15-ма мовами союзних республік (як це було на банкнотах попередньої серії, від 1957 року випуску, й у тій самій послідовності); мали аналогічні написи щодо свого забезпечення й покарання за підробку.. Однак на відміну від грошей зразка 1947 року, нові банкноти мали різноманітніше оформлення. Лицьова сторона трьох карбованців містила зображення з видом на Московський Кремль з боку Москви-ріки, а 5 карбованців — зображення Спаської вежі Московського Кремля. Банківські білети містили портрет В. І. Леніна в овальній рамці за барельєфом М. О. Соколова. Окрім цього, зворотний бік двох найбільших номіналів містив малюнки. На 50 карбованцях зображено Тайницьку вежу Московського Кремля і Великий Кремлівський палац в овальній рамці, на 100 карбованцях — панорама Московського Кремля з Водовзводною вежею на передньому плані.
На банкнотах зразка 1961 року застосовувався ультрафіолетовий захист від підробки, який являв собою безліч розкиданих по полю купюри крапок. Купюри в 10 і 25 карбованців поділялися на два типи: з ультрафіолетовим захистом і без нього. Всі купюри номіналом в 50 і 100 карбованців мали цей вид захисту. Купюри в 1, 3 та 5 карбованців виготовлялися без ультрафіолетового захисту. Існує кілька різновидів купюр номіналом від 1 до 10 карбованців з використанням офсетного, орловського і металографічного методу друку. Лицьова сторона купюр у 25, 50 і 100 карбованців друкувалася металографічним методом по двокольоровій сітці. На зворотній стороні цих номіналів сітка друкувалася орловським методом з використання 5 кольорів.
Ескізи лицьового боку казначейських і банківських білетів СРСР зразка 1961 року виконані художником С. О. Поманським, а зворотного — І. І. Дубасовим. 1967 року вперше в СРСР був розроблений проєкт серії пам'ятних банкнот, присвячених 50-річчю Жовтневої революції (25, 50 і 100 карбованців), однак він так і не був реалізований. Гроші зразка 1961 виявилися найдовговічнішими за всю історію СРСР: у незмінному вигляді вони проіснували аж до реформи 23 січня 1991 року.
| Казначейські та банківські білети зразка 1961 року | Казначейські та банківські білети зразка 1961 року | Казначейські та банківські білети зразка 1961 року | Казначейські та банківські білети зразка 1961 року | Казначейські та банківські білети зразка 1961 року | Казначейські та банківські білети зразка 1961 року                                  | Казначейські та банківські білети зразка 1961 року                                                                                       | Казначейські та банківські білети зразка 1961 року | Казначейські та банківські білети зразка 1961 року | Казначейські та банківські білети зразка 1961 року | Казначейські та банківські білети зразка 1961 року |
| Зображення                                         | Зображення                                         | Номінал (карбованців)                              | Розміри (мм)                                       | Основні кольори                                    | Опис                                                                                | Опис | Опис                                               | Введення                                           | Друк                                               | Вилучення                                          |
| Лицьова сторона                                    | Зворотна сторона                                   | Номінал (карбованців)                              | Розміри (мм)                                       | Основні кольори                                    | Лицьова сторона                                                                     | Зворотна сторона | Водяний знак                                       | Введення                                           | Друк                                               | Вилучення                                          |
| Казначейські білети                                | Казначейські білети                                | Казначейські білети                                | Казначейські білети                                | Казначейські білети                                | Казначейські білети                                                                 | Казначейські білети | Казначейські білети                                | Казначейські білети                                | Казначейські білети                                | Казначейські білети                                |
| -------------------------------------------------- | -------------------------------------------------- | -------------------------------------------------- | -------------------------------------------------- | -------------------------------------------------- | ----------------------------------------------------------------------------------- | --- | -------------------------------------------------- | -------------------------------------------------- | -------------------------------------------------- | -------------------------------------------------- |
|                                                    |                                                    | 1                                                  | 105×53                                             | Жовто- коричневий                                  | Герб СРСР, номінал, напис про забезпечення                                          | Номінал цифрами і прописом офіційними мовами республік СРСР, напис про покарання за підробку                                             | Темні і світлі 5-кутні зірки                       | 1 січня 1961                                       | 1961—1991                                          | 31 грудня 1993                                     |
|                                                    |                                                    | 3                                                  | 113×57                                             | Зелений                                            | Герб СРСР, номінал, вид на Московський кремль, напис про забезпечення               | Номінал цифрами і прописом офіційними мовами республік СРСР, напис про покарання за підробку                                             | Темні і світлі 5-кутні зірки                       | 1 січня 1961                                       | 1961—1991                                          | 31 грудня 1993                                     |
|                                                    |                                                    | 5                                                  | 113×57                                             | Блакитний                                          | Герб СРСР, номінал, Спаська вежа Московського Кремля, напис про забезпечення        | Номінал цифрами і прописом офіційними мовами республік СРСР, напис про покарання за підробку                                             | Темні і світлі 5-кутні зірки                       | 1 січня 1961                                       | 1961—1991                                          | 31 грудня 1993                                     |
| Банківські білети                                  |                                                    |                                                    |                                                    |                                                    |                                                                                     | |                                                    |                                                    |                                                    |                                                    |
|                                                    |                                                    | 10                                                 | 124×62                                             | Червоний                                           | Профіль В. І. Леніна, герб СРСР, номінал цифрами і прописом, напис про забезпечення | Номінал цифрами і прописом офіційними мовами республік СРСР, напис про покарання за підробку                                             | Темні і світлі 5-кутні зірки                       | 1 січня 1961                                       | 1961—1991                                          | 31 грудня 1993                                     |
|                                                    |                                                    | 25                                                 | 124×62                                             | Фіолетовий                                         | Профіль В. І. Леніна, герб СРСР, номінал цифрами і прописом, напис про забезпечення | Номінал цифрами і прописом офіційними мовами республік СРСР, напис про покарання за підробку                                             | Темні і світлі 5-кутні зірки                       | 1 січня 1961                                       | 1961—1991                                          | 26 липня 1993                                      |
|                                                    |                                                    | 50                                                 | 140×71                                             | Зелений                                            | Профіль В. І. Леніна, герб СРСР, номінал цифрами і прописом, напис про забезпечення | Номінал цифрами і прописом офіційними мовами республік СРСР, Великий Кремлівський палац, Тайницька вежа, напис про покарання за підробку | Профіль В. І. Леніна                               | 1 січня 1961                                       | 1961—1991                                          | 23 січня 1991                                      |
|                                                    |                                                    | 100                                                | 140×71                                             | Жовто- коричневий                                  | Профіль В. І. Леніна, герб СРСР, номінал цифрами і прописом, напис про забезпечення | Номінал цифрами і прописом офіційними мовами республік СРСР, Водозвідна вежа, напис про покарання за підробку                            | Профіль В. І. Леніна                               | 1 січня 1961                                       | 1961—1991                                          | 23 січня 1991                                      |

### Монети зразка 1961 року

Позначка монетного двору на монетах 1991 року

Набір радянських стандартних монет Ленінградського монетного двору 1976 року

Грошова реформа 1961 року, проведена одночасно зі зміною масштабу цін, вимагала заміни обігових монет, що і було втілено протягом січня-березня 1961 року. Крім традиційного набору номіналів в 1, 2, 3 і 5 копійок з мідно-цинково-марганцевого сплаву і в 10, 15 і 20 копійок з мідно-цинково-нікелевого сплаву вперше з 20-х років з'явилися монети нових номіналів у 50 копійок і 1 карбованець, з того ж сплаву. Монети від 1 до 20 копійок зберегли розміри попередніх випусків. Вся серія отримала нове, досить однакове оформлення. Вміщені на них цифри та літери стали заокругленішими, на лицьовій стороні був стандартний вінок з гілок дуба і колосся пшениці, який виходив з черепашки знизу або виходив від дати випуску монети (на номіналах в 10, 15 і 20 копійок). На монетах в 10, 15 і 20 копійок замість слова «коп», як це було на аналогічних номіналах попереднього зразка, номінал став позначатися повністю: «копійок». На зворотному боці монет містився герб СРСР зразка 1956 року. У номіналів від 1 до 50 копійок під гербом була абревіатура «СССР», а на 1 карбованці вказувалася повна назва країни словами навколо герба: «Союз Радянських Соціалістичних Республік». Гурт монет: номіналами від 1 до 20 копійок — рубчастий, а монет в 50 копійок і 1 карбованець був гладеньким з написами, що позначали номінал і рік карбування, які розділяли зірки. З 1961 року монети цього типу карбувалися майже щорічно.
Дизайн монет зразка 1961 року був розроблений ще у 50-х роках. 24 лютого 1958 року Рада Міністрів СРСР Постановою «Про виготовлення монет нового номіналу і сплаву» затвердила малюнки, зразки і опис монет нового зразка. Підготовка до карбування монет почалася на Ленінградському монетному дворі в березні 1958 року. Виготовлення самих же монет проводилося з літа і було закінчено на початку наступного року. Монети карбувалися 12 різних номіналів — від 1 копійки до 5 карбованців. Таким чином, виготовлявся не тільки звичайний набір монет з семи номіналів від 1 до 20 копійок, але й карбувалися монети більших номіналів в 50 копійок, 1, 2, 3 і 5 карбованці. Монетна реформа 1958 року за задумом тодішнього керівника М. С. Хрущова повинна була забезпечити продаж товарів населенню через торгівельні автомати, які були пристосовані до прийому монет будь-якого номіналу, за ревальваційним курсом 1:10. Ця ідея прийшла до Хрущова після відвідування країн капіталістичного світу, де існувала система роздрібної торгівлі товарами через автомати. У 1958 році в усі відділення Державного банку країни були розіслані викарбувані в достатній кількості монети, але через невідомі причини грошова реформа була відкладена. Всю кількість монет було повернуто в Держбанк і направлено на переплавку. Але невелика частина випущених в 1958 році монет потрапила в обіг. Це були монети дрібних номіналів, до 50 копійок. Монети більших номіналів в обіг не надійшли. Згодом дизайн монет від 1 копійки до 1 карбованця 1958 року послужив оформленням аналогічних номіналів, випущених в 1961 році.
У ході підготовки до грошової реформи 1961 року також порушувалося питання про доцільність випуску монети номіналом в 1/2 копійки, оскільки в ході перерахунку цін і тарифів неминуче повинні були утворитися інтервали в 0,5 копійки. Однак пропозицію про введення 1/2 копійки не було прийнято, оскільки за своїми розмірами і вагою монета номіналом в 1 копійку стояла на межі практичної зручності для щоденного застосування. Зближення ваги і розмірів двох монет різних номіналів неминуче потягло б за собою помилки і зловживання.
Монети зразка 1961 року випускалися протягом тридцяти одного року. На монетах, випущених 1991 року, під гербом ставився знак монетного двору — літера «м» або «л» (існують рідкісні варіанти без знака, іноді зустрічається знак і на 5 копійках 1990 року). Також між 1961—1991 роками на обох монетних дворах СРСР (Московський і Ленінградський) для нумізматів випускалися набори радянських монет від 1 копійки до 1 карбованця в стані анциркулейтед або пруф. Формально монети зразка 1961 року залишалися законним платіжним засобом в Росії до 1 січня 1999 року. До 2003 року їх можна було обміняти в управліннях Банку Росії в кількостях, кратних 1 новій копійці.
| Монети зразка 1961 року | Монети зразка 1961 року | Монети зразка 1961 року | Монети зразка 1961 року | Монети зразка 1961 року | Монети зразка 1961 року                                         | Монети зразка 1961 року                                | Монети зразка 1961 року                  | Монети зразка 1961 року                                      | Монети зразка 1961 року | Монети зразка 1961 року | Монети зразка 1961 року |
| Зображення              | Номінал                 | Діаметр (мм)            | Товщина (мм)            | Маса (г)                | Матеріал                                                        | Опис                                                   | Опис                                     | Опис                                                         | Введення                | Карбування              | Вилучення               |
| Зображення              | Номінал                 | Діаметр (мм)            | Товщина (мм)            | Маса (г)                | Матеріал                                                        | Гурт                                                   | Реверс                                   | Аверс                                                        | Введення                | Карбування              | Вилучення               |
| ----------------------- | ----------------------- | ----------------------- | ----------------------- | ----------------------- | --------------------------------------------------------------- | ------------------------------------------------------ | ---------------------------------------- | ------------------------------------------------------------ | ----------------------- | ----------------------- | ----------------------- |
|                         | 1 копійка               | 15                      | 0.9                     | 1                       | Мідно-цинково-марганцевий сплав (Cu58—60 %, Zn37—39 %, Mn1—2 %) | Рубчастий                                              | Номінал, рік випуску, рослинний орнамент | Напис «СССР», герб СРСР                                      | 1 січня 1961            | 1961—1991               | 1 січня 1999            |
|                         | 2 копійки               | 18                      | 1.1                     | 2                       | Мідно-цинково-марганцевий сплав (Cu58—60 %, Zn37—39 %, Mn1—2 %) | Рубчастий                                              | Номінал, рік випуску, рослинний орнамент | Напис «СССР», герб СРСР                                      | 1 січня 1961            | 1961—1991               | 1 січня 1999            |
|                         | 3 копійки               | 22                      | 1,3                     | 3                       | Мідно-цинково-марганцевий сплав (Cu58—60 %, Zn37—39 %, Mn1—2 %) | Рубчастий                                              | Номінал, рік випуску, рослинний орнамент | Напис «СССР», герб СРСР                                      | 1 січня 1961            | 1961—1963 1965—1991     | 1 січня 1999            |
|                         | 5 копійок               | 25                      | 1.5                     | 5                       | Мідно-цинково-марганцевий сплав (Cu58—60 %, Zn37—39 %, Mn1—2 %) | Рубчастий                                              | Номінал, рік випуску, рослинний орнамент | Напис «СССР», герб СРСР                                      | 1 січня 1961            | 1961—1963 1965—1991     | 1 січня 1999            |
|                         | 10 копійок              | 17,27                   | 1.2                     | 1,8                     | Мідно-цинково- нікелевий сплав (Cu58 %, Zn30 %, Ni12 %)         | Рубчастий                                              | Номінал, рік випуску, рослинний орнамент | Напис «СССР», герб СРСР                                      | 1 січня 1961            | 1961—1963 1965—1991     | 1 січня 1999            |
|                         | 15 копійок              | 19,56                   | 1.3                     | 2,5                     | Мідно-цинково- нікелевий сплав (Cu58 %, Zn30 %, Ni12 %)         | Рубчастий                                              | Номінал, рік випуску, рослинний орнамент | Напис «СССР», герб СРСР                                      | 1 січня 1961            | 1961—1963 1965—1991     | 1 січня 1999            |
|                         | 20 копійок              | 21,8                    | 1.5                     | 3,4                     | Мідно-цинково- нікелевий сплав (Cu58 %, Zn30 %, Ni12 %)         | Рубчастий                                              | Номінал, рік випуску, рослинний орнамент | Напис «СССР», герб СРСР                                      | 1 січня 1961            | 1961—1963 1965—1991     | 1 січня 1999            |
|                         | 50 копійок              | 24                      | 1,7                     | 4,4                     | Мідно-цинково- нікелевий сплав (Cu58 %, Zn30 %, Ni12 %)         | Плаский з написом «50 копеек», рік випуску, дві зірки  | Номінал, рік випуску, рослинний орнамент | Напис «СССР», герб СРСР                                      | 1 січня 1961            | 1961—1991               | 1 січня 1999            |
|                         | 1 карбованець           | 27                      | 1,9                     | 7,5                     | Мідно-цинково- нікелевий сплав (Cu58 %, Zn30 %, Ni12 %)         | Плаский з написом «один рубль», рік випуску, дві зірки | Номінал, рік випуску, рослинний орнамент | Напис «Союз Советских Социалистических Республик», герб СРСР | 1 січня 1961            | 1961—1991               | 1 січня 1999            |

### Пам'ятні і ювілейні монети 1965—1991 років

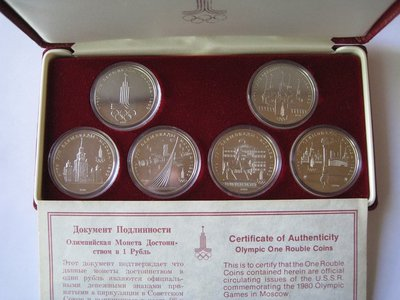
Серія пам'ятних монет в 1 карбованець, присвячених Олімпіаді-80, в футлярі з сертифікатом

В 1965—1991 роках на Московському і Ленінградському монетних дворах карбувалися пам'ятні і ювілейні монети СРСР. Монети випускалися на честь різних ювілейних подій, ювілеїв видатних особистостей, а також пам'ятників архітектури і тварин. Всього було випущено 163 монети. Монети випускалися трьох видів: звичайної якості, пруф і анциркулейтед.
Карбувалися дві категорії монет: з недорогоцінних металів (мідно-нікелевий сплав і біметал) номіналом 10, 15, 20, 50 копійок і 1, 3 та 5 карбованців та з дорогоцінних металів (срібло, золото, платина і паладій) номіналом 3, 5, 10, 25, 50, 100 і 150 карбованців.
Монети з недорогоцінних металів звичайної якості карбування надходили в обіг, а екземпляри високої якості (пруф і анциркулейтед) можна було купити в сувенірних магазинах, на спеціальних заходах тощо. Монети з дорогоцінних металів випускалися лише високої якості карбування, в обіг не надходили і йшли переважно на експорт.

### Інвестиційні монети 1975—1982 років

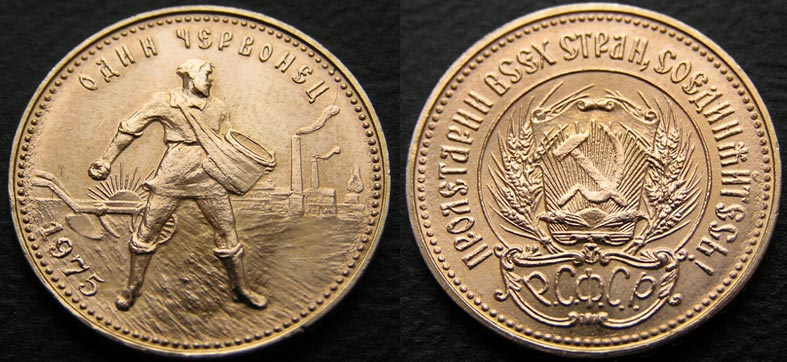
Золотий червінець 1975 року

У 1975—1982 роках Держбанк СРСР продовжив випуск червінця «Сіяч» 1923 року у вигляді інвестиційних монет. Спочатку випустили 250 000 монет, з 1976-го по 1982 роки щорічно випускалося по 1 мільйону золотих монет, у якості анциркулейтед. Крім того, у 1980 році до Московської олімпіади випустили 100 000 монет у якості пруф
Золоті червінці нового випуску продавали переважно іноземним туристам і використовували у зовнішньоторговельних операціях. Але того ефекту, на який розраховував Держбанк, досягнуто не було (ціна монет трохи перевищувала вартість їхнього золотого вмісту).

### Банківські білети зразка 1991 року
В ході грошової реформи 1991 року спочатку були випущені 23 січня нові купюри в 50 і 100 карбованців зразка 1991 року. Старі купюри зразка 1961 року у 50 і 100 карбованців вилучалися, а номінали від 1 до 25 карбованців перебували в обігу нарівні з новими, зразка 1991 року.
27 червня вийшли нові купюри номіналом в 1, 3, 5 і 10 карбованців з датуванням 1991 року. Паперові гроші зразка 1991 року було випущено за оформленням по аналогії з купюрами 1961 року з додаванням нових кольорів і невеликою зміною елементів оформлення. З тексту на купюрах від 1 до 10 карбованців були прибрані слова, що позначають їхній номінал мовами народів СРСР. На купюрах всіх номіналів зразка 1991 року було позначення «Білет Державного Банку СРСР», вони друкувалися на білому папері з глянцевою поверхнею з одного боку. На дрібних номіналах металографія змінилася дешевшим у виробництві офсетним друком. У купюр в 1, 3 і 5 карбованців був змінений водяний знак замість темних і світлих зірок, що використовувалися на купюрах зразка 1961 року, з'явився водяний знак у вигляді темних п'ятикутних зірок і темних хвилястих смуг. Нова купюра у 25 карбованців не випускалася.
Оскільки друкарні Держзнаку не справлялися з виготовленням зростаючої маси грошових знаків, протягом 1991 року вирішили запровадити в обіг нові купюри, «Білети Державного банку СРСР» номінальною вартістю 200, 500 та 1000 карбованців, які не встигли надійти у регіональні відділення Держбанку СРСР. Купюри цієї емісії використовувались лише в Російській Федерації. 19 березня з'явилася купюра 1000 карбованців, 2 квітня — 200 карбованців, 26 грудня — 500 карбованців. Вони виготовлялися на білому папері з вкрапленням кольорових захисних волокон й містили водяний знак, який зображав на білому купонному полі портрет В. І. Леніна. Банкноти містили портрет В. І. Леніна, герб СРСР, тексти про забезпечення та про покарання за підробку грошей, аналогічні купюрам 1961 року. Були відсутні слова, що позначають їхній номінал мовами народів СРСР, усі слова були лише російською мовою. Банкноти мали дату «1991» й два семизначні серійні номери. Зворотний бік 200 карбованців містив зображення Палацу з'їздів і Троїцької вежі, 500 карбованців — будівлі Президії ВР СРСР і Спаської вежі, а 1000 карбованців — Собору Василія Блаженного і Спаської вежі з боку Василівського спуску.
| Банківські білети зразка 1991 року | Банківські білети зразка 1991 року | Банківські білети зразка 1991 року | Банківські білети зразка 1991 року | Банківські білети зразка 1991 року | Банківські білети зразка 1991 року                                                                   | Банківські білети зразка 1991 року | Банківські білети зразка 1991 року | Банківські білети зразка 1991 року | Банківські білети зразка 1991 року | Банківські білети зразка 1991 року |
| Зображення                         | Зображення                         | Номінал (карбованців)              | Розміри (мм)                       | Основні кольори                    | Опис                                                                                                 | Опис | Опис                               | Введення                           | Друк                               | Вилучення                          |
| Лицьова сторона                    | Зворотна сторона                   | Номінал (карбованців)              | Розміри (мм)                       | Основні кольори                    | Лицьова сторона                                                                                      | Зворотна сторона | Водяний знак                       | Введення                           | Друк                               | Вилучення                          |
| ---------------------------------- | ---------------------------------- | ---------------------------------- | ---------------------------------- | ---------------------------------- | --- | --- | ---------------------------------- | ---------------------------------- | ---------------------------------- | ---------------------------------- |
|                                    |                                    | 1                                  | 105×53                             | Бежевий червоний                   | Герб СРСР, номінал цифрами і прописом, напис про забезпечення                                        | Номінал цифрами і прописом російською мовою, напис про покарання за підробку                                                             | Зірки, хвилясті смуги              | 27 червня 1991                     | 1991                               | 31 грудня 1993                     |
|                                    |                                    | 3                                  | 113×57                             | Зелений рожевий                    | Герб СРСР, номінал і прописом, вид на Московський кремль, напис про забезпечення                     | Номінал цифрами і прописом російською мовою, напис про покарання за підробку                                                             | Зірки, хвилясті смуги              | 27 червня 1991                     | 1991                               | 31 грудня 1993                     |
|                                    |                                    | 5                                  | 113×57                             | Блакитний рожевий                  | Герб СРСР, номінал і прописом, Спаська вежа Московського Кремля, напис про забезпечення              | Номінал цифрами і прописом російською мовою, напис про покарання за підробку                                                             | Зірки, хвилясті смуги              | 27 червня 1991                     | 1991                               | 31 грудня 1993                     |
|                                    |                                    | 10                                 | 124×62                             | Червоний рожевий                   | Профіль В. І. Леніна, герб СРСР, номінал цифрами і прописом російською мовою, напис про забезпечення | Номінал цифрами і прописом російською мовою, напис про покарання за підробку                                                             | Темні і світлі зірки               | 27 червня 1991                     | 1991                               | 31 грудня 1993                     |
|                                    |                                    | 50                                 | 140×71                             | Зелений жовтий                     | Профіль В. І. Леніна, герб СРСР, номінал цифрами і прописом російською мовою, напис про забезпечення | Номінал цифрами і прописом офіційними мовами республік СРСР, Великий кремлівський палац, Тайницька вежа, напис про покарання за підробку | профіль Леніна                     | 23 січня 1991                      | 1991                               | 26 липня 1993                      |
|                                    |                                    | 100                                | 140×71                             | Бежевий коричневий синій           | Профіль В. І. Леніна, герб СРСР, номінал цифрами і прописом російською мовою, напис про забезпечення | Номінал цифрами і прописом офіційними мовами республік СРСР, Водовзводна вежа, напис про покарання за підробку                           | профіль Леніна                     | 23 січня 1991                      | 1991                               | 26 липня 1993                      |
|                                    |                                    | 200                                | 144×71                             | Зелений коричневий                 | Профіль В. І. Леніна, герб СРСР, номінал цифрами і прописом російською мовою, напис про забезпечення | Номінал цифрами і прописом російською мовою, Палац З'їздів, Троїцька вежа, напис про покарання за підробку                               | профіль Леніна                     | 2 квітня 1991                      | 1991                               | 26 липня 1993                      |
|                                    |                                    | 500                                | 144×71                             | Червоний бордовий зелений          | Профіль В. І. Леніна, герб СРСР, номінал цифрами і прописом російською мовою, напис про забезпечення | Номінал цифрами і прописом російською мовою, будівля президії ВР СРСР, Спаська вежа, напис про покарання за підробку                     | профіль Леніна                     | 26 грудня 1991                     | 1991                               | 26 липня 1993                      |
|                                    |                                    | 1000                               | 144×71                             | Зелений коричневий                 | Профіль В. І. Леніна, герб СРСР, номінал цифрами і прописом російською мовою, напис про забезпечення | Номінал цифрами і прописом російською мовою, вид на Московський кремль і Собор Василія Блаженного, напис про покарання за підробку       | профіль Леніна                     | 19 березня 1991                    | 1991                               | 26 липня 1993                      |

### Монети зразка 1991 року

Гурт 10 карбованців зразка 1991 року.

Наприкінці 1991 року Держбанком СРСР великими тиражами було випущено в обіг п'ять монет нового зразка номіналами 10 і 50 копійок та 1, 5 і 10 карбованців. Монети мали абсолютно новий дизайн і за своїми технічними параметрами (матеріал, діаметр, товщина, маса) відрізнялися від монет зразка 1961 року, які перебували на той час в обігу Поява більших номіналів в 5 і 10 карбованців стала відображенням інфляційних процесів, які відбувалися в країні.
Першою з цієї серії була випущена 6 квітня 1991 року монета в 10 копійок, яка мала нове оформленням і складалася з нового матеріалу (сталь, плакована бронзою). Потім, 29 грудня 1991 року, з'явилися монети номіналами 50 копійок та 1, 5 і 10 карбованців. Також планувалося випустити в обіг монети номіналами в 1, 5 і 20 копійок. У зв'язку з інфляцією необхідність виготовлення цих номіналів відпала.
Вперше на радянських монетах був відсутній державний герб, а замість нього зобразили Спаську вежу Московського Кремля, купол будівлі Верховної Ради СРСР і напис «Державний банк СРСР». Особливістю номіналу в 10 карбованців було в тому, що це перша біметалічна монета СРСР (в кільце з мідно-нікелевого сплаву було вмонтовано бронзову вставку). На момент введення цієї монети в обіг сума в 10 карбованців була досить значною, тому виникло питання посиленого захисту від підробок. Біметал на той момент виглядав ідеальним рішенням через складну технологію виробництва заготовок для таких монет. Великою рідкістю вважаються монети в 10 карбованців з датою «1992», хоча Радянського Союзу в той час вже не існувало. Ймовірно, що вони були викарбувані в невеликій кількості наприкінці 1991 року.
На Московському монетному дворі карбувалися монети номіналами в 10 копійок, 5 і 10 карбованців. Ленінградський монетний двір карбував монети в 50 копійок, 1, 5 і 10 карбованців. В обігу монети зразка 1991 року зустрічалися дуже рідко і ходили близько року між 1991 та 1992 роками на території Росії, оскільки згодом у зв'язку зі швидким зростанням інфляції необхідність у таких номіналах відпала. Проте формально вони нарівні з монетами номіналом в 1, 2 і 3 копійки зразка 1961 року й далі залишалися законним платіжним засобом в Росії до 1 січня 1999 року.
| Монети зразка 1991 року | Монети зразка 1991 року | Монети зразка 1991 року | Монети зразка 1991 року | Монети зразка 1991 року | Монети зразка 1991 року                                    | Монети зразка 1991 року                        | Монети зразка 1991 року                             | Монети зразка 1991 року                                                       | Монети зразка 1991 року | Монети зразка 1991 року | Монети зразка 1991 року |
| Зображення              | Номінал                 | Діаметр (мм)            | Товщина (мм)            | Маса (г)                | Матеріал                                                   | Опис                                           | Опис                                                | Опис                                                                          | Введення                | Карбування              | Вилучення               |
| Зображення              | Номінал                 | Діаметр (мм)            | Товщина (мм)            | Маса (г)                | Матеріал                                                   | Гурт                                           | Реверс                                              | Аверс                                                                         | Введення                | Карбування              | Вилучення               |
| ----------------------- | ----------------------- | ----------------------- | ----------------------- | ----------------------- | ---------------------------------------------------------- | ---------------------------------------------- | --------------------------------------------------- | ----------------------------------------------------------------------------- | ----------------------- | ----------------------- | ----------------------- |
|                         | 10 копійок              | 17,6                    | 1,25                    | 2,3                     | Сталь, плакована бронзою                                   | Плаский                                        | Номінал, рік випуску, пшеничний колос, дубова гілка | Напис: «Государственный банк СССР», Спаська вежа, будівля Верховної Ради СРСР | 1991                    | 1991                    | 1 січня 1999            |
|                         | 50 копійок              | 18                      | 1,25                    | 2,3                     | Мідно-нікелевий сплав                                      | Рубчастий                                      | Номінал, рік випуску, пшеничний колос, дубова гілка | Напис: «Государственный банк СССР», Спаська вежа, будівля Верховної Ради СРСР | 1991                    | 1991                    | 1 січня 1999            |
|                         | 1 карбованець           | 21                      | 1,45                    | 3,75                    | Мідно-нікелевий сплав                                      | Рубчастий                                      | Номінал, рік випуску, пшеничний колос, дубова гілка | Напис: «Государственный банк СССР», Спаська вежа, будівля Верховної Ради СРСР | 1991                    | 1991                    | 1 січня 1999            |
|                         | 5 карбованців           | 24                      | 1,6                     | 5,25                    | Мідно-нікелевий сплав                                      | Переривчасто-рубчастий: 15 ділянок по 8 рифів  | Номінал, рік випуску, пшеничний колос, дубова гілка | Напис: «Государственный банк СССР», Спаська вежа, будівля Верховної Ради СРСР | 1991                    | 1991                    | 1 січня 1999            |
|                         | 10 карбованців          | 25                      | 1,95                    | 6,25                    | Кільце: мідно-нікелевий сплав. Центр: мідно-цинковий сплав | Переривчасто-рубчастий: 12 ділянок по 10 рифів | Номінал, рік випуску, пшеничний колос, дубова гілка | Напис: «Государственный банк СССР», Спаська вежа, будівля Верховної Ради СРСР | 1991                    | 1991 1992               | 1 січня 1999            |

### Банківські білети зразка 1992 року
Попри те що Радянський Союз розпався в грудні 1991 року після підписання Біловезьких угод, грошові знаки з символікою СРСР випускалися й далі. У лютому 1992 року було оголошено про випуск модифікованих банкнот номіналами 10, 50 і 100 карбованців зразка 1991 року, які стали останніми грошами СРСР. Першою 4 березня була випущена банкнота в 100 карбованців з датою 1991 року. Купюра номіналом 10 карбованців так і не була випущена в зв'язку з посиленням інфляційних процесів. 1 липня 1992 року було випущено в обіг банкноти великих номіналів: 50, 200, 500 і 1000 карбованців. За зовнішнім виглядом ці банкноти відповідали купюрам Державного банку СРСР зразка 1991 року. Основними відмінностями цих купюр від зразків 1991 року стали додаткові цифри номіналу на білому купонному полі заднього боку (на купюрі 100 карбованців з обох боків), дата випуску, яка вказувалася на задньому боці (крім 100 карбованців,) і відсутність зображення Леніна на водяному знаку. На купюрах 100, 500 і 1000 карбованців застосовувався водяний знак у вигляді темних і світлих п'ятикутних зірок по всьому полю, а на купюрах в 50 і 200 карбованців хвилясті смуги й п'ятикутні зірки. На 50 і 100 карбованцях були прибрані слова, що позначають їх вартість мовами народів СРСР. Банкноти 1992 року виготовлялися з білого паперу з вкрапленням кольорових захисних волокон. Фактично ці грошові знаки випускалися за старими заготовками від імені Державного банку СРСР Центральним банком Росії.
Банкноти зразка 1992 року випускалися в рамках «рубльової зони» — валютного союзу, що існував у 1991—1994 роках. До валютного союзу входили колишні радянські республіки, які використовували спільну валюту — карбованець СРСР. Розпад зони почався наприкінці 1991 — початку 1992 року, коли Росія, Литва, Україна та деякі інші держави ввели в паралельний готівковий обіг власні валюти. Поява національних валют у всіх державах призвела до небезпеки витіснення старих радянських карбованців у якусь одну країну. За цих обставин у 1993 році Банк Росії був змушений здійснити випуск нових банкнот, якими було замінено раніші випуски. Банкноти СРСР зразків 1961, 1991 і 1992 років, які були в обігу нарівні з банкнотами Банку Росії, вилучалися Росією з обігу з 26 липня 1993 року. Обмін купюр випусків 1991—1992 років проводився в установі Ощадного банку Росії до 1 вересня 1993 року.
| Банківські білети зразка 1992 року | Банківські білети зразка 1992 року | Банківські білети зразка 1992 року | Банківські білети зразка 1992 року | Банківські білети зразка 1992 року | Банківські білети зразка 1992 року                                                                   | Банківські білети зразка 1992 року                                                                                                 | Банківські білети зразка 1992 року | Банківські білети зразка 1992 року | Банківські білети зразка 1992 року | Банківські білети зразка 1992 року |
| Зображення                         | Зображення                         | Номінал (карбованців)              | Розміри (мм)                       | Основні кольори                    | Опис                                                                                                 | Опис | Опис                               | Введення                           | Друк                               | Вилучення                          |
| Лицьова сторона                    | Зворотна сторона                   | Номінал (карбованців)              | Розміри (мм)                       | Основні кольори                    | Лицьова сторона                                                                                      | Зворотна сторона | Водяний знак                       | Введення                           | Друк                               | Вилучення                          |
| ---------------------------------- | ---------------------------------- | ---------------------------------- | ---------------------------------- | ---------------------------------- | --- | --- | ---------------------------------- | ---------------------------------- | ---------------------------------- | ---------------------------------- |
|                                    |                                    | 50                                 | 140×71                             | Зелений жовтий                     | Профіль В. І. Леніна, герб СРСР, номінал цифрами і прописом російською мовою, напис про забезпечення | Номінал цифрами і прописом російською мовою, Великий кремлівський палац, Тайницька вежа, напис про покарання за підробку           | Зірки, хвилясті смуги              | 1 липня 1992                       | 1992                               | 26 липня 1993                      |
|                                    |                                    | 100                                | 140×71                             | Бежевий коричневий синій           | Профіль В. І. Леніна, герб СРСР, номінал цифрами і прописом російською мовою, напис про забезпечення | Номінал цифрами і прописом російською мовою, Водовзводна вежа, напис про покарання за підробку                                     | Темні і світлі зірки               | 4 березня 1992                     | 1991                               | 26 липня 1993                      |
|                                    |                                    | 200                                | 144×71                             | Зелений коричневий                 | Профіль В. І. Леніна, герб СРСР, номінал цифрами і прописом російською мовою, напис про забезпечення | Номінал цифрами і прописом російською мовою, Палац З'їздів, Троїцька вежа, напис про покарання за підробку                         | Зірки, хвилясті смуги              | 1 липня 1992                       | 1992                               | 26 липня 1993                      |
|                                    |                                    | 500                                | 144×71                             | Червоний бордовий зелений          | Профіль В. І. Леніна, герб СРСР, номінал цифрами і прописом російською мовою, напис про забезпечення | Номінал цифрами і прописом російською мовою, будівля президії ВР СРСР, Спаська вежа, напис про покарання за підробку               | Темні і світлі зірки               | 1 липня 1992                       | 1992                               | 26 липня 1993                      |
|                                    |                                    | 1000                               | 144×71                             | Зелений коричневий                 | Профіль В. І. Леніна, герб СРСР, номінал цифрами і прописом російською мовою, напис про забезпечення | Номінал цифрами і прописом російською мовою, вид на Московський кремль і Собор Василія Блаженного, напис про покарання за підробку | Темні і світлі зірки               | 1 липня 1992                       | 1992                               | 26 липня 1993                      |

## Відмова від радянського карбованця і розпад зони карбованця
З 26 липня по 7 серпня 1993 року в Росії була проведена конфіскаційна грошова реформа, в ході якої з грошового обігу було вилучено казначейські білети і білети Держбанку СРСР. Реформа також вирішила завдання з розділення грошових систем Росії та інших країн СНД, які використовували карбованець як платіжний засіб у внутрішньому грошовому обігу.
Протягом 1992—1993 років колишні радянські республіки ввели власні валюти, деякі з паралельним ходінням карбованця-рубля. Винятком був Таджикистан (радянський карбованець зберіг ходіння до 1995 року).

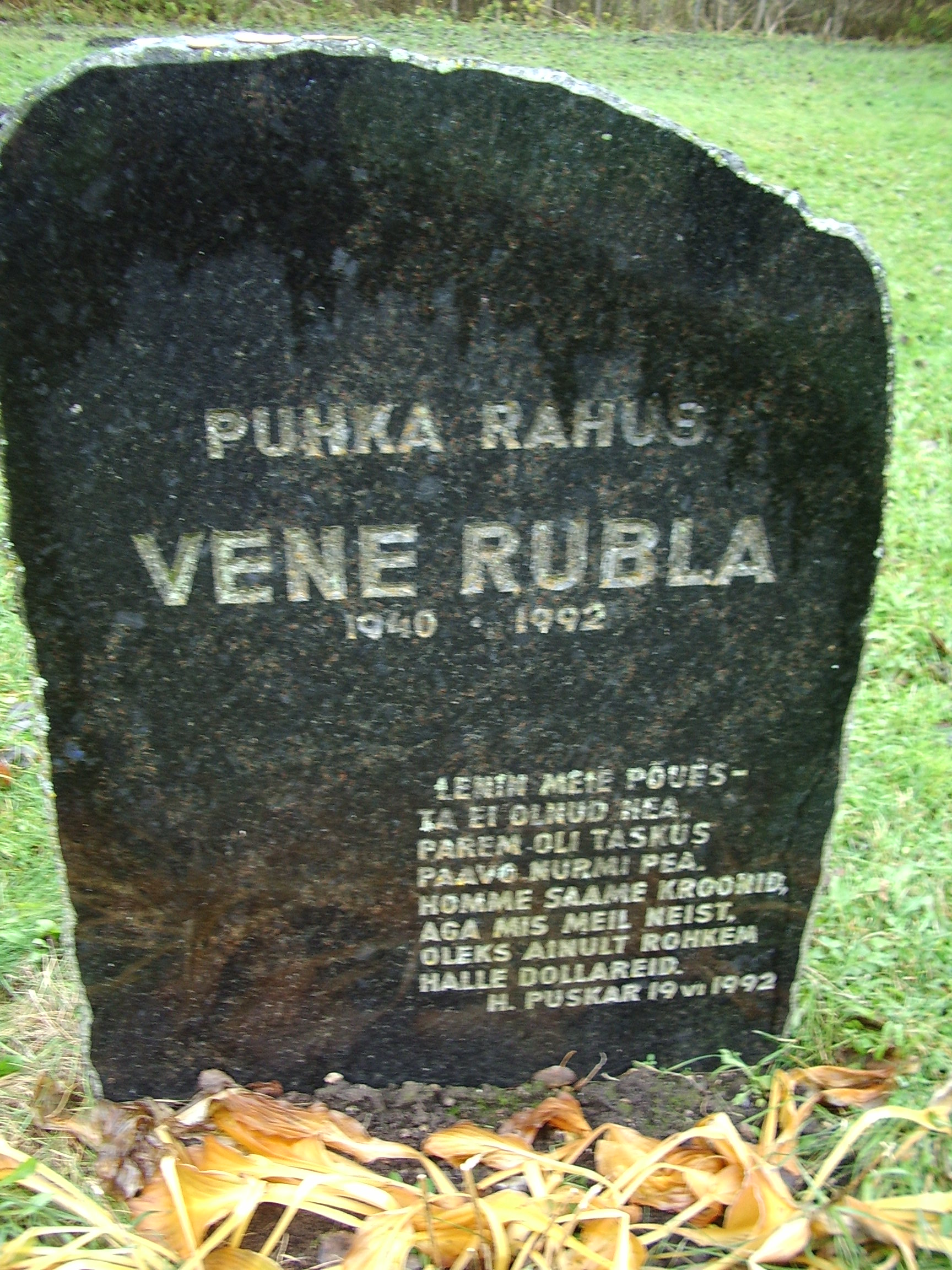
Пам'ятник карбованцю у вигляді надгробка у селі Паяка, Естонія. «Спочивай з миром, російський рубль (1940—1992)», — свідчить напис

| Країна                                   | Нова валюта                               | Обмінний курс                                                    | Дата введення                             |
| ---------------------------------------- | ----------------------------------------- | ---------------------------------------------------------------- | ----------------------------------------- |
| Вірменія Нагірно-Карабаська Республіка   | Вірменський драм                          | 200 радянських карбованців                                       | 22 листопада 1993                         |
| Азербайджан (крім Нагірного Карабаху)    | Азербайджанський манат                    | 10 радянських карбованців 5000 старих манатів                    | 15 серпня 1992 1 січня 2006               |
| Білорусь                                 | Білоруський рубль                         | 10 радянських карбованців 1000 старих рублів 10000 старих рублів | 25 травня 1992 1 січня 2000 1 липня 2016  |
| Грузія (крім Абхазії і Південної Осетії) | Грузинський купон Грузинський ларі        | 1 радянський карбованець 1 000 000 купонів ларі                  | 5 квітня 1993 2 жовтня 1995               |
| Казахстан                                | Казахстанський теньге                     | 500 радянських карбованців                                       | 15 листопада 1993                         |
| Киргизія                                 | Киргизький сом                            | 200 радянських карбованців                                       | 10 травня 1993                            |
| Латвія                                   | Латвійський рубль Латвійський лат Євро    | 1 радянський карбованець 200 латвійських рублів 0,702804 лата    | 7 травня 1992 5 березня 1993 1 січня 2014 |
| Литва                                    | Литовський талон Литовський лит Євро      | 1 радянський карбованець 100 талонів 3,45280 літа                | 5 серпня 1991 25 червня 1993 1 січня 2015 |
| Молдова (крім Придністров'я)             | Молдовський купон Молдовський лей         | 1 радянський карбованець 1000 купонів                            | 10 червня 1992 29 листопада 1993          |
| Росія Республіка Абхазія Південна Осетія | Російський рубль                          | 1 радянський карбованець 1000 старих рублів                      | 26 липня 1993 1 січня 1998                |
| border Придністров'я                     | Придністровський рубль                    | 1 радянський карбованець 1 000 000 старих рублів                 | 17 серпня 1994 1 січня 2001               |
| Таджикистан                              | Таджицький рубль Таджицький сомоні        | 100 радянських карбованців 1000 рублів                           | 10 травня 1995 30 жовтня 2000             |
| Туркменістан                             | Туркменський манат                        | 500 радянських карбованців 5000 старих манатів                   | 1 листопада 1993 1 січня 2009             |
| Україна                                  | Український карбованець Українська гривня | 1 радянський карбованець 100 000 карбованців                     | 10 січня 1992 2 вересня 1996              |
| Узбекистан                               | Сум-купон Узбецький сом                   | 1 радянський карбованець 1000 сум-купонів                        | 15 листопада 1993 1 липня 1994            |
| Естонія                                  | Естонська крона Євро                      | 10 радянських карбованців 15,6466 естонських крон                | 20 червня 1992 1 січня 2011               |

## Курс валют

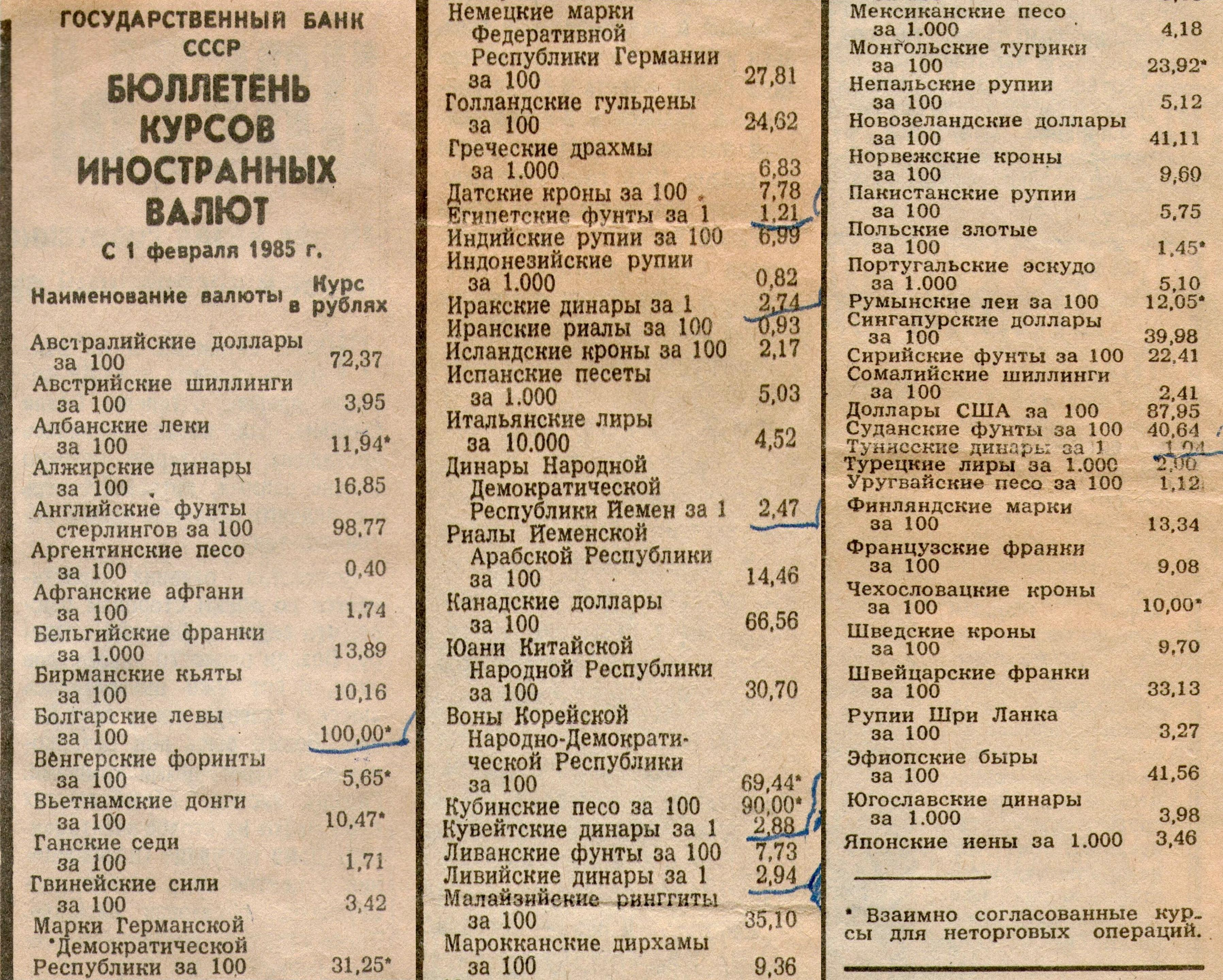
Бюлетень Держбанку СРСР з курсом іноземних валют до карбованця від 1 лютого 1985 року (газета «Известия»).

### Режим валютного курсу
Хоча офіційний курс радянського карбованця був прив'язаний до золота, але він діяв суто для зовнішньоторговельних операцій, на які була державна монополія. Пересічні радянські громадяни не мали права вільно володіти іноземною валютою у готівковій формі або на банківських рахунках. Навіть якщо вони її отримували, наприклад при роботі за кордоном, при поверненні в СРСР валюта обмінювалася за офіційним курсом на карбованці або на чеки Зовнішпосилторгу та Зовнішторгбанку. Іноземні громадяни могли використати валюту у спеціальних магазинах Торгзін (що діяв з 1930 по 1936 роки). Неофіційні операції з валютою були кримінальним злочином із покаранням аж до розстрілу. Проте, чорний валютний ринок існував і долар там коштував в середньому у 14-15 разів дорожче за офіційний курс. При цьому на чорному ринку основні операції проводилися не з валютою як такою, а з чеками Зовнішпосилторгу та Зовнішторгбанку, на які можна було купити дефіцитні товари у спеціальних магазинах.

### Офіційний курс
У 1924 році за долар США давали 2.22 карбованця, а в 1925 році курс становив 1.94 карбованця за долар. Тоді як реальний обмінний курс червінця (10 карбованців) в середині 1920-х років був у півтора рази нижчим зафіксованого державою. Після скасування конвертації червінців й введення в законодавстві СРСР обмежень на валютні операції у другій половині 1920-х років, країни Заходу перестали вважати радянські гроші вільно конвертованою валютою.
Істотна зміна купівельної спроможності радянських грошей середини 1930-х років у порівнянні з серединою 1920-х вимагала перегляду валютного курсу карбованця. Постановою РНК СРСР від 14 листопада 1935 року курс карбованця був прив'язаний до французького франка у співвідношенні: 3 франка = 1 карбованцю. Однак через девальвацію франка 29 жовтня 1936 року курс зафіксували на рівні 1 карбованець = 4,25 франка, а з 1937 року курс карбованця встановлювали на базі долара США. Тоді курс долара зафіксували на рівні 5 карбованців 30 копійок. Це співвідношення існувало до 1950 року, коли 1 долар став дорівнювати 4 карбованцям.. 1 березня 1950 року прив'язку карбованця до долара ліквідували і перевели на золоту основу. Тепер офіційний курс карбованця визначався на основі його золотого вмісту. Держбанку було доручено надалі визначати курс карбованця з урахуванням змін золотого вмісту іноземних валют.
У 1961 році радянський уряд прирівняв долар до 90 копійок, а 1973-го — до 75 копійок, що мотивувалася знеціненням долара у квітні через падіння цін на нафту.. З 1974 року курс карбованця до долара й інших валют став визначатися за методом валютного кошика, який спочатку включав 14, а пізніше 6 провідних конвертованих валют: долар США, марку ФРН, японську єну, фунт стерлінгів, французький і швейцарський франки..
У 1990 році курсовий бюлетень Держбанку СРСР став містити три рядки: «офіційний курс», «комерційний курс» і «спеціальний курс». Комерційний курс становив 1,8 карбованця за 1 долар США. Він визначався на базі триразового перевищення вартості іноземної валюти щодо офіційного курсу і був єдиним для всіх учасників зовнішньоекономічних зв'язків. Офіційний курс обчислювався на базі раніше встановленого паритету карбованця, використовувався переважно для економічного аналізу, міжнародних статистичних зіставлень, а також для розрахунків з погашення раніше виданих державних кредитів. Спеціальний курс застосовувався для продажу вільно конвертованих валют громадянам під час виїзду за кордон, а також під час купівлі цього виду валют. З 2 квітня 1991 року цей курс був скасований і валюта громадянам стала обмінюватися за ринковим курсом. До цього з середини 1960-х років і до жовтня 1990 року офіційний курс карбованця вказувався Держбанком у межах 90—60 копійок за 1 долар, який, на думку спеціалістів, не відповідав дійсності й був завищеним. На чорному ринку у 1960-х—1980-х роках 1 долар коштував 8-10 карбованців, а у 1990 році — 30—33 карбованців..
Офіційний курс карбованця за 1 долар США (Держбанк СРСР):
| - 1924-01-01 — 2.2000 - 1924-04-01 — 1.9405 - 1928-02-01 — 1.9434 - 1933-05-01 — 1.7474 - 1934-01-01 — 1.2434 - 1936-01-01 — 1.1516 | - 1937-07-19 — 5.3000 - 1950-02-01 — 5.3000 - 1950-03-01 — 4.0000 - 1960-12-01 — 4.0000 - 1961-01-01 — 0.9000 | - 1971-12-01 — 0.9000 - 1972-01-01 — 0.8290 - 1973-01-01 — 0.8260 - 1974-01-01 — 0.7536 - 1975-01-01 — 0.7300 | - 1976-01-01 — 0.7580 - 1977-01-01 — 0.7420 - 1978-01-01 — 0.7060 - 1979-01-01 — 0.6590 - 1980-01-03 — 0.6395 | - 1981-01-01 — 0.6750 - 1983-01-13 — 0.7070 - 1984-01-01 — 0.7910 - 1986-01-01 — 0.7585 - 1987-01-01 — 0.6700 | - 1988-01-06 — 0.5804 - 1989-01-04 — 0.6059 - 1990-01-03 — 0.6072 - 1991-01-02 — 0.5605 - 1992-01-01 — 0.5549 |

## Виготовлення грошей

### Друк банкнот

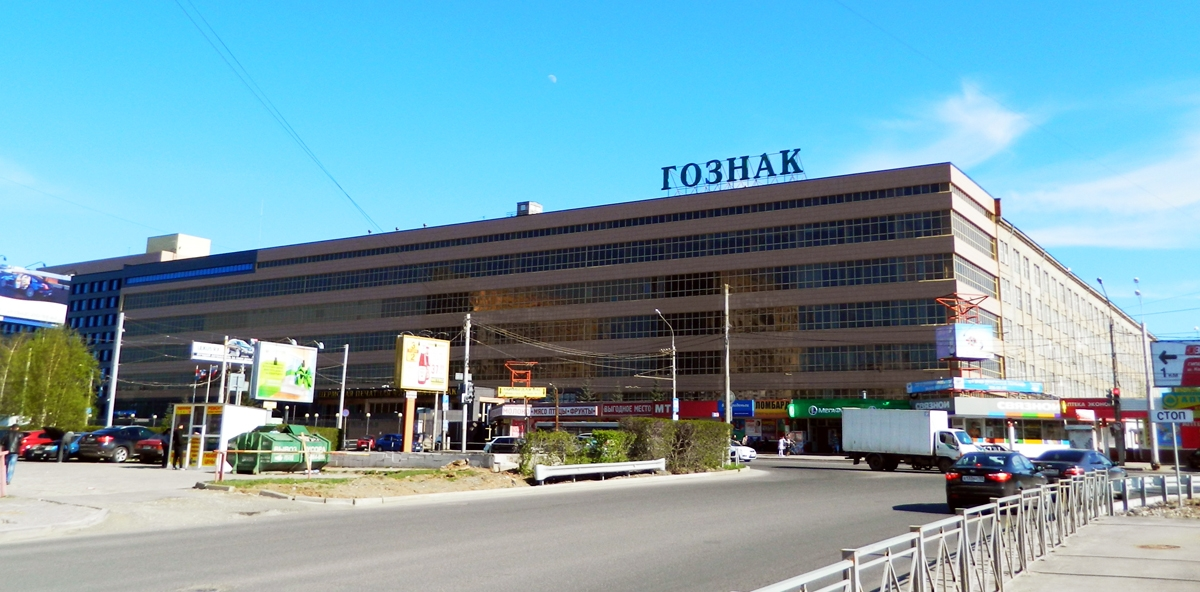
Одна з фабрик Держзнаку в Пермі, підприємства, яке займалося друком радянських банкнот

Протягом всього періоду існування радянського карбованця (1919—1992), друком його банкнот займалися фабрики «Держзнаку». Зокрема спеціалісти цього підприємства займалися й розробкою дизайну радянських банкнот. Найвідомішим таким спеціалістом став головний художник «Держзнаку», І. І. Дубасов, який створив дизайн більшості радянських банкнот. Затвердженням дизайну купюр займалися вожді країни, зокрема Й. В. Сталін та М. С. Хрущов.

### Монетні двори
Карбуванням монет в СРСР займалися Ленінградський та Московський монетні двори, які відносилися до «Держзнаку».
Вперше радянські монети почали карбувати 1921 року на Петроградському монетному дворі, на той час єдиному в країні. 1924 року підприємство перейменували на Ленінградський монетний двір. 1920-ті та 1930-ті відзначилися на монетному дворі постійним зростанням обсягів карбування розмінної монети.

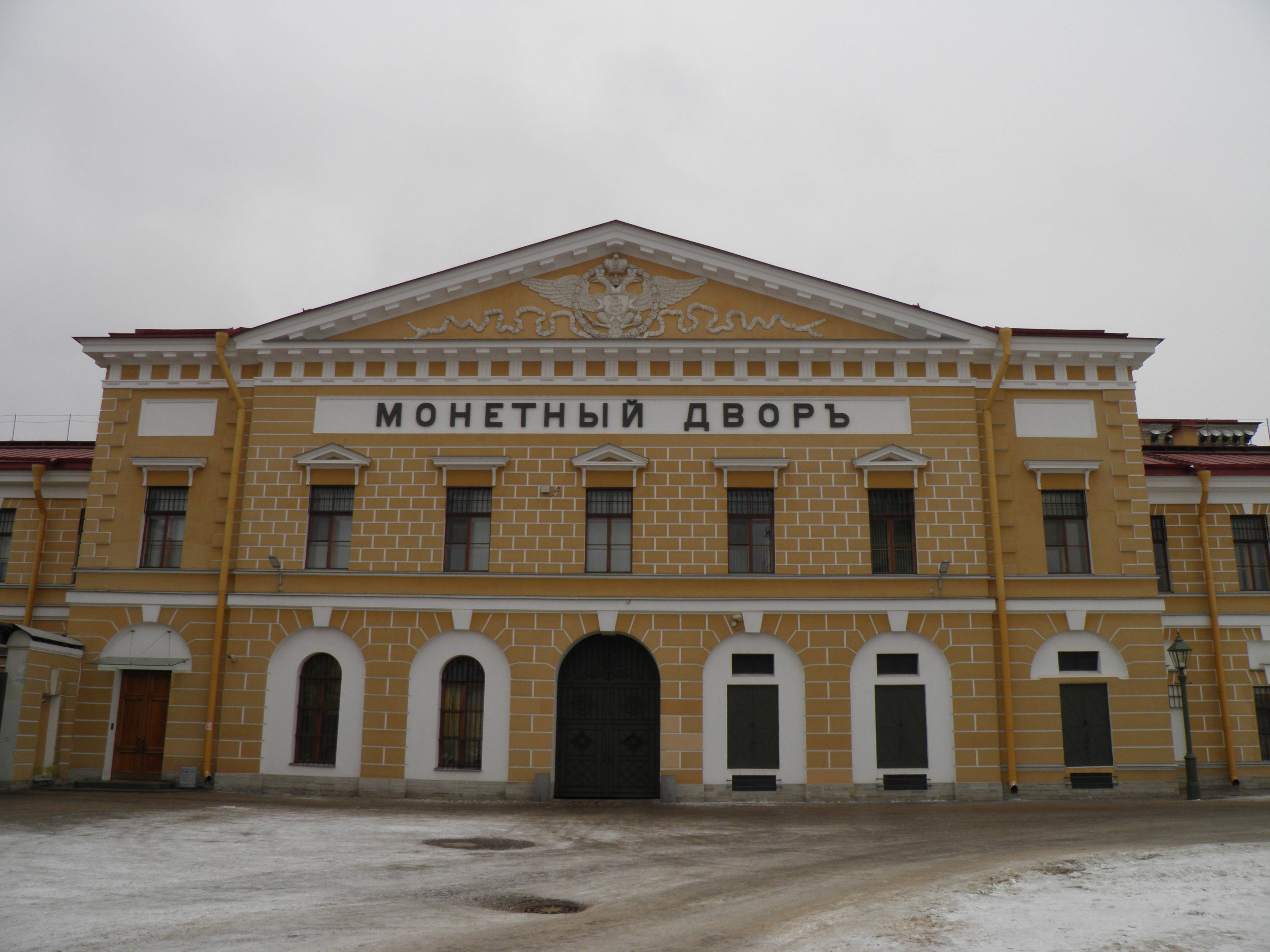
Санкт-Петербурзький монетний двір

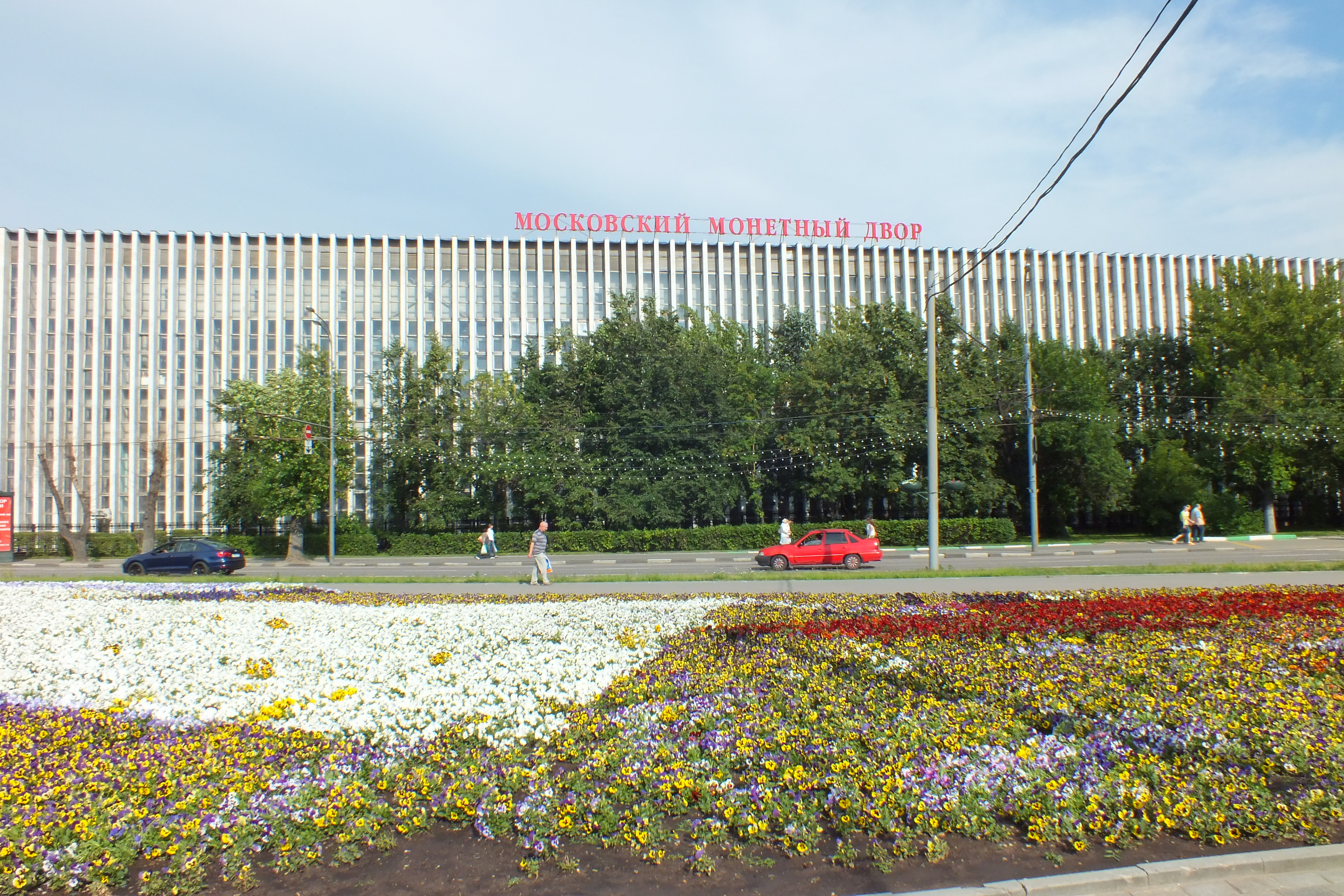
Московський монетний двір

У серпні 1941 року, у зв'язку з Німецько-радянською війною, основна частина обладнання Ленінградського монетного двору була евакуйована в Краснокамськ і розташована в приміщеннях паперової фабрики Держзнака. Наприкінці 1946 року Монетний двір остаточно повернувся в Ленінград. Краснокамський Монетний двір припинив свою роботу. Однак ще під час війни виробничих потужностей Краснокамського монетного двору бракувало, тому Рада Народних Комісарів СРСР доручила Наркомфіну СРСР створили Монетний двір у Москві. Таким чином, 25 квітня 1942 року, в СРСР був заснований ще один монетний двір — Московський, який спочатку переважно займався виготовленням нагород, значків, медалей тощо.
У 1950-ті роки найважливішим видом діяльності Ленінградського монетного двору продовжувало залишатися виробництво монети. Усього ж у період з 1950 по 1960 роки включно було виготовлено майже 15 млрд монет різних номіналів. Найважливішим замовленням стали роботи з підготовки грошової реформи 1961 року. Монети зразка 1961 року були основним видом продукції Монетного двору аж до 1991 року. Найбільших масштабів випуск монет досяг у 1980—1983 роках, коли в середньому карбувалося близько 145 млн на рік. 1965 року Міністерство фінансів спільно з Державним банком СРСР оголосили про випуск в обіг з 28 квітня першої радянської пам'ятної монети присвяченної 20-річчю перемоги в Німецько-радянській війні. Весь тираж монети було викарбувано на Ленінградському монетному дворі.
1975 року перед Олімпіадою-80 Ленінградський та Московський двори випускали серію пам'ятних монет на честь проведення цих ігор, серед яких були у якості «пруф». Загалом було виготовлено 45 найменувань монет цього типу із золота, платини, срібла та мідно-нікелевого сплаву. Це була нова для підприємств робота, досвіду виготовлення монет у якості «пруф» в країні ще не було, для її виконання за кордоном закупили нове технологічне обладнання. Надалі, у якості «пруф», в СРСР почалося регулярне карбування й інших типів пам'ятних монет з дорогоцінних металів. З 1983 року Московський монетний двір почав карбувати розмінну монету через велике зростання в країні попиту на неї, що було пов'язано зі збільшенням застосування автоматичних торгових апаратів, турнікетів тощо.
Окрім цього між 1975—1982 роками обидва монетні двори карбували золоті інвестиційні монети — червінець «Сіяч» для реалізації на закордонному ринку.
1970-ті та 1980-ті роки стали періодом «розквіту» карбування пам'ятних та ювілейних радянських монет — як у кількісному, так і якісному відношенні. З 1975 по 1991 роки на обидвох дворах було випущено: 67 видів мідно-нікелевих; 39 видів срібних, золотих, платинових та паладієвих, а також 2 види збірних монет. Між 1975—1991 роками випустили близько 150 млн таких монет. Тоді як за період 1988—1991 років нам нумізматичний ринок обома дворами було випущено 47 видів пам'ятних та ювілейних монет, виготовлених відповідно до світових стандартів колекційної якості.

## Елементи захисту
Традиційними елементами захисту радянських паперових грошей були: водяний знак, орловський та металографічний види друку, гільйоширні конфігурації малюнку, папір мав легкий відтінок основного кольору купюри. До початку 1920-х років захисту радянських паперових грошей від підробки приділялося мало уваги через часту зміну їхнього зовнішнього вигляду, причиною цього був недостатній рівень розвитку існуючої тоді поліграфічної технології. Однак захист радянських грошей від підробки постійно підвищувався. Наприклад, якщо червінці першого випуску мали одностороннє оформлення, з метою захисту на банкнотах використовувалася багатобарвна розетка, надрукована орловським методом, водяний знак та різне написання літер у тексті. То, поступово, до 1937 року, захист червінців від підробки було посилено. Вони стали друкуватися на цупкішому папері, отримали двостороннє оформлення, багате тонкими візерунками та дрібними деталями, недоступними фальшивомонетникам тих років. Крім того, на лицьовій стороні банківських білетів з'явився виконаний методом металографічного друку портрет В. І. Леніна, що надалі використовувалося на банкнотах всіх серій до 1992 року. Це стало серйозним кроком до посилення захисту паперових червінців від підробки. На думку спеціалістів, портрет, вираз обличчя, на банкнотах часто дозволяв швидко ідентифікувати фальсифікацію. Нововведенням банкнот зразка 1961 року, окрім успадкування від попередніх серій тих же самих традиційних елементів захисту, як, наприклад, металографічний та «класичний» орловський методи друку, було застосування ультрафіолетового захисту, який використовувався лише на купюрах від 10- до 100-карбованців. Рівень захищеності банкнот зразка 1961 року від підробки на сьогодні вважається низьким, однак такий комплекс захисних ознак цієї серії зміг протистояти фальшивомонетникам протягом 30 років. З незначними покращеннями (було додано в папір вкрапленням кольорових захисних волокон й з'явився мікротекст) він зберігся практично до 1992 року.

Пробна монета 50 копійок 1929 року

## Пробні монети та банкноти
За роки існування РРФСР та СРСР була викарбувана значна кількість пробних монет радянського карбованця. Причини карбування були, як правило, такими: підготовка до грошової реформи, експерименти із введенням нових дизайнів (як ходових, так і ювілейних випусків), експерименти із введенням нових металів. Загалом відомо кілька десятків пробних монет. Також існують ескізи банкнот РРФСР й СРСР та пробні випуски, які ніколи не надходили в обіг. Серед них ювілейні випуски 1967 року, присвячені 50-річчю Жовтневої революції, дробові номінали червінців, купюри з портретом І. В. Сталіна тощо. Деякі існують лише у вигляді ескізів.

## Використання Німецькою окупаційною владою
Радянські карбованці та червінці залишалися законним платіжним засобом на більшій частині окупованої німцями території СРСР під час війни за курсом 10 карбованців = 1 райхсмарці. Парадоксом тих часів стало — зарплату колабораціоністам: поліцейським, бургомістрам та іншим, які співпрацювали з німецькою окупаційною владою, в 1941—43 роках найчастіше платили радянськими «сталінськими» карбованцями зразка 1937 року з портретами Леніна (червінці) та із зображеннями червоноармійців та радянських військових льотчиків (казначейські білети), що воювали проти них.
Оскільки червінці ходили по обидва боки фронту, а курс райхсмарки був німцями штучно завищений (відповідно курс червінця занижений), ціни на радянській стороні були нижчими, ніж на німецькій. Це означало, що при звільненні будь-якого міста від окупантів ціни на місцевому ринку відразу знижувалися, іноді утричі, що позитивно сприймалося місцевим населенням. Курс червінця на німецькому боці на чорному ринку часто відрізнявся від офіційного. Він дорівнював одній райхсмарці лише у період найбільших успіхів німецьких військ (1942 року). З успіхами ж радянських військ він ставав вищим.

## Обіг карбованця

### Історія
1918—1921 роки для радянського грошового обігу відзначилися постійно зростаючою емісією радзнаків для покриття дефіциту державного бюджету, що виник через збільшенне видатків на оборону країни. Якщо 1918 року емісія радзнаків становила 33.6 млрд крб., то 1920-го вона збільшилася до 343.5 млрд крб. Вже 1919 року радзнаки стали основним видом грошей, які наприкінці громадянської війни становили 90 % усієї грошової маси РРФСР в обігу.
Деномінації 1921 та 1922 років стали одним із заходів по зміцненню грошового обігу, номінальне скорочення грошової маси в обігу в 1 млн разів дозволило повернути грошовий рахунок від сотень тисяч і мільйонів карбованців до копійок та карбованців. Запровадження НЕПу й введення в країні реформою 1922—1924 років твердої валюти у червінцях та карзначейських білетах стабілізувало грошовий обіг й зупинило інфляційний процес та забезпечило відбудову народного господарства. Станом на кінець 1925 року: червінці в обігу становили 57.2 %, казначейські білети 30.6 % і розмінна монета 12.2 %. Така будова грошової маси повною мірою відповідала потребам платіжного обігу. У період завершення грошової реформи, через постійне зростання товарообігу, емісія грошових знаків значно збільшилася. Так, якщо на 1 лютого 1924 року в обігу знаходилося грошових знаків у червінцях всього на 286.6 млн крб., то на 1 грудня 1925 року обсяг грошової маси складав вже 722.3 млн крб. Однак зростання грошової маси пропорційно потребам товарообігу у ті роки не призвело до знецінення карбованця.
Відмова від політики НЕПу, насильницька колективізація, надзвичайно витратна й малоефективна форсована індустріалізація наприкінці 1920-х—початку 1930-х років негативно вплинули на грошовий обіг, повністю розоривши бюджет держави. Його великий дефіцит компенсували підвищенням цін та емісією, що, відповідно призвело до знецінення карбованця. Тільки за період 1927—1937 років грошова маса в обігу збільшилася у 8 раз, темпи приросту маси грошей були більші, ніж темпи приросту продукції промисловості на 24 %. Проведені в середині 1930-х років заходи по скороченню дефіциту бюджету, збільшенню товарного фонду держави та підвищенню виробництва сільськогосподарської продукції — дозволили деякою мірою покращити грошовий обіг. Однак різке збільшення витрат держави у 1938—1940 роках на виробництво військової техніки та утримання армії — знову призвело до складної ситуації в грошовому обігу, через що надлишок грошей в обігу до середини 1940 року становив 9—10 млрд крб.
Під час Німецько-радянської війни кількість грошей в обігу збільшилася з 18.4 млрд крб., на 1 червня 1941 року, до 73.9 млрд крб., на кінець 1945 року, таким чином кількість надлишкових грошей складала 35 млрд крб. Надлишок грошей у обігу, що утворився в роки війни, зосередження великих грошових накопичень в окремих осіб, а також збільшення державного боргу — були перешкодою для зміцнення карбованця та скасування карткової системи. Щоб привести кількість грошей в обігу у відповідність до нормальних потреб господарського обороту, збалансувати грошові доходи та витрати населення, звільнити бюджетні кошти для фінансування повоєнного відновлення та розвитку народного господарства — була проведена реформа, яка скоротила кількість грошей, станом на грудень 1947 року, у 4.6 рази.
На 1 січня 1959 року в обігу знаходилося готівки на суму 61.8 млрд крб. За період з 1 січня 1953 по 1 січня 1959 роки — кількість грошей в обігу збільшилася на 25.4 млрд крб., або на 69.8 %. Таким чином за період 1953—1959 років, без тимчасового зменшення кількості грошей у обігу 1960 року, середня грошова маса зросла вдвічі при зростанні товарообігу та купівельного фонду населення у 1.8 рази.
Грошова реформа, що відбулася 1961 року, не торкалися глибинних основ грошової системи, що склалася на той час в країні: вона здійснювалася не з метою рішення проблем внутрішнього обігу грошей, а через необхідність ліквідувати накопичені диспропорції цін у сфері міжнародного обміну товарів. Окрім цього реформа підвищила значущість в обігу казначейських білетів та розмінної монети. Якщо на 1 січня 1960 року емісія казначейських білетів становила 6.2 % до суми банківських білетів, то після реформи, станом на 1 січня 1963 року, їхня частка в обігу підвищилася до 55.5 %. На цей час в СРСР практично 95 % всіх розрахунків вели готівкою, це вимагало значного обсягу купюр.
Останніми роками існування СРСР проблеми раціональної організації готівкового грошового обігу загострилися. За 1971—1985 роки кількість готівки зросла в 3.1 рази, вклади населення в ощадні каси — у 5.2 рази, тоді як виробництво товарів народного споживання — лише удвічі.
У 1988 році почалося руйнування основ радянського грошового обігу. Згідно з оцінками фахівців, нормальний для СРСР приріст готівкової грошової маси не повинен був перевищувати 8 млрд руб. на рік. Однак у 1988—1990 роках емісія практично подвоювалася щороку. 1991 року в СРСР в обіг додатково було випущено готівки у 4.8 рази більше, ніж у 1989 році. Банкнотна емісія стала однією з головних причин, які спричинили інфляцію. Ціни відповідно зросли 1989 року — на 2.3 %, 1990 — на 5.4 %, 1991 — на 88.9 %. 1992 року ціни зросли у 26 разів.

## Купівельна сила
Карбованець мав імідж «твердого» і стабільного платіжного засобу з високою купівельною силою тільки всередині СРСР, в рамках його закритої від зовнішнього світу планової економіки, де ціни на товари та його курс адміністративно затверджувався владою. Окрім цього, хоча карбованець і вважався «твердими» грошима, але термін його купівельної сили мав умовне значення, через існування в країні товарного дефіциту і відсутність обмінних валютних операцій. За кордоном карбованець взагалі не використовувався в обігу. Дозволялося брати з собою не більше 30-ти карбованців (банкнотами по 10 карбованців). «Твердому» статусу карбованця, зокрема, сприяла доволі низька, так звана «прихована», інфляція, наприклад, за період 1940—1970 років роздрібні державні ціни в СРСР на всі товари загалом збільшилися на 39 %, або за період 1980—1988 років — на 5 %, тобто менше одного відсотка щорічно. Купівельна сила карбованця диференціювалася державою в залежності від типів ринків і цін; зокрема, за природно-кліматичними зонами: I, II, III, IV. У різні роки купівельна сила карбованця вар'ювалася. У середині 1920-х роках карбованця була удвічі нижче, ніж у царського рубля або англійського фунта. У 1947 році, до грошової реформи, купівельна сила карбованця знизилася проти довоєнного більш ніж утричі. Після реформи 1947 року, до 1953 року купівельна сила карбованця зросла більш ніж удвічі і продовжувала підвищуватися аж до 1961 року, коли вона становила 74 % довоєнного рівня, завдяки зниженню цін що почалося з 1948 року й тривало надалі протягом 1950-х років.. У наступні роки з'явилася тенденція до деякого зниження купівельної сили карбованця, головним чином за рахунок зростання цін колгоспного ринку, в результаті у 1964 році вона склала 71 % від довоєнного рівня. Після грошової реформи 1961 року купівельна сила карбованця знижувалася у такому темпі: 1967 року вона становила 91 %, 1981 року — 60—62 %, а 1988 року — лише 40—45 % відповідного показника 1961 року. В останні роки існування СРСР, окрім падіння купівельної сили карбованця, збільшувалися її диспропорції в окремих союзних республіках. Так, у 1990 році проти 1985 року цей показник становив у Таджикистані 75 копійок, в Україні — 68,5 копійки, в Естонії — 63,1 копійки.

## Назва грошової одиниці в різних мовах
До кінця існування Радянського Союзу слово «рубль» для позначення даної грошової одиниці в українській мові не використовувалось. Російська назва «рубль» дублювалась через відповідники українською та іншими мовами союзних республік (у тому числі й на самих банкнотах):
| мова                 | Національною мовою | Національною мовою |
| мова                 | карбованець        | копійка            |
| -------------------- | ------------------ | ------------------ |
| Російська мова       | рубль              | копейка            |
| Українська мова      | карбованець        | копійка            |
| Білоруська мова      | рубель             | капейка            |
| Узбецька мова        | сўм                | тийин              |
| Казахська мова       | сом                | тиын               |
| Грузинська мова      | მანეთი             | კაპიკი             |
| Азербайджанська мова | манат              | гəпик              |
| Литовська мова       | rublis             | kapeika            |
| Молдовська мова      | рублэ              | копейкэ            |
| Латиська мова        | rublis             | kapeika            |
| Киргизька мова       | сом                | тыйын              |
| Таджицька мова       | сӯм                | танга              |
| Вірменська мова      | ռուբլի             | կոպեկ              |
| Туркменська мова     | манат              | көпүк              |
| Естонська мова       | rubla              | kopikas            |

Радянські карбованці зразка 1991 року на звалищі сміття. Після розпаду СРСР радянські карбованці іноді взагалі не утилізувалися, а просто вивозилися на звалища.

З розпадом СРСР і появою власних грошових одиниць у нових незалежних державах дана грошова одиниця стала національною валютою Росії. Назва «карбованець» для позначення російської грошової одиниці не вживається, натомість її називають «рубль», як і в російській мові.

## Утилізація

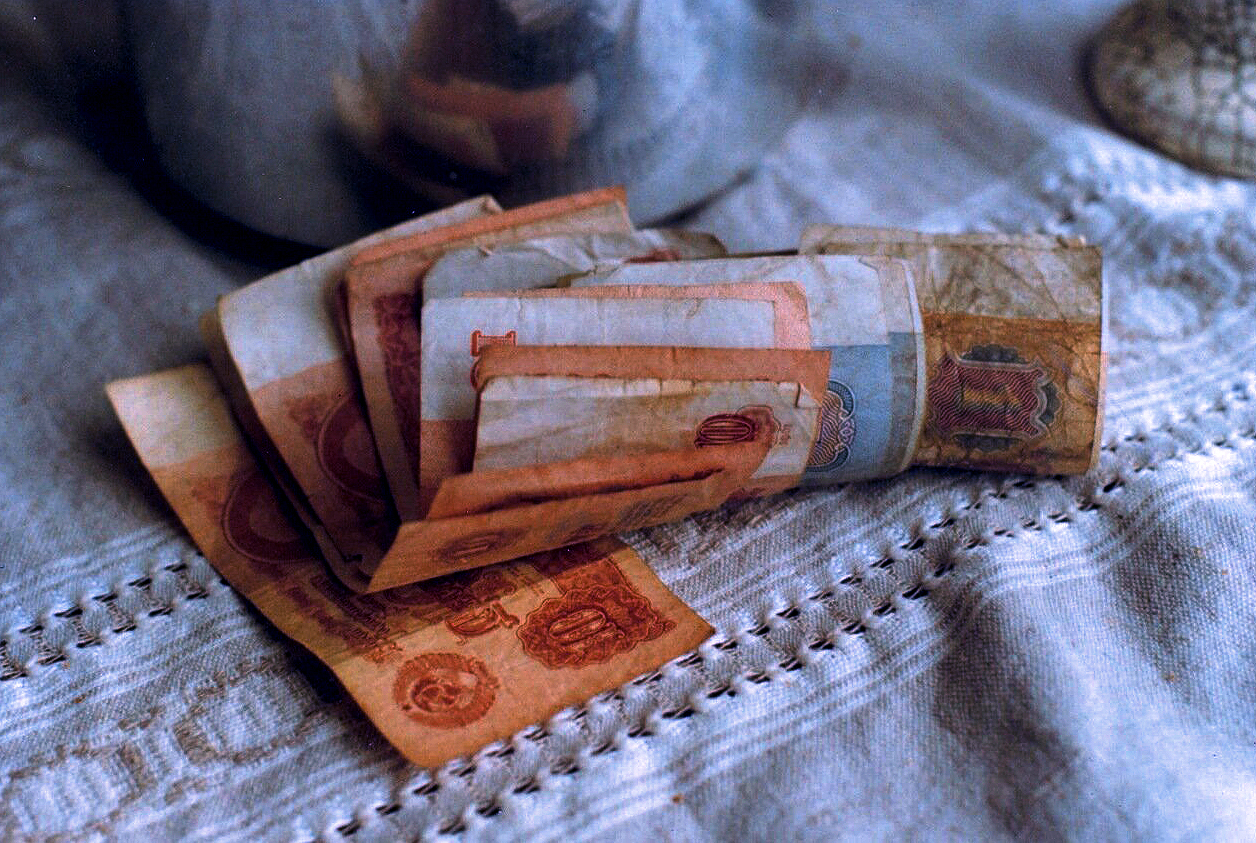
Згорток карбованців зразка 1961 року з обігу

Основним способом утилізації зношених купюр в СРСР було гасіння — в банкнотах пробивався отвір, через що вони втрачали платоспроможність. Ця операція проводилася суто в одному місці — центральному сховищі Держбанку СРСР у Москві. Потім купюри відправляли на паперову фабрику Держзнаку, де їх завантажували у спеціальні котли, де під високим тиском пара з них змивалася фарба, а банкноти розпускалися на волокна. Отримана паперова маса вирушала на переробку та використовувалася у інших цілях. Але ця технологія була не тільки трудомісткою та дорогою, а ще й шкодила екології. Тож після розпаду СРСР від неї вирішили відмовитись. Були спроби використовувати банкноти як паливо, але все виявилося не так просто. Для виробництва банкнот використовувався папір високої якості, який при згорянні виділяє дуже багато тепла, через що висока температура пошкоджувала внутрішнє облицювання більшості печей. Варіант з використанням цементних печей, які витримують такі навантаження — теж був скасований, через неможливість автоматизації процесу подачі купюр, потрібна була небезпечна і важка ручна праця. Крім того, на місці повинні були бути кілька посадових осіб, які контролювали процес спалювання. Ще однією причиною, чому від цієї ідеї відмовилися — кількості купюр, що підлягали знищенню, було недостатньо, щоб постійно топити піч. Виходом могла стати модифікація для використання двох та більше видів палива, але це потребувало великих фінансових витрат та ускладнення конструкції печі. В результаті, після розпаду СРСР, й остаточного виведення з обігу, банкноти карбованця вивозилися на сміттєзвалища й на колишні військові об'єкти, де, зокрема, викидувалися у мішках в ракетні шахти.

## Фальшування
Підробка радянського карбованця існувала протягом всього існування СРСР. У зв'язку з цим, 16 березня 1937 року, наказом НКВС СРСР у складі головного управління робітничо-селянської міліції було створено ВБРСВ (рос. «ОБХСС»). Одним із найважливіших завдань нового відомства стала протидія фальшивомонетникам.
Радянські червінці, будучи достатньо твердою і стійкою валютою, мали у країні високу купівельну спроможність, через що купюри часто підробляли, бажаючи завдати шкоди народному господарству СРСР, а іноді і для проведення фінансових махінацій за кордоном. Найвідоміші махінації з підробкою червінців співробітниками англійського капіталіста Генрі Детердінга, власника найбільшого нафтового концерну «Shell», який був незадоволений тим, що СРСР продавав свою нафту дешевше за середню ціну на ринку. Через прагнення завдати шкоди народному господарству Радянського Союзу, червінці стали об'єктом фальсифікації з боку білоемігрантських та інших ворожих до більшовиків груп, що розташовувалися, зокрема, в Німеччині. Найчастіше об'єктами підробки ставали купюри номіналом у 1 червінець. Найбільша партія фальшивих червінців була заарештована в Мурманську у 1928 році — поштовий службовець Сепалов розкрив підпільну мережу, що поширювала фальшиві банкноти, які друкувалися в Німеччині. У ній були замішані колишні білогвардійці, зокрема Карумідзе та Садат'єрашвілі. Всі вони були засуджені у Німеччині та Швейцарії, де отримали мінімальні терміни. Згодом їхній досвід був використаний гітлерівською Німеччиною під час Німецько-радянської війни для підробки радянських та інших грошових знаків.
Черговий сплеск фальшивомонетництва припав на часи Німецько-радянської війни (1941—1945). Наймайстернішими фальшивомонетниками цієї пори стали брати Лопухови, не маючи навіть середньої освіти, вони змогли вдома налагодили виробництво фальшивих паперових червінців дуже високої якості. Щоб виявити підробку, оперативникам ВБРСВ довелося звертатися за консультаціями до фахівців Держзнаку. Тільки після всебічного вивчення банкнот у лабораторних умовах експерти змогли документально довести факт підробки. За законами воєнного часу брати Лопухові були засуджені до розстрілу. Усього ж за роки війни органами ВБРСВ було викрито близько ста фальшивомонетників.
Однак у роки війни підробкою банкнот радянського карбованця займалися не лише злочинці, але й німецька влада, яка активно запускали в обіг на території СРСР фальшиві гроші. Її ціллю був підрив фінансово-економічної системи СРСР, що мало великі наслідки: попри всі зусилля радянської влади та оперативників ВБРСВ, до кінця війни в грошовому обігу країни знаходилася велика кількість фальшивих грошей. Це стало ще одним переконливим аргументом на користь проведення у 1947 році грошової реформи: вона дозволила вилучити з обігу численні фальшивки.
Ще одним сплеском фальшивомонетництва в СРСР стали 1970-ті роки. На відміну від більшості підробок воєнного часу, фальшивки «часів застою» відрізнялися високою якістю виконання. Визначити підробку без спеціального лабораторного дослідження найчастіше було вкрай проблематично. Декілька років поспіль вся міліція Радянського Союзу розшукувала виробника фальшивих 10-карбованцевих купюр. Співробітники ВБРСВ називали ці підробки «уральськими червінцями», оскільки вперше ці гроші були виявлені у 1975 році в Оренбурзі. Підробки з'являлися у різних містах СРСР, Пермі, Челябінську, Омську тощо. 15 серпня 1981 року в одному з універмагів Москви касиркою була виявлена фальшива 10-карбованцева купюра, після чого вона натиснула кнопку виклику міліції. Покупець, що розрахувався фальшивою купюрою, помітив її хвилювання, розвернувся і відразу зник натовпі. І хоча протягом місяця підозрілого покупця затримали, але його довелося відпустити через відсутність доказів його вини. Тим часом фальшиві червінці продовжували з'являтися у різних районах Москви, але інтеснівність їхньої появи пішла на спад. Останній «уральський червінець» був вилучений через десять років після цих подій — у 1991 році. У слідчих досі немає повної впевненості у тому, що затриманий громадянин мав відношення до виготовлення підроблених банкнот.
Окрім цього, у середині 1970-х в СРСР з'явилися підробки й іншого походження — фальшиві 25- та 50- карбованцеві купюри. Як з часом з'ясувалося їхнім автором був мешканець Ставропільського краю Віктор Баранов. До пошуку зловмисника було підключено найкращих оперативників ВБРСВ МВС СРСР. Фальшивомонетника шукали у всій країні, виявити ставропільський «монетний двір» допоміг випадковий збіг обставин, коли 12 квітня 1977 року на ринку міста Черкеська Баранов був затриманий під час збуту підробленої 25-карбованцевої купюри. Під час особистого обшуку в нього знайшли ще 77 фальшивих банкнот. За кілька років Баранов виготовив 1249 фальшивих купюр на загальну суму понад 23 тисяч карбованців. Підробки були дуже високої якості: на око їх практично було неможливо відрізнити від справжніх банкнот — через що Баранова називали «фальшивомонетником № 1». Це визнавали і фахівці Держзнаку, запрошені слідчими як експерти у справі. У кустарних умовах Баранов зміг виготовляти барвники та папір, що на вигляд нічим не відрізнялися від продукції Держзнака.